# Biserica de lemn din Tăuți

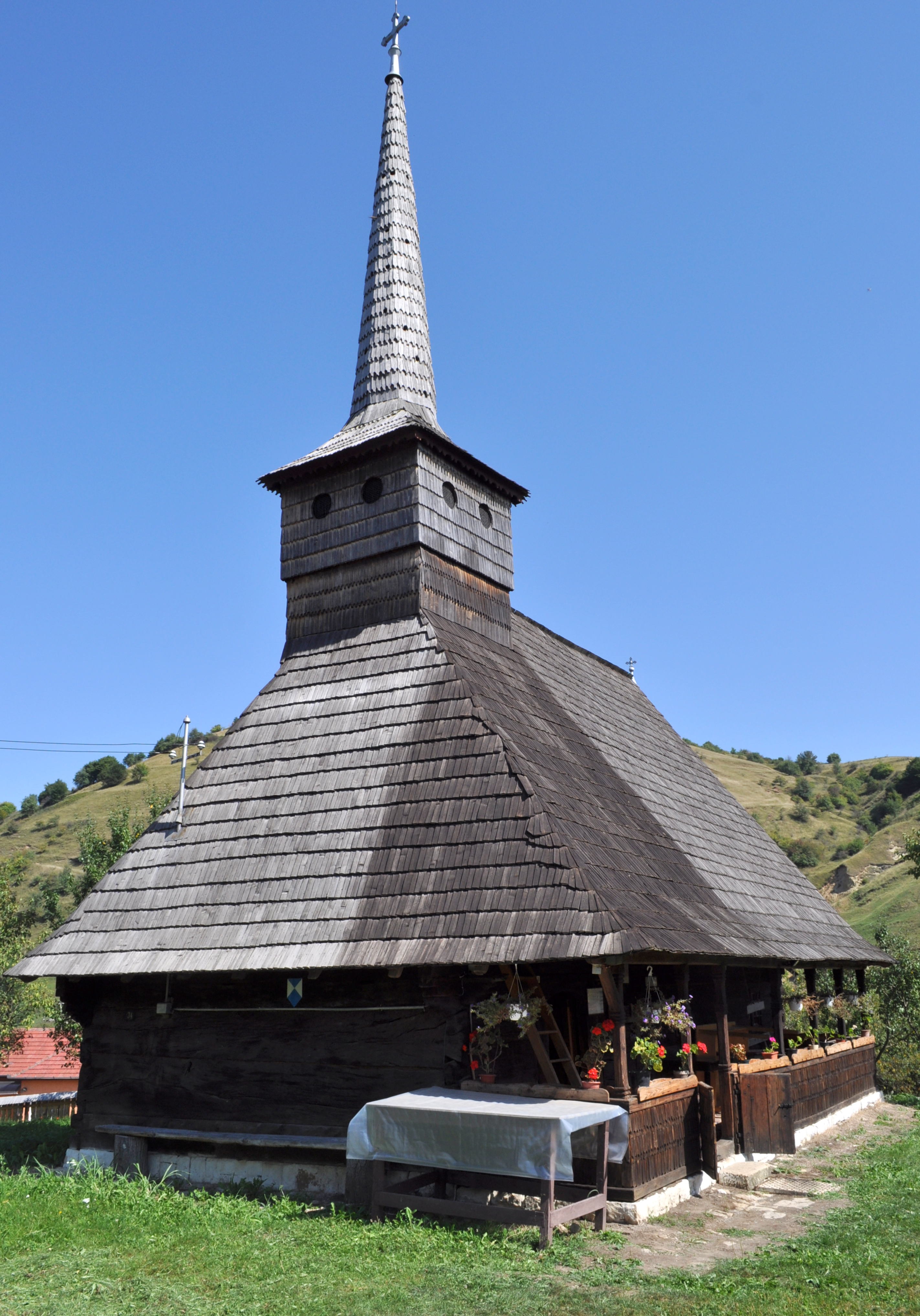
Biserica de lemn „Sfinții Arhangheli Mihail și Gavriil” din Tăuți, județul Cluj, foto: septembrie 2011.

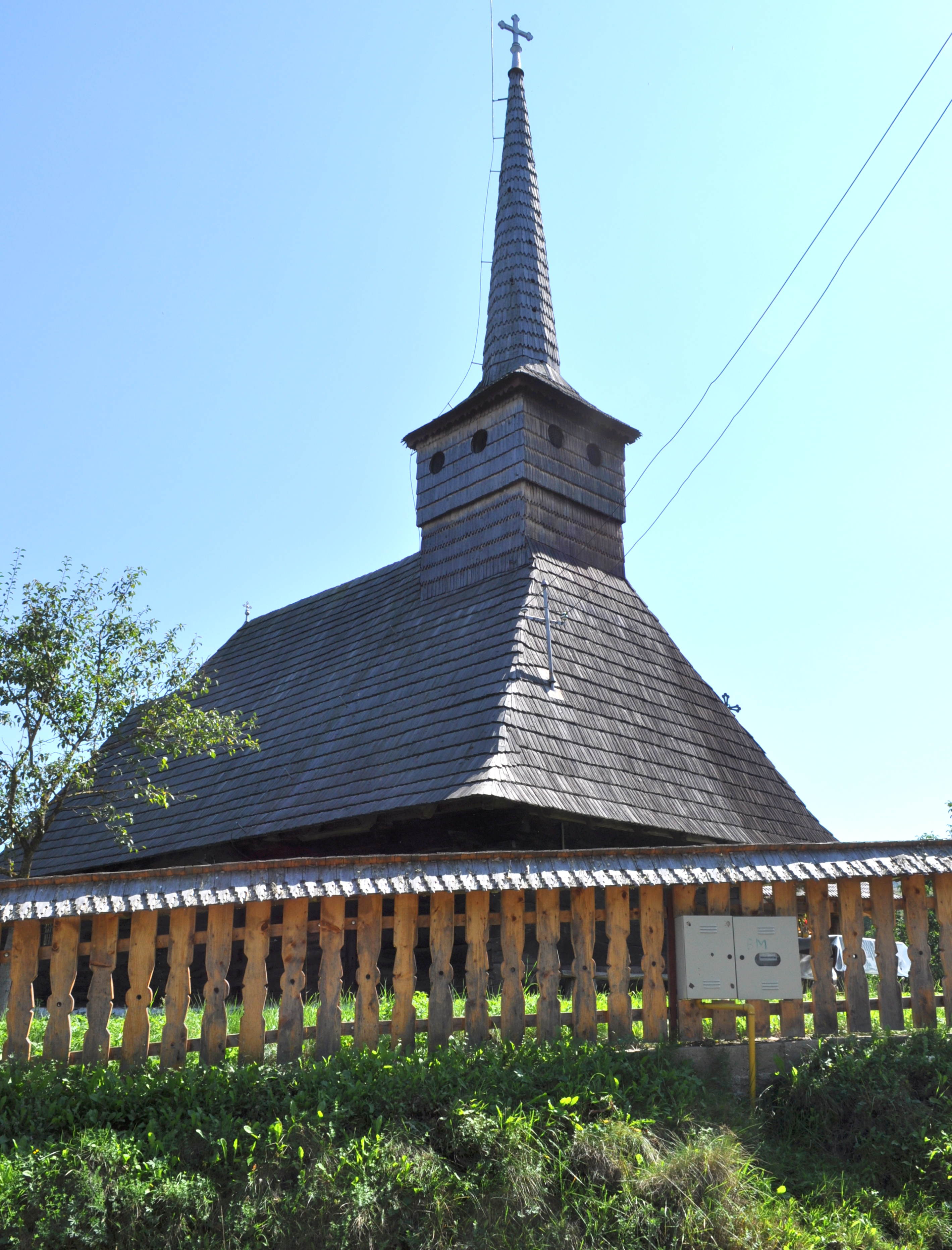
Biserica de lemn „Sfinții Arhangheli Mihail și Gavriil” din Tăuți, județul Cluj, foto: septembrie 2011.

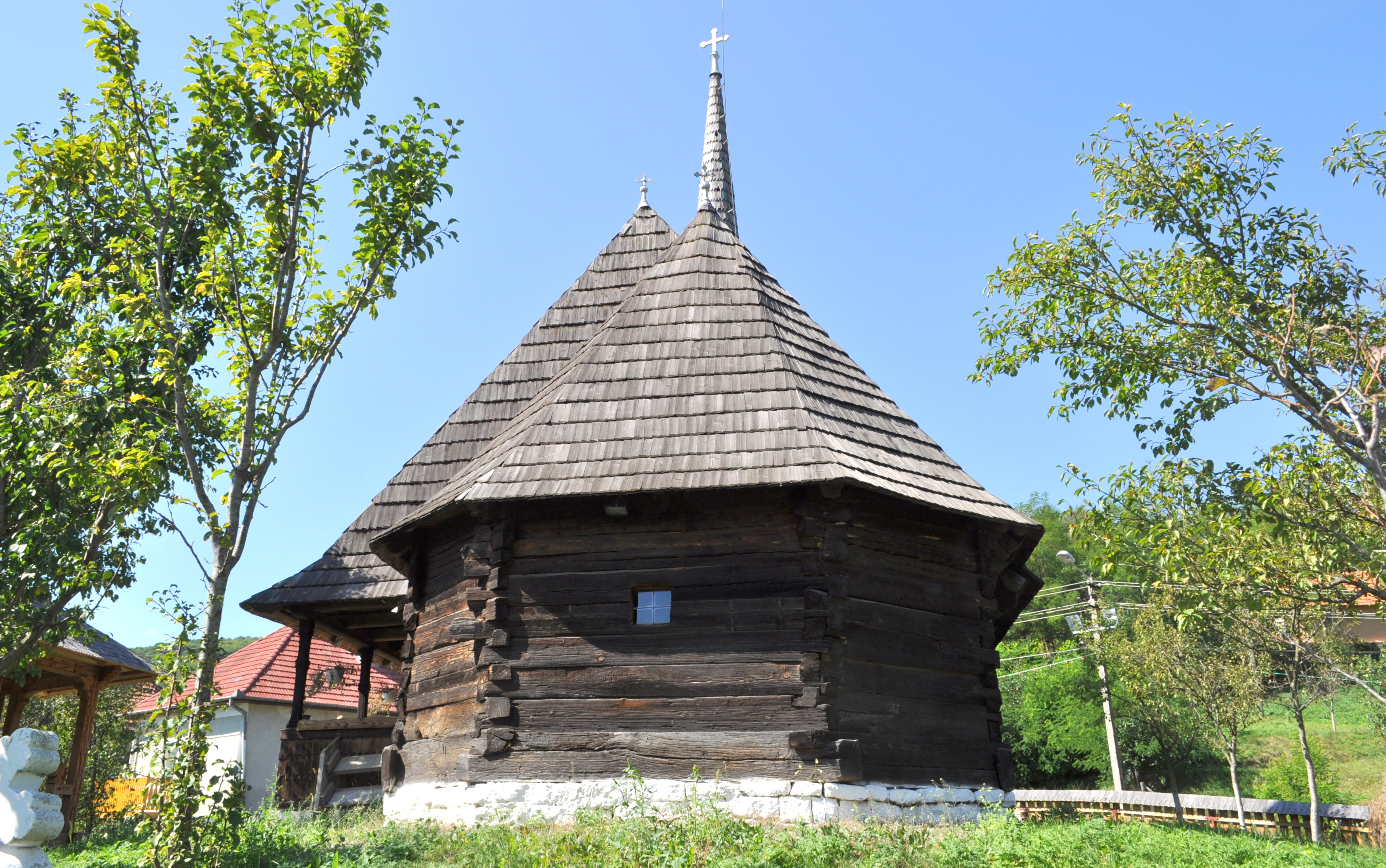
Biserica (est)

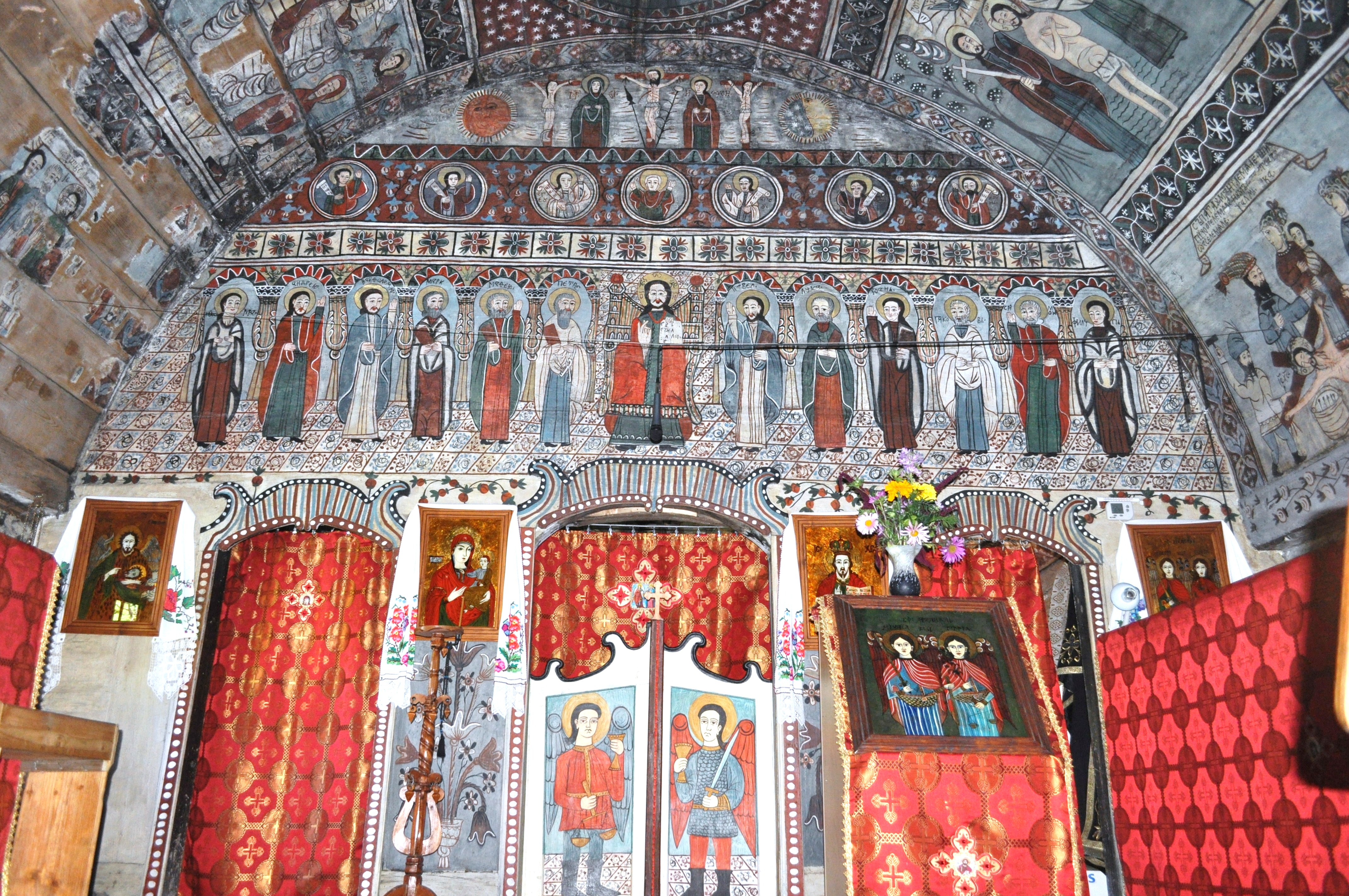
Interiorul navei

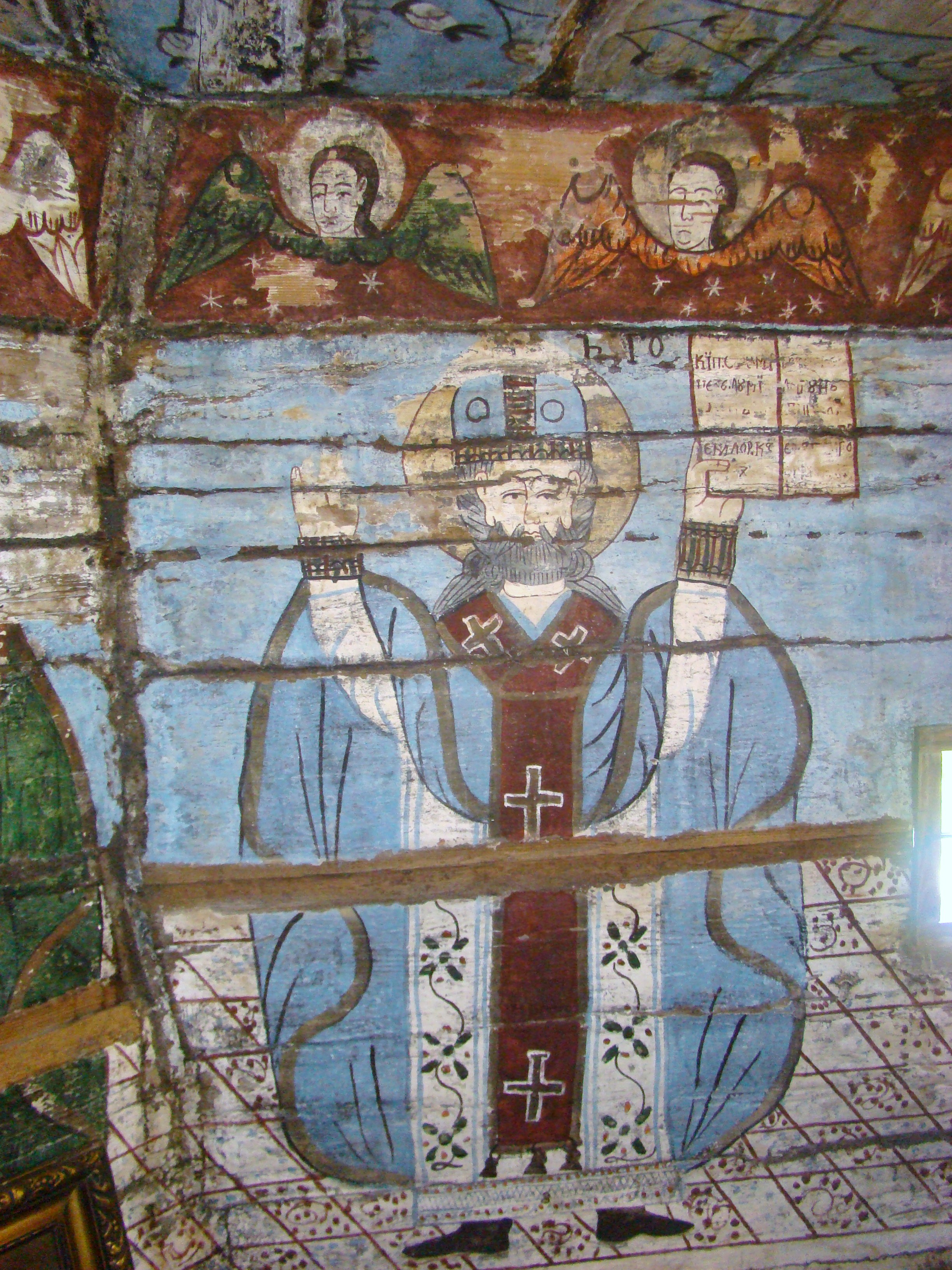
Altar: Sfinții Părinți

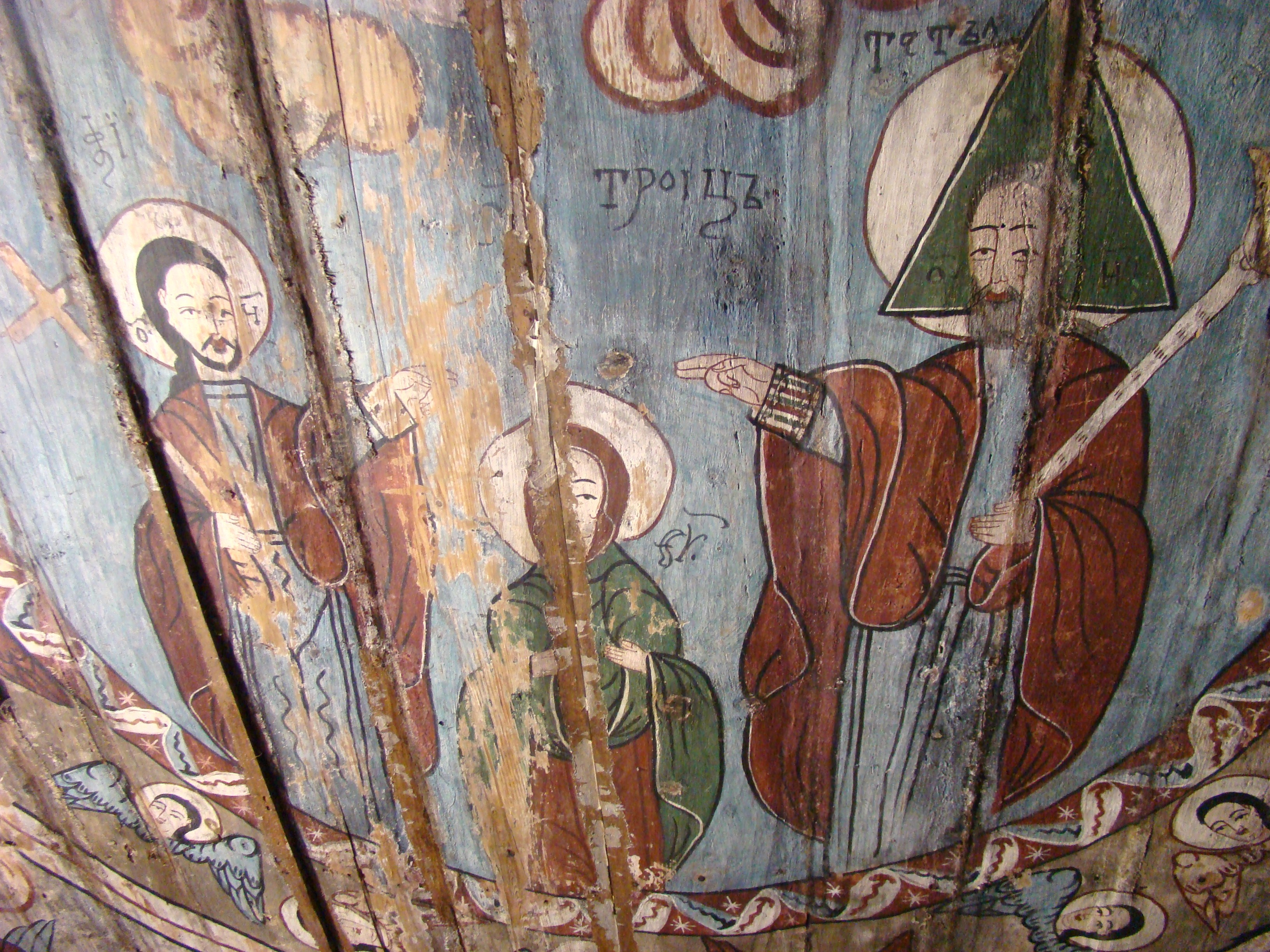
Sfânta Troiță

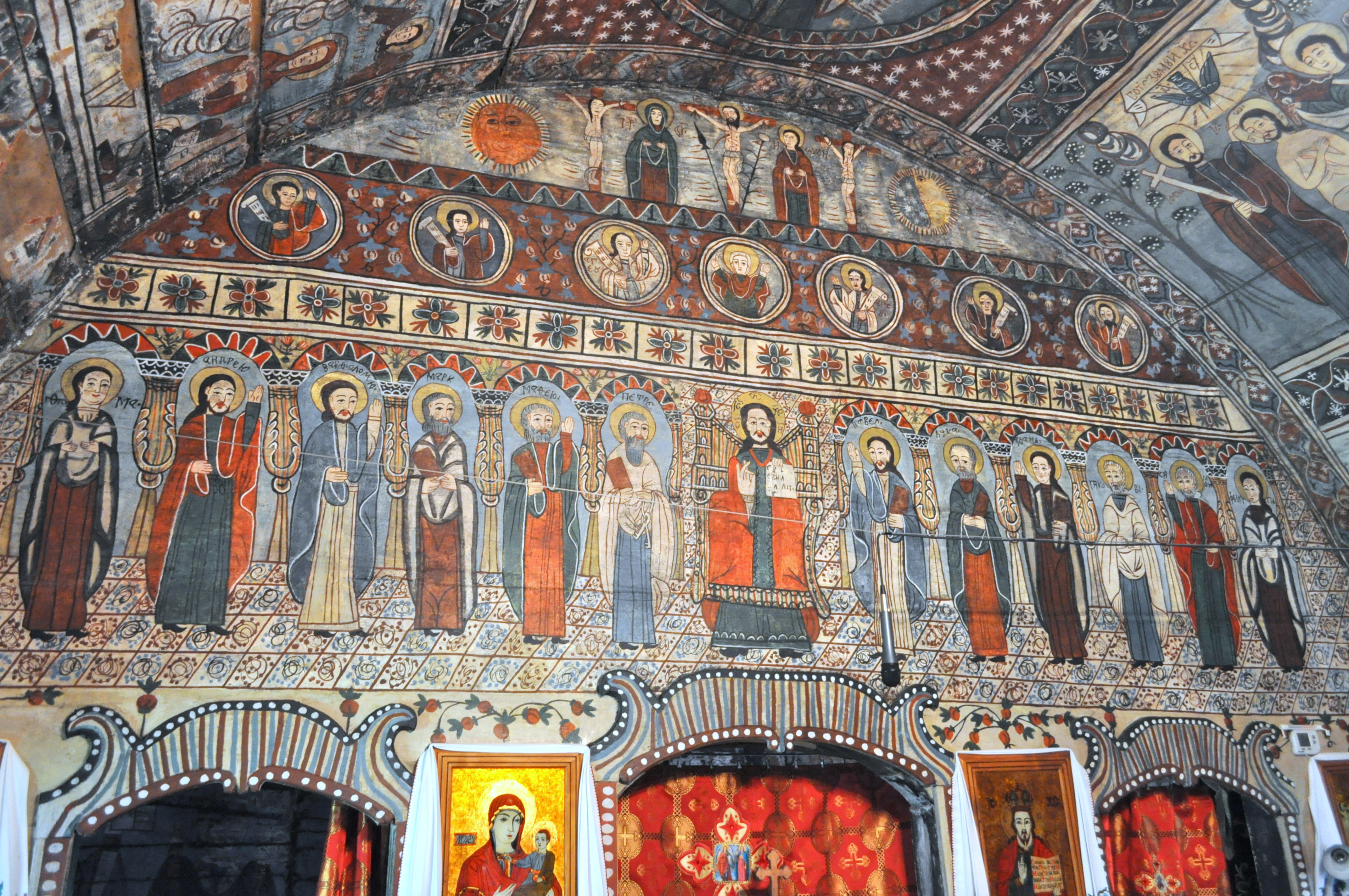
Catapeteasma

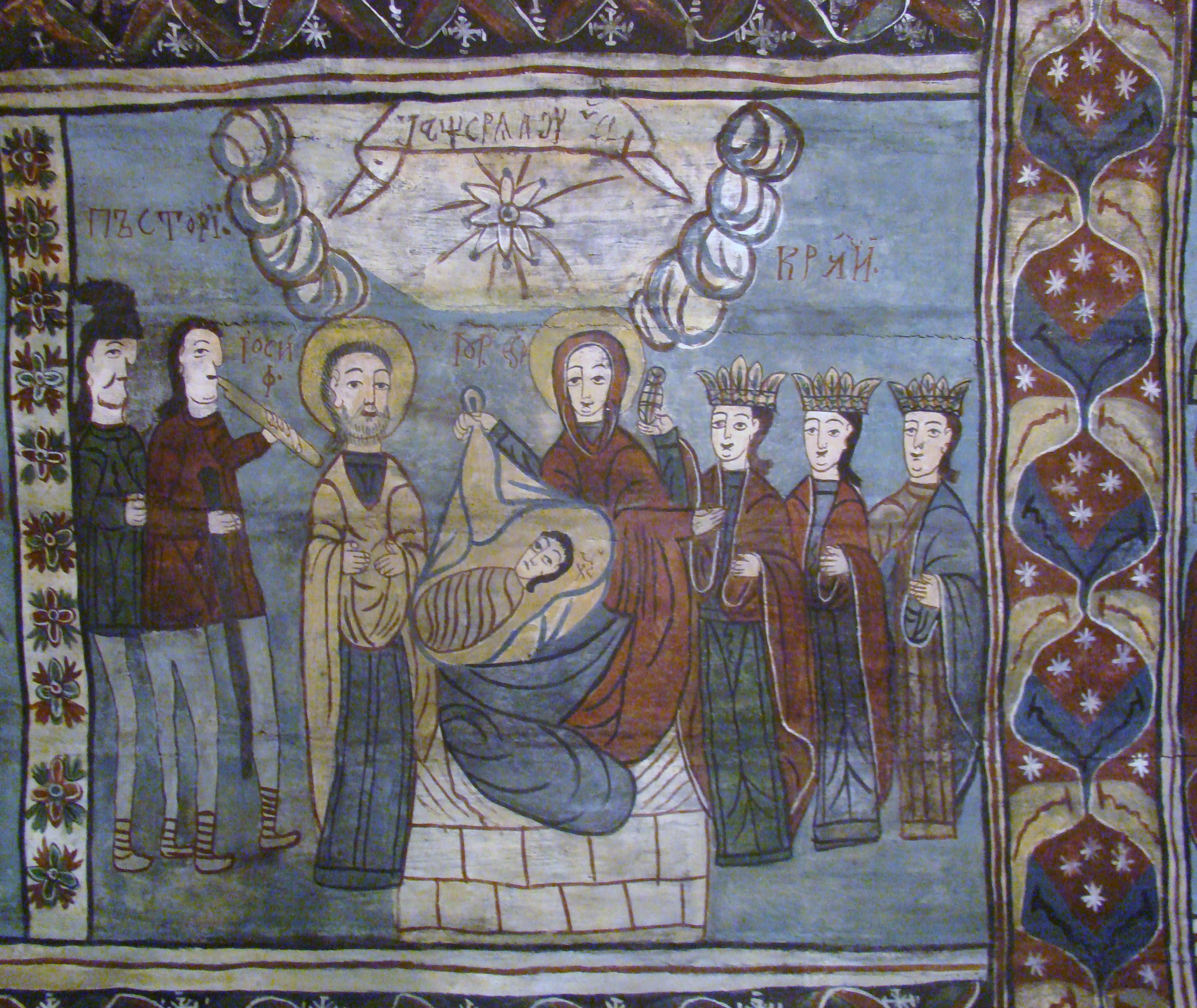
Nașterea Domnului

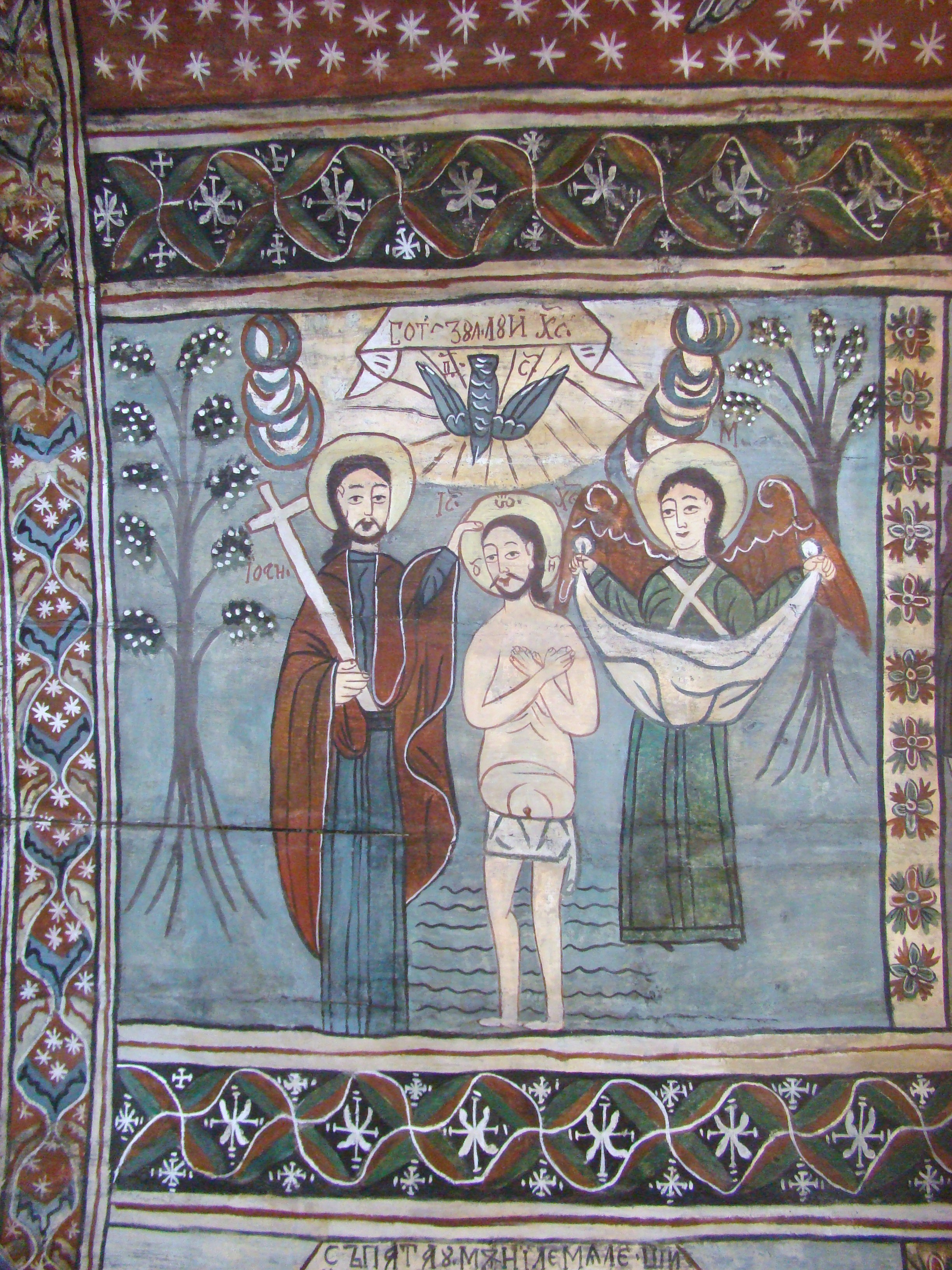
Botezul Domnului

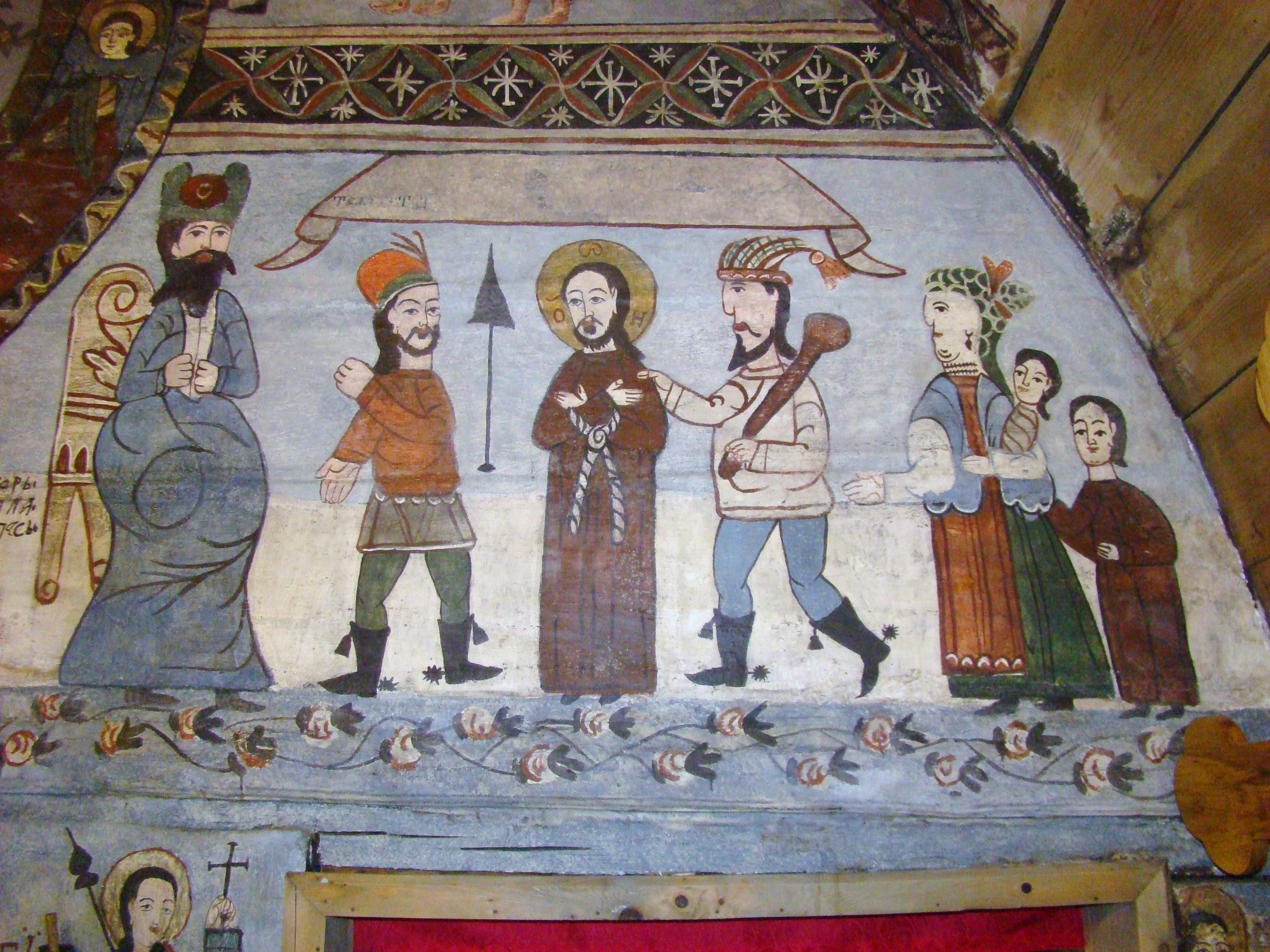
Judecarea lui Iisus

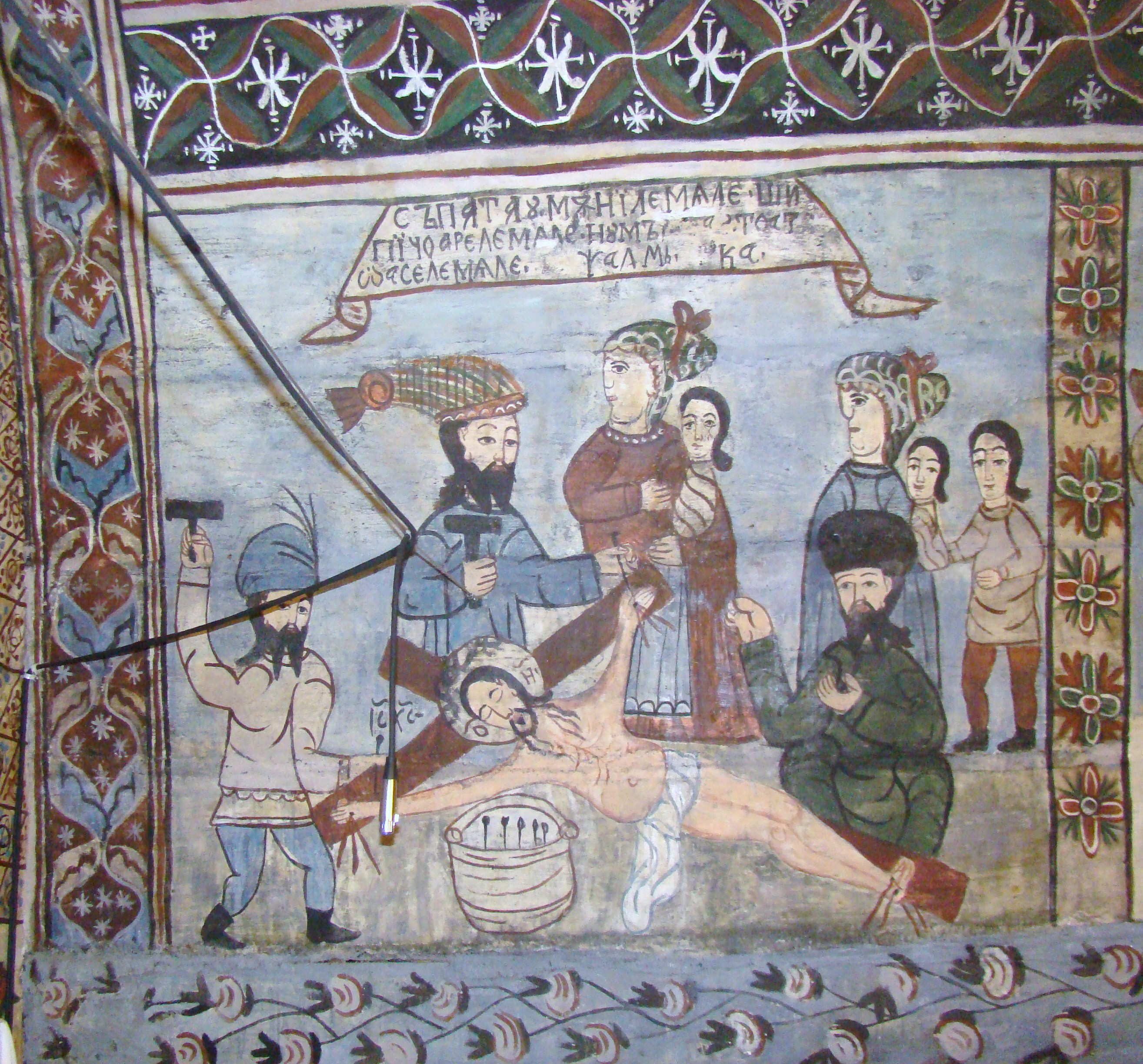
Punerea pe cruce

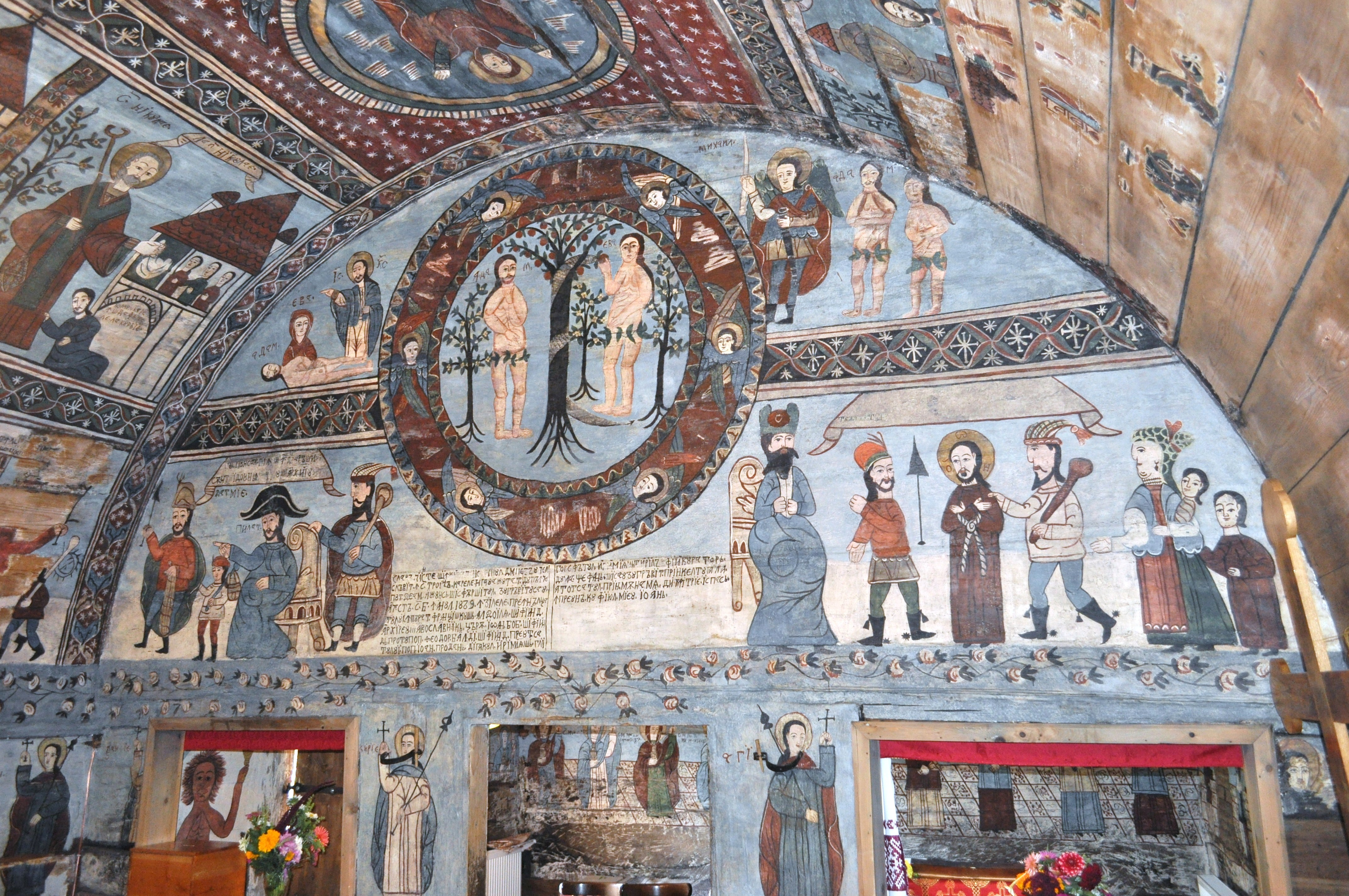
Timpanul de vest al naosului

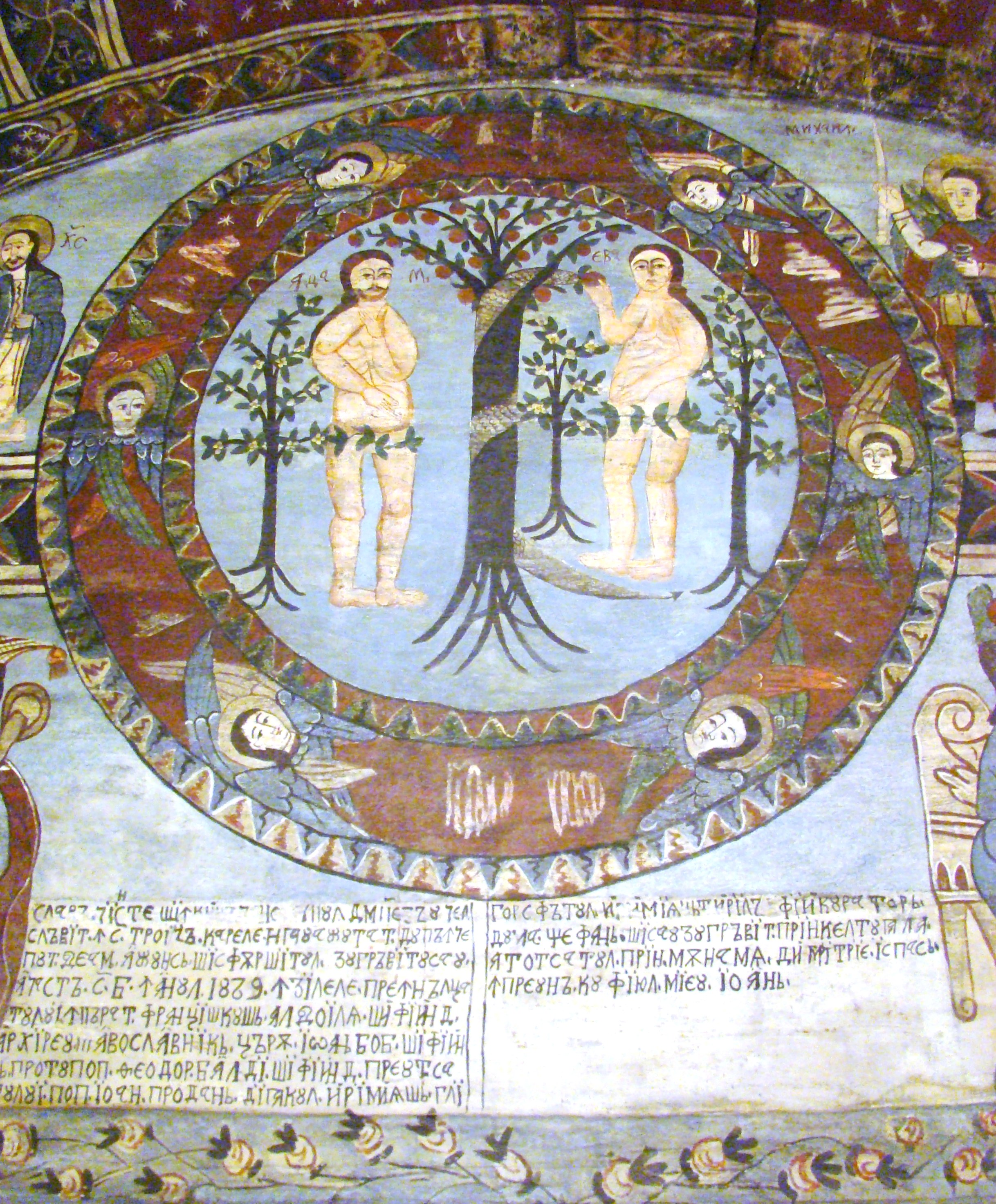
Timpanul de vest al naosului (detaliu)

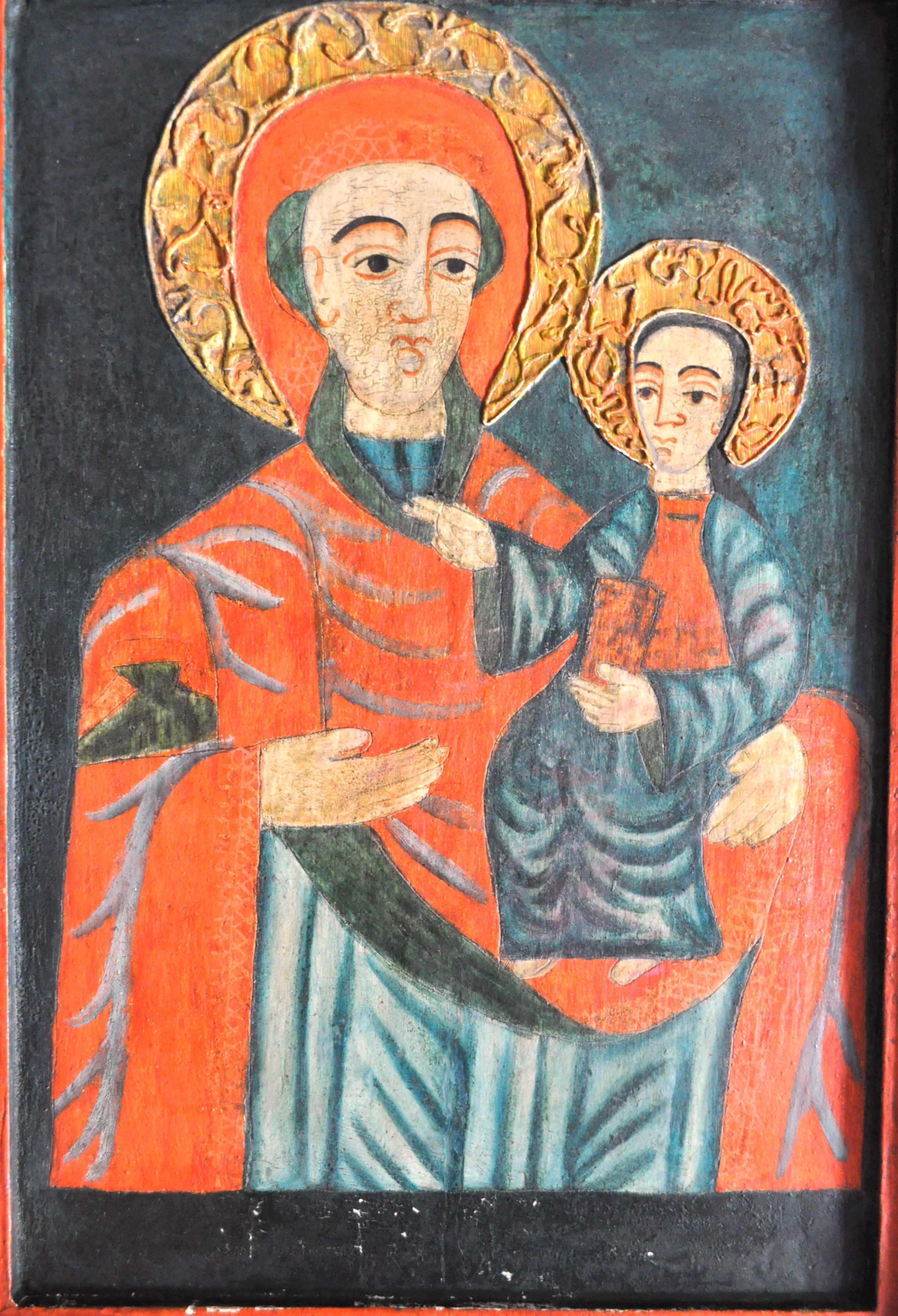
Maica Domnului cu Pruncul

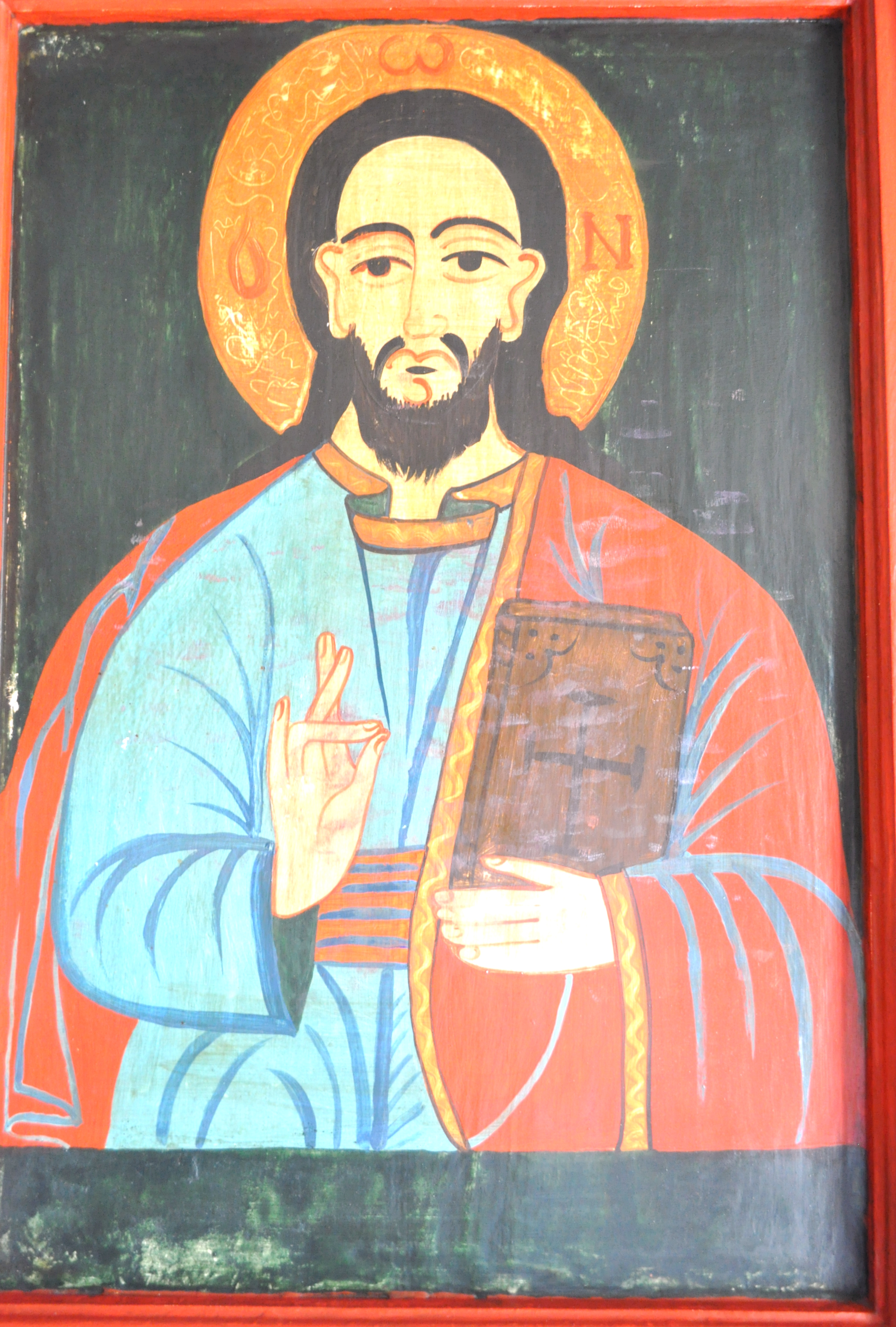
Icoana Mântuitorului

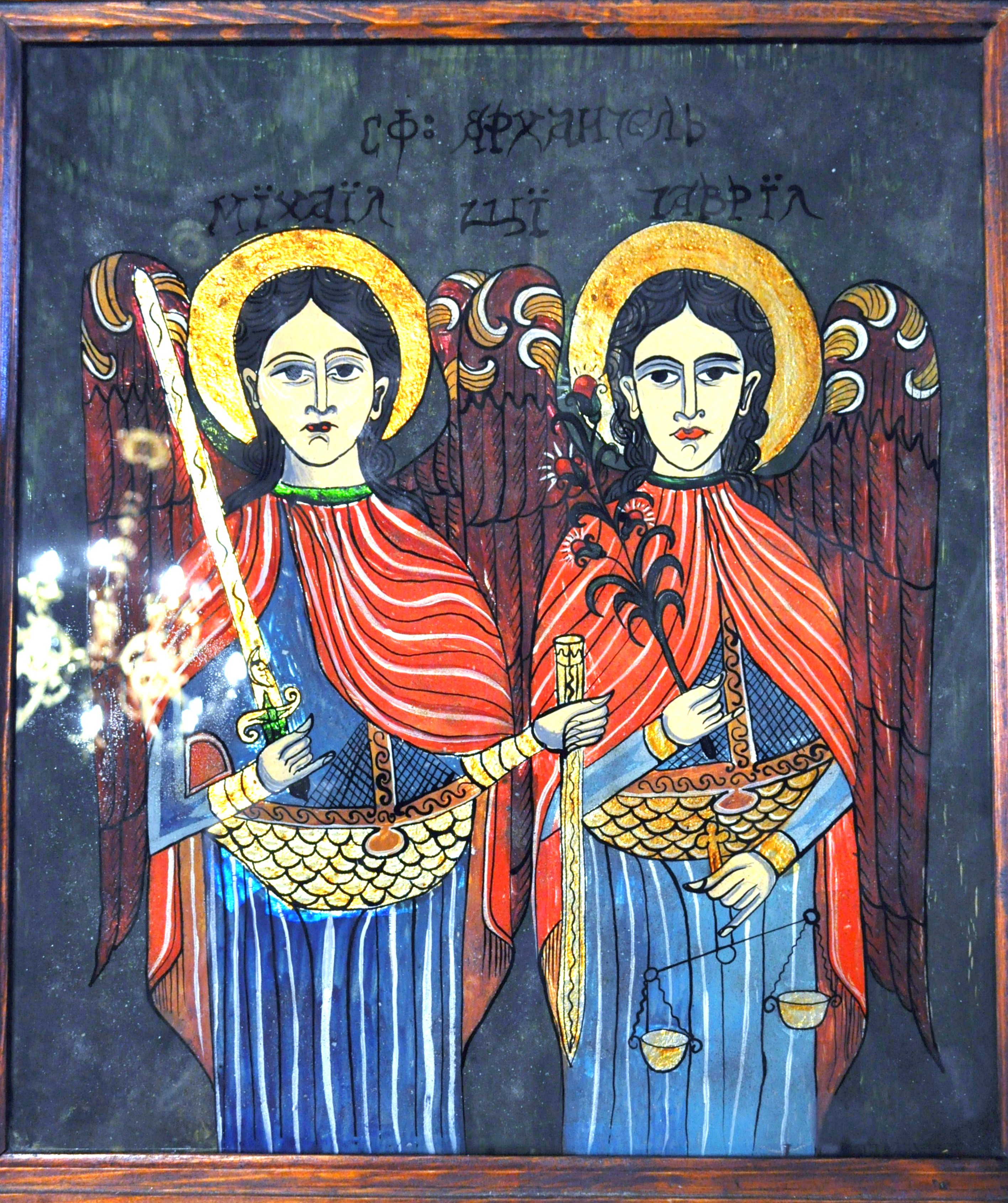
Sfinții Arhangheli Mihail și Gavriil

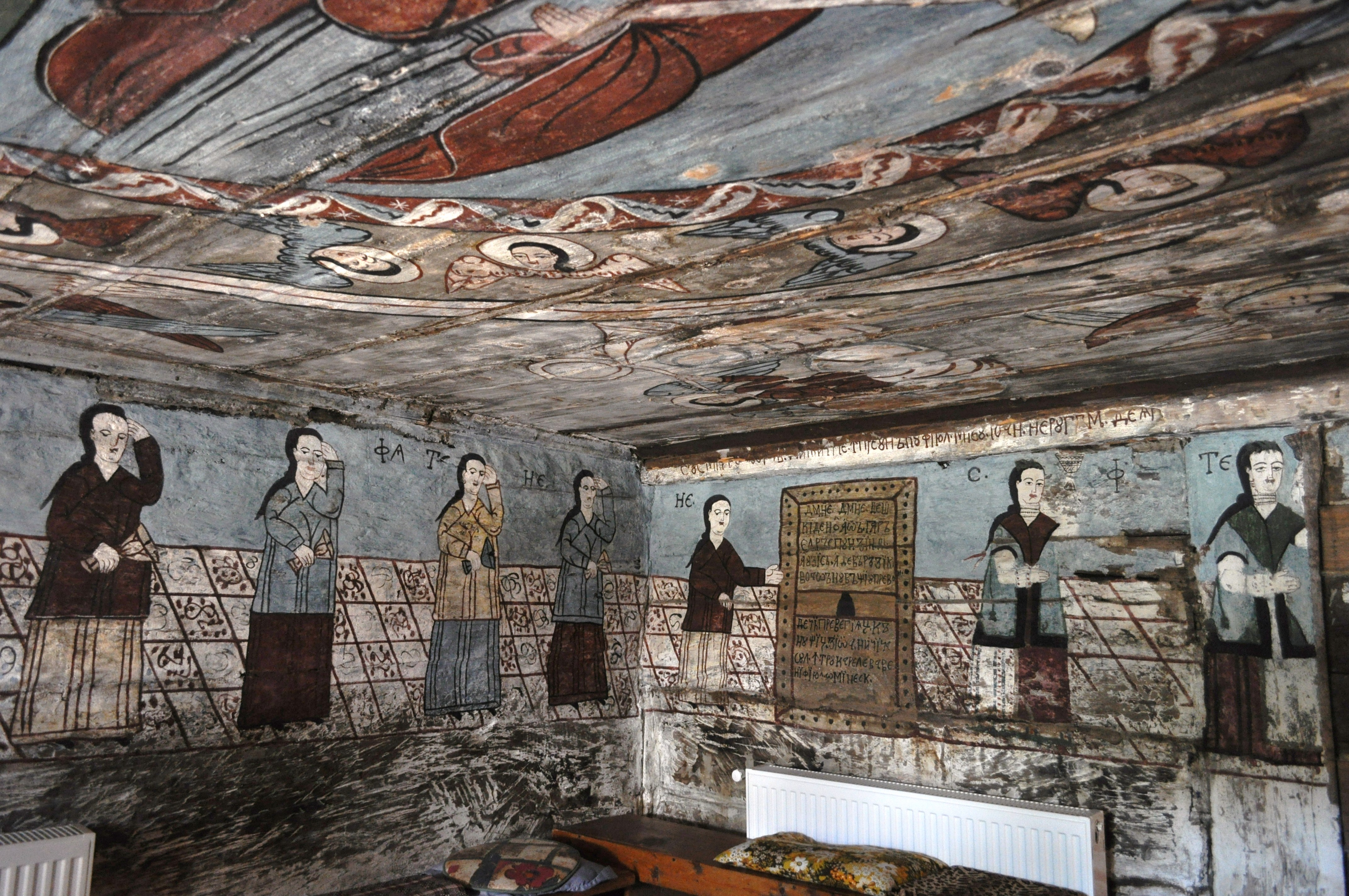
Pictura pronaosului (Pilda celor zece fecioare)

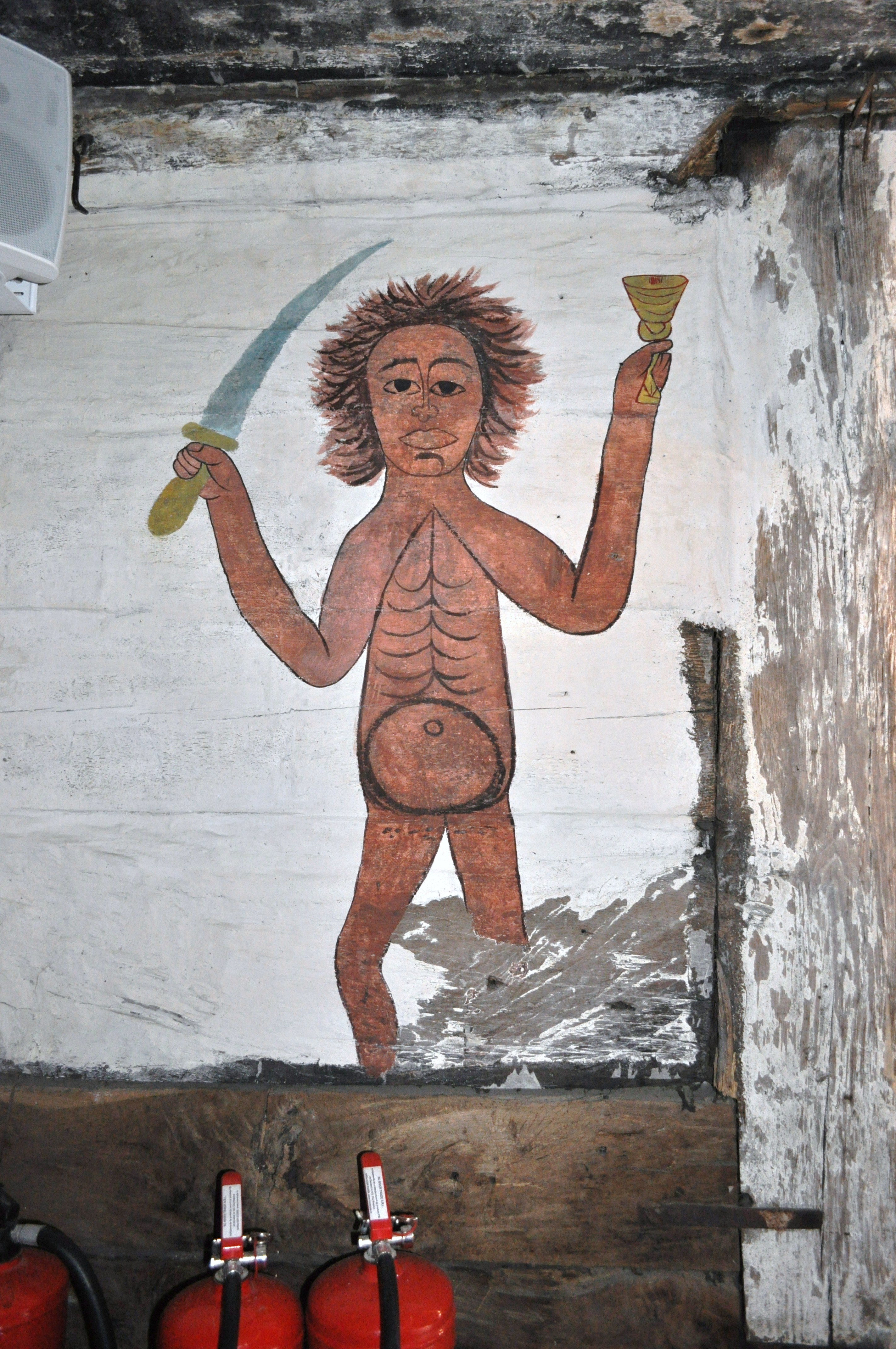
Pictura pronaosului (detaliu)

Biserica de lemn din Tăuți, județul Cluj, cu hramul Sfinții Arhangheli Mihail și Gavriil, este un monument istoric și de arhitectură din secolul al XVIII-lea. Anul construcției nu este cunoscut cu exactitate. Biserica a fost pictată în anul 1829 de către Dimitrie Ispas și fiul acestuia Ioan. Biserica se află pe noua listă a monumentelor istorice sub codul LMI:  CJ-II-m-B-07778.

## Istoric
Biserica a fost construită din lemn și se găsește în mijlocul cimitirului. Potrivit tradiției locale, aceasta a fost înălțată înițial pe „Leșioară”, de unde s-a mutat pe actualul loc. Mutarea bisericii s-a făcut înainte de 1829, dată la care s-a zugrăvit. Cu ocazia acestei mutări s-au făcut și unele înlocuiri de bârne din pereții bisericii. Astăzi biserica are absida construită din bârne de brad, peretele vestic din bârne de stejar, iar ceilalți pereți din brad și stejar.
Lăcașul a fost edificat ca biserică unită (greco-catolică). Sătenii își aminteau că ultima liturghie arhierească greco-catolică a fost săvârșită în această biserică în anul 1938, de către episcopul unit Iuliu Hossu. 
În anul 1948 Parohia Greco-Catolică din Tăuți a fost desființată, iar biserica din lemn a fost trecută în folosința Bisericii Ortodoxe Române. În prezent fosta biserică parohială este filie a Parohiei Ortodoxe Sălicea. Din inițiativa preotului paroh Liviu Rus s-au făcut lucrări de consolidare și reparație a bisericii în anul 1996. S-a înlocuit în întreginme acoperișul cu un altul din șindrilă de brad. Pereții exteriori și acoperișul au fost dați cu ulei de in pentru a rezista mai bine intemperiilor. În interior s-au confecționat strane și bănci noi, cu ajutorul și contribuția credincioșilor. În Sfântul Altar s-a ridicat o sfântă cruce din lemn, pictată de către ieromonahul Alexandru Ghenț, starețul mănăstirii Sfânta Treime din Feleacu și donată de familia Iarca Ioan. 
Cu sprijinul primăriei comunei Florești a fost restaurată pictura realizată de Dimitrie Ispas în anul 1829. Biserica de lemn din Tăuți și Biserica de lemn din Bica sunt singurele biserici vechi de lemn din județul Cluj în care au fost efectuate lucrări de conservare și restaurare a picturii în perioada 1990-2010. 
În 7 iunie 1998 biserica a fost resfințită de către episcopul Irineu Pop, înconjurat de un sobor de preoți și diaconi și un mare număr de credincioși.”

## Trăsături
Biserica a fost clădită din bârne de stejar dar și de brad, îmbinate în cheotoare dreaptă și în coadă de rândunică, pe o fundație de piatră, dar altarul este edificat numai din grinzi de brad și are o formă poligonală, cu pereții retrași. Pe latura sudică, pe toată întinderea pronaosului și naosului se desfășoară o prispă-pridvor, având șapte stâlpi de susținere între talpa pridvorului și cununa acestuia. Peste tavanul pronaosului se ridică scheletul înalt al turnului, cu galerie deschisă și coiful octogonal. Naosul este prevăzut cu o boltă obișnuită, semicilindrică, ce se înalță direct de pe pereții laterali. O boltă semicilindrică mai joasă și trei triunghiuri sferice, frumos îmbinate între ele, apar și în altar, unde se mai văd scene din pictura parietală de la începutul secolului al XIX-lea.
Pictura. Biserica a fost pictată în 1829 de Dumitru Ispas și fiul său Ioan, așa cum reiese dintr-o inscripție amplasată în naos: „Slavă cinste și închinăciune unuia Dumnezeu cel slăvit în S(fânta) Troiță carele ne-au ajutat după început de am ajuns și la sfârșitul. Zugrăvi-tu-s-au această S(fântă) B(iserică) în anul 1829 în zilele preaînălțatului împărat Franțiscus al Doilea și fiind arhiereu pravoslavnic țării Ioan Bob și fiind protopop Teodor Baldi și fiind preot satului popa Ioan Prodan, diacul Irimieș Gligor, sfătul Irimieș Tirilă, ficurator Duma Ștefan și s-au zugrăvit prin cheltuiala a tot satul, prin mâna mea Dimitrie Ispas împreună cu fiul meu Ioan ne rugăm de iertăciune ”.
După cum îl caracterizează istoricul de artă Marius Porumb, pictorul era ,,originar din Gilău” și ,,s-a format în ambianța artistică românească de la sfârșitul secolului al XVII-lea, când în împrejurimile Clujului sunt cunoscuți mai mulți pictori.” Activitatea lui deosebit de bogată care ni-l ,,prezintă ca pe un pictor dotat nativ, dar care nu are o pregătire prea temeinică”. În dicționarul său, Marius Porumb îl prezintă astfel: ,,Are un simț deosebit pentru decorativ, iar cromatica vioaie a picturilor sale dă o notă sărbătorească ansamblurilor murale.” După unele descoperiri de inscripții s-au mai putut lămuri și alte aspecte ale biografiei sale creatoare. Astfel, arată Marius Porumb, ,,începând cu primul deceniu al secolului al XIX-lea a avut colaboratori pe Ștefan și Ursul, iar mai târziu pe fiul său Ioan". În legătură cu programele sale iconografice, etnografii și istoricii de artă înclină să îl încadreze în curentul de factură populară. ,,În general, ansamblurile murale realizate de pictorul din Gilău se înscriu pe linia tradiției, fiind perceptibile uneori chiar și ecouri ale artei brâncovenești. Realizările sale au un pronunțat caracter grafic, linia jucând un rol preponderent. Iconografia ansamblurilor este foarte bogată și ține seama de erminie.” În 1793 e cert că Dimitrie Ispas picta la Tăuți interiorul altarului, iar în 1829 a revenit la biserica greco-catolică din Tăuți, unde, după părerea primului sau exeget, Atanasie Popa, pictura realizată în naos și pronaos, tinde la slăbirea pretențiilor artistice și crede că partea leului în executare a avut-o fiul său Ioan". Cu o mână mai puțin sigură în continuarea literelor mărunte, care poate fi și a fiului său, lasă trei inscripții, două în pronaos și una în altar. În pronaos, deasupra ușii se află cea mai amplă, adevărata pisanie, în stilul caracteristic meșterului nostru: „Slavă, cinste și închinăciune unuia Dumnezeu cel slăvit în Sf. Troiță care ne-au ajutat după început de-am ajuns și sfârșitul. Zugrăvitu-s-a aceasta s[ântă]. b[eserică]. în anul 1829 în zilele Preaînălțatului Împărat Franțiscus al Doilea și fiind archiereu pravoslavnic țării Ioan Bob și fiind protopop Teodor Baldi și fiind preot satului Pop Ioan Prod [a] n, diacul Irimieș Trilă, ficurator Duma Stefan. Și s-au zugrăvit prin cheltuiala a tot satul prin mâna mea Dimitrie Ispas împreună cu fiul meu ioan. Din același perimetru cultic al tindei femeilor, dar pe peretele nordic, unde a găsit un loc potrivit, își cere iertare, mai pe scurt: „Eu smeritul zugrav Dimitrie împreună cu fiul meu Ioan ne rugăm de iertăciune." În altar apare inscripționat un pomelnic, alcătuit la cererea preotului, în care nu este exclus ca, în înțelegere cu comanditarul, să-și fi inclus și prenumele propriu și pe acelea ale altor membri ai familiei, alături de nume din familia parohului local: „Cine s-ar întâmpla să fie preot la această s. b. să fie dator a pomeni pe acești oameni: popa Ioan, [cu soția] Marie, Costan, Andrei, Dimitrie, Barbara, Teodor, Barbara, Ioan și tot neamul."
Iconostasul prezintă o pictură pe trei registre: șirul celor 12 apostoli cu Iisus în centru, apoi sfinți în medalioane în registrul al doilea și Iisus răstignit în ultimul registru.
Pictura interioară este acum în curs de restaurare. Aceasta a început în 2003, până acum s-a restaurat iconostasul, bolta naosului, precum și pereții de sud și vest ai naosului. În altar, pictura este acoperită în prezent cu foiță japoneză, etapă necesară în procesul de restaurare. Însă, cum fondurile se obțin mai greu, procesul de restaurare durează. Interesante sunt figurile reprezentate în naos, bărbați cu mustăți lungi, în straie de puternică inspirație din moda transilvăneană a vremii. La ușile împărătești, peste stratul de pictură s-a aplicat altul mai nou, care nu se ridică la nivelul picturii originale.
Patrimoniul. Biserica mai deține în patrimoniul ei icoane pe sticlă din centrul de la Nicula, cât și icoane de la sfârșitul secolului al XVIII-lea. 
Starea de conservare a bisericii este bună, atât la nivelul acoperișului cât și al bazei. Peretele de nord al naosului a suferit cel mai mult din urma infiltrațiilor, pictura fiind cea mai distrusă aici. În 1968, s-au tăiat ferestre, în peretele ce desparte pronaosul de naos, care au tăiat evident și stratul de pictură.

## Imagini din exterior

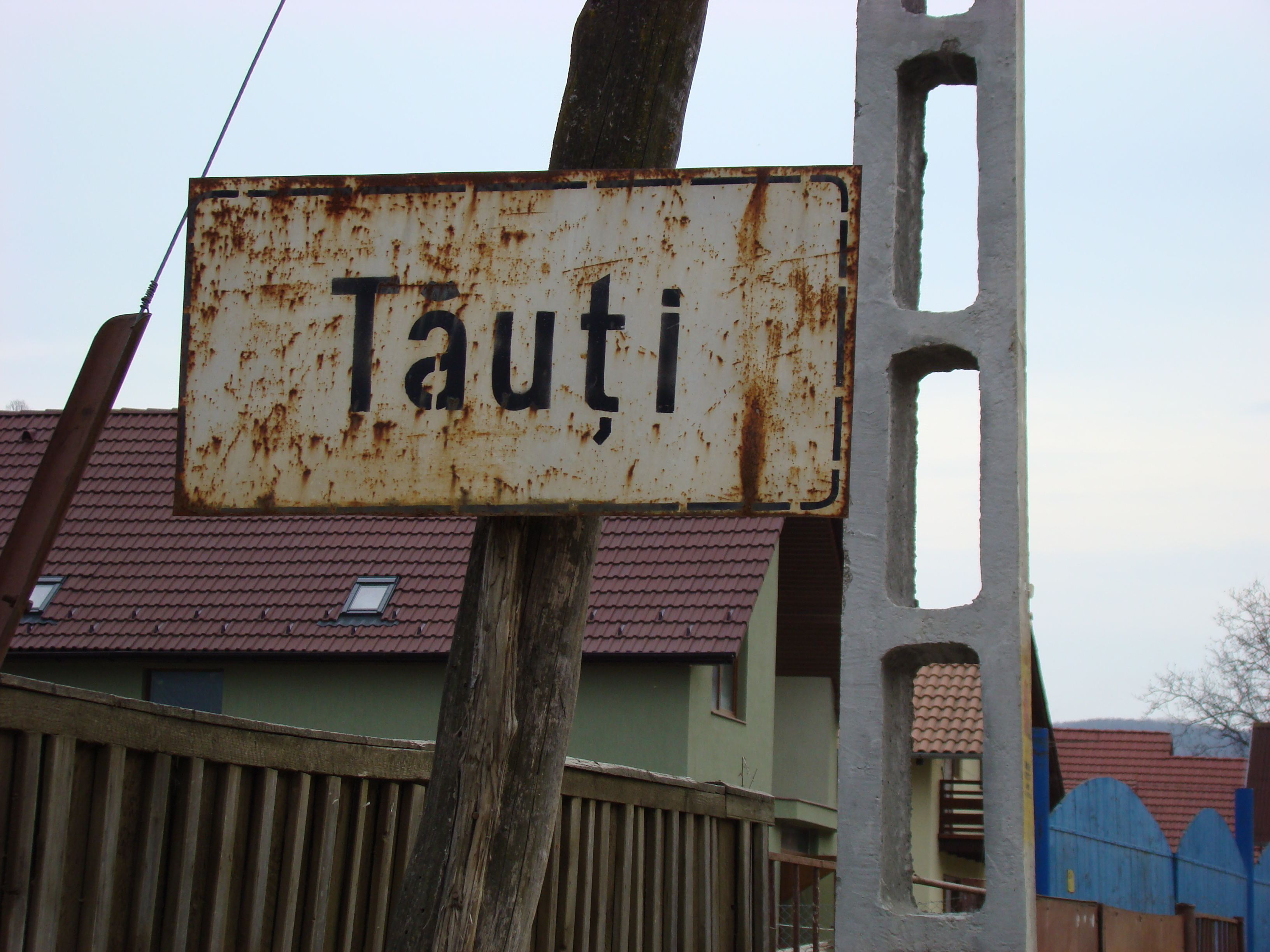
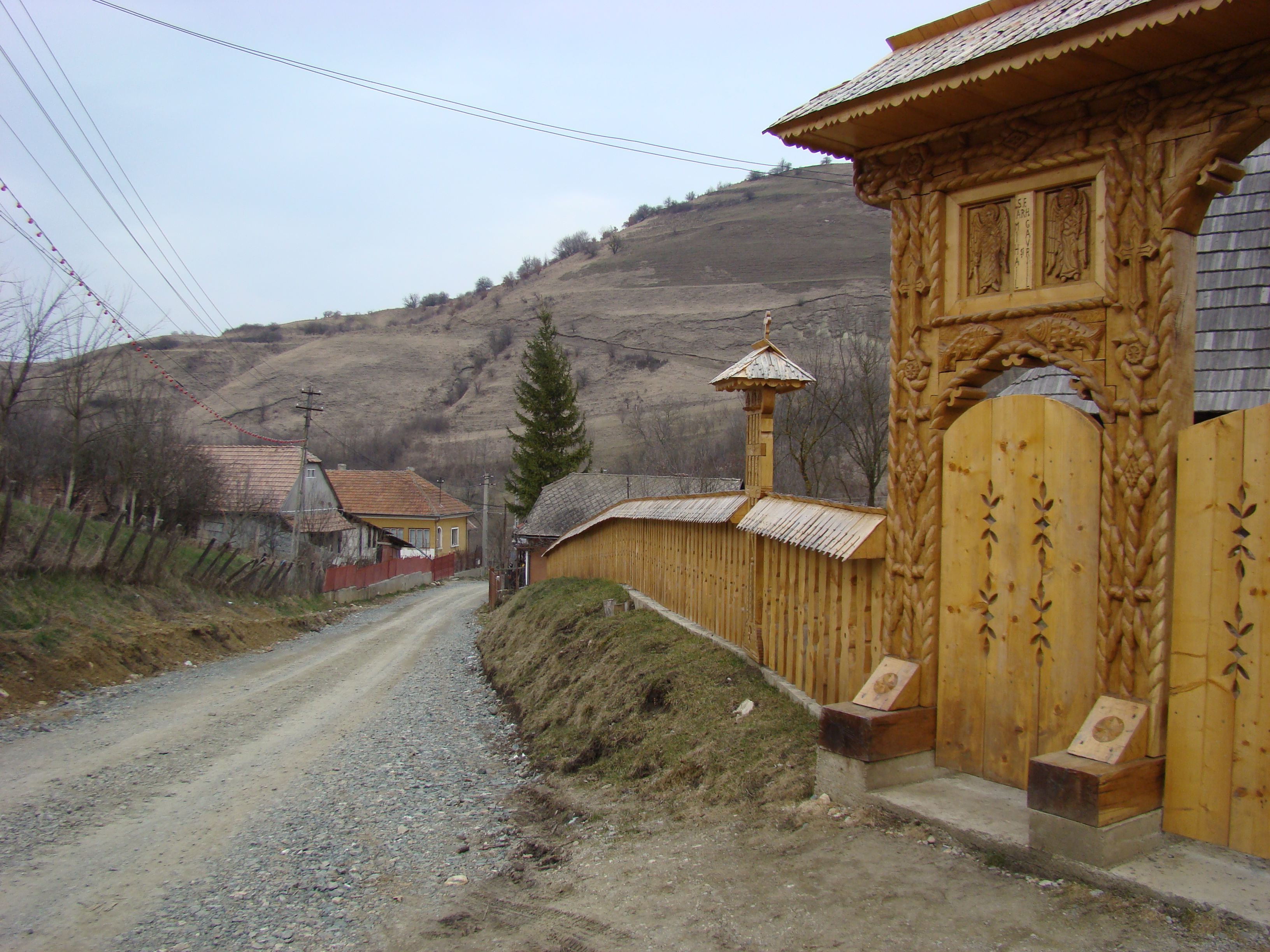
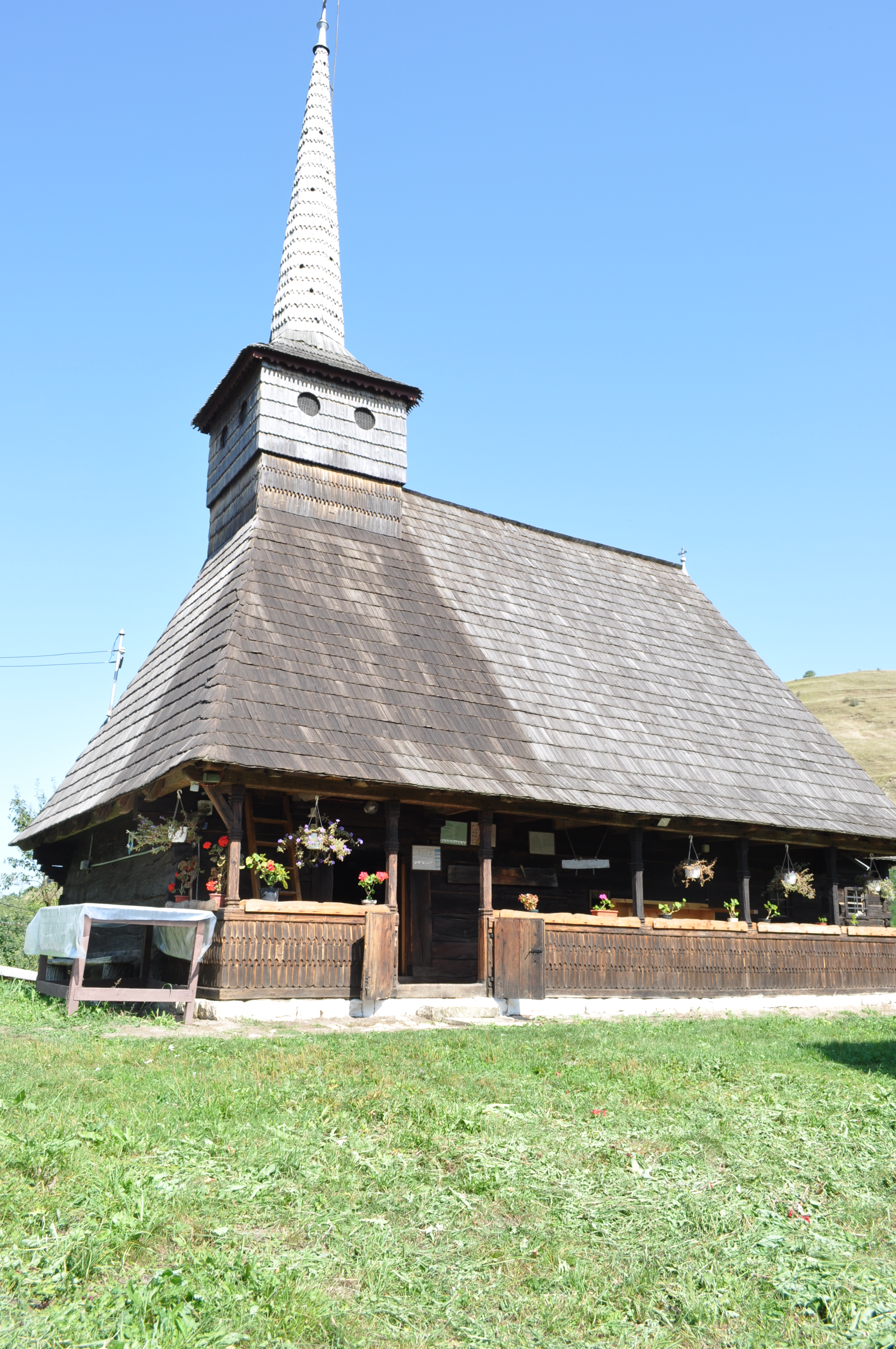
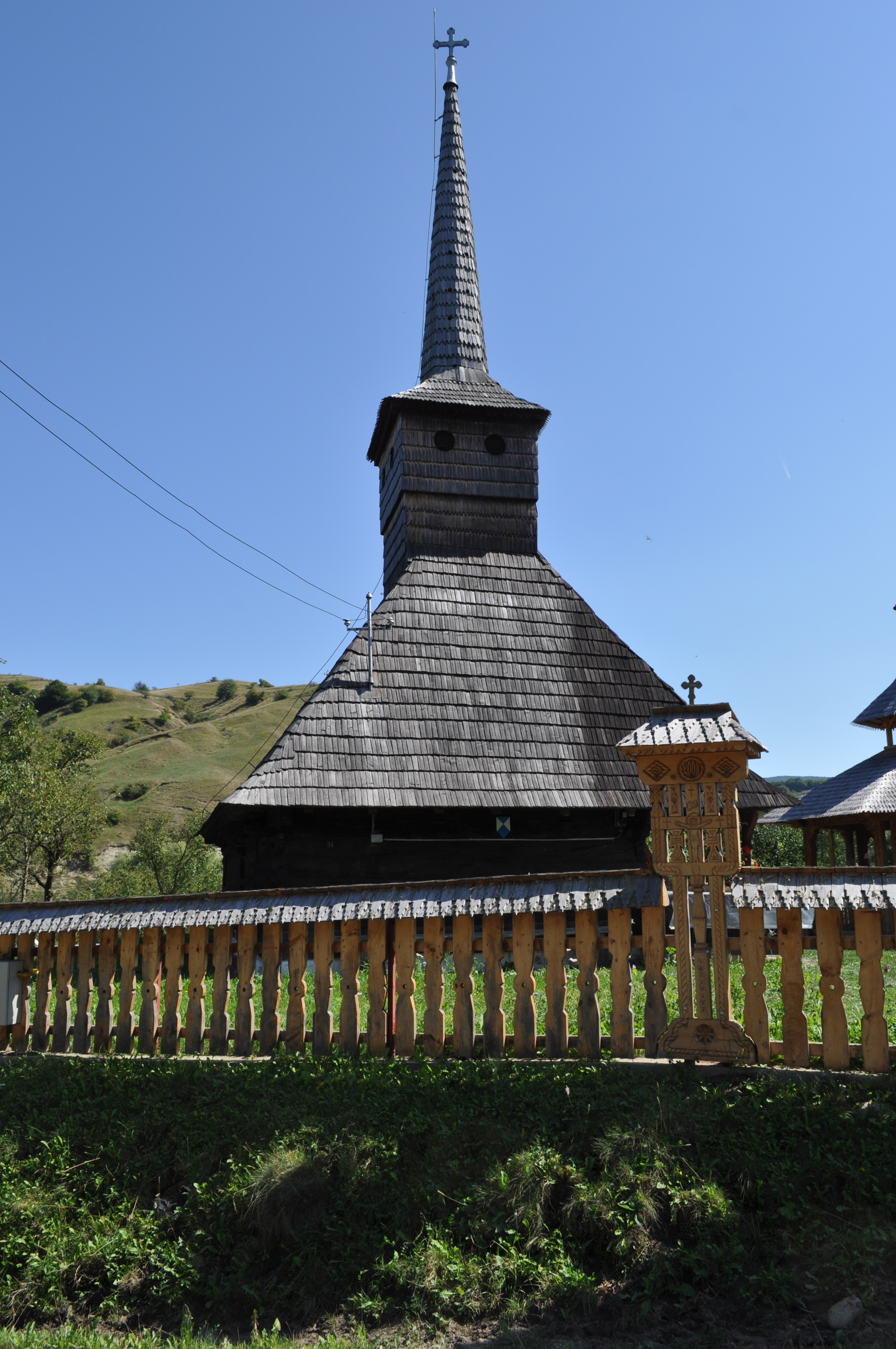
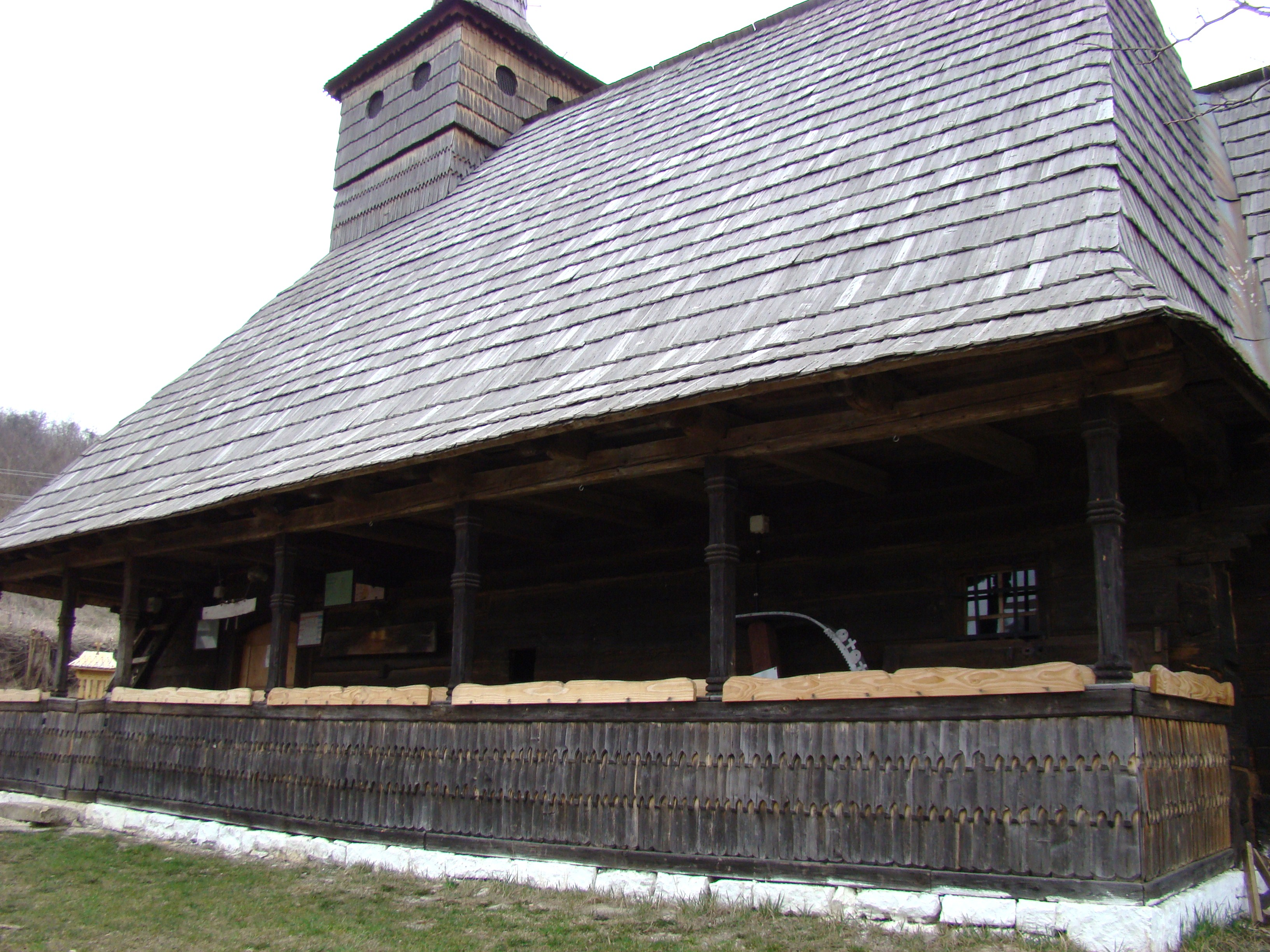
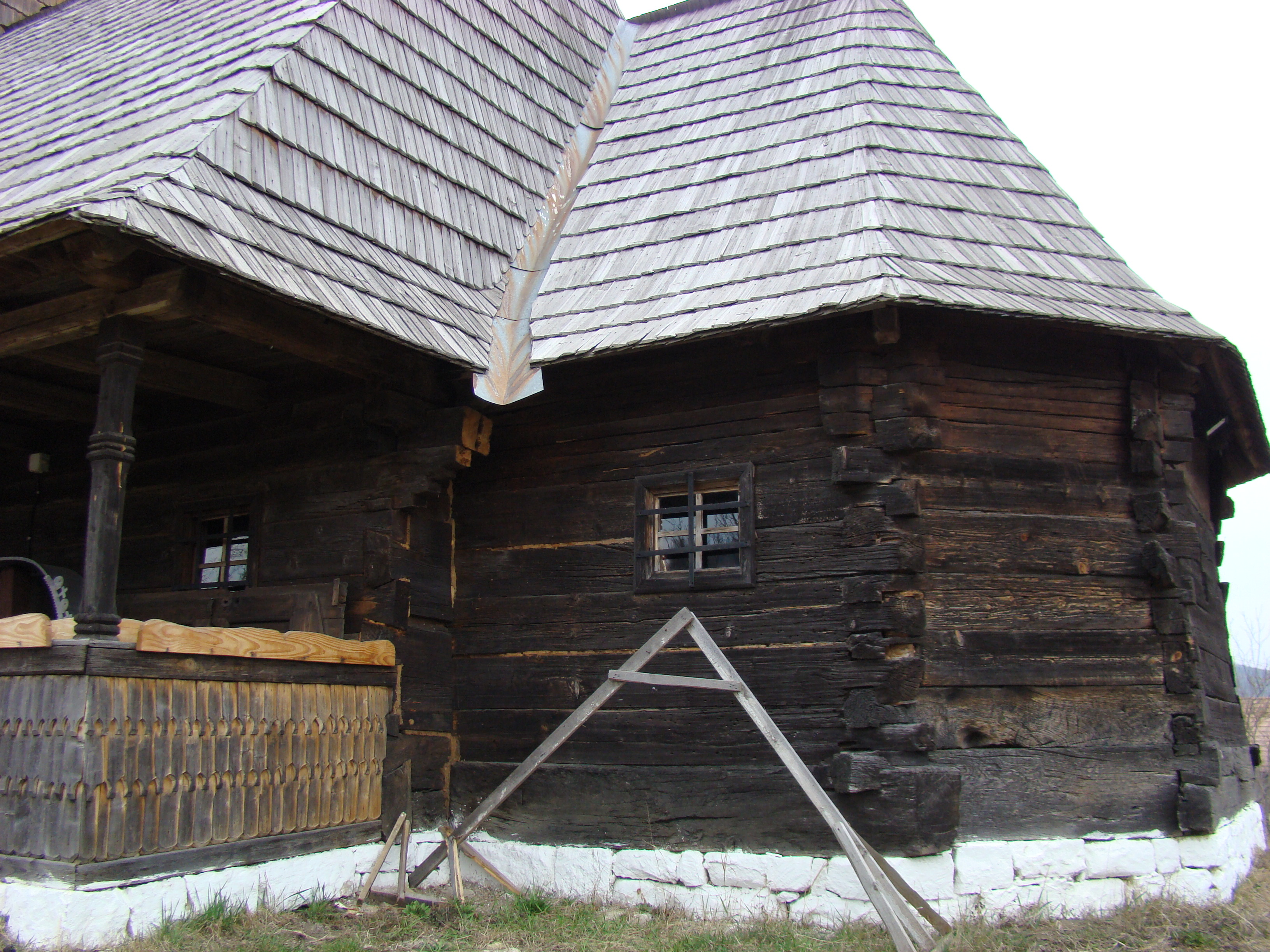
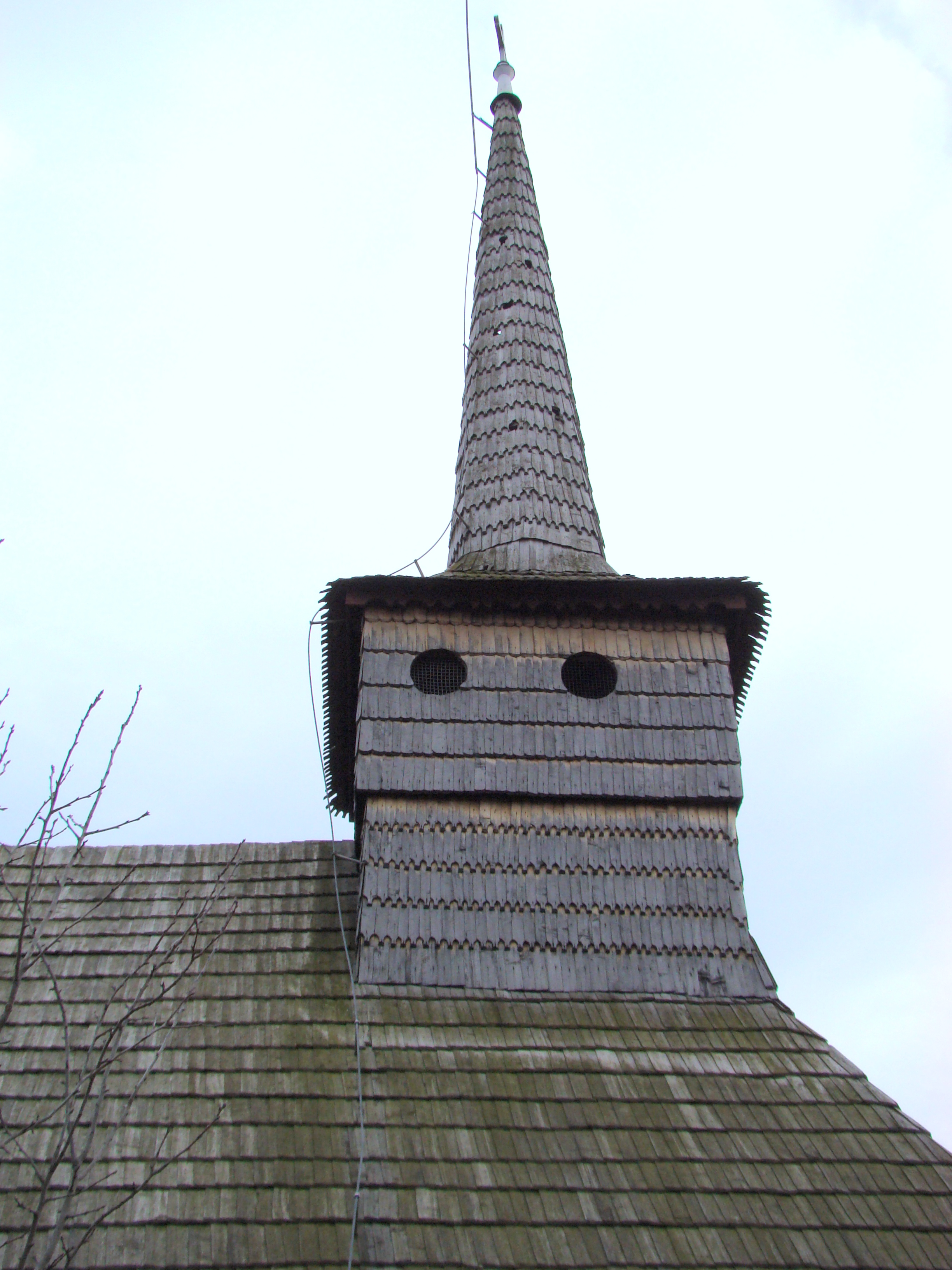
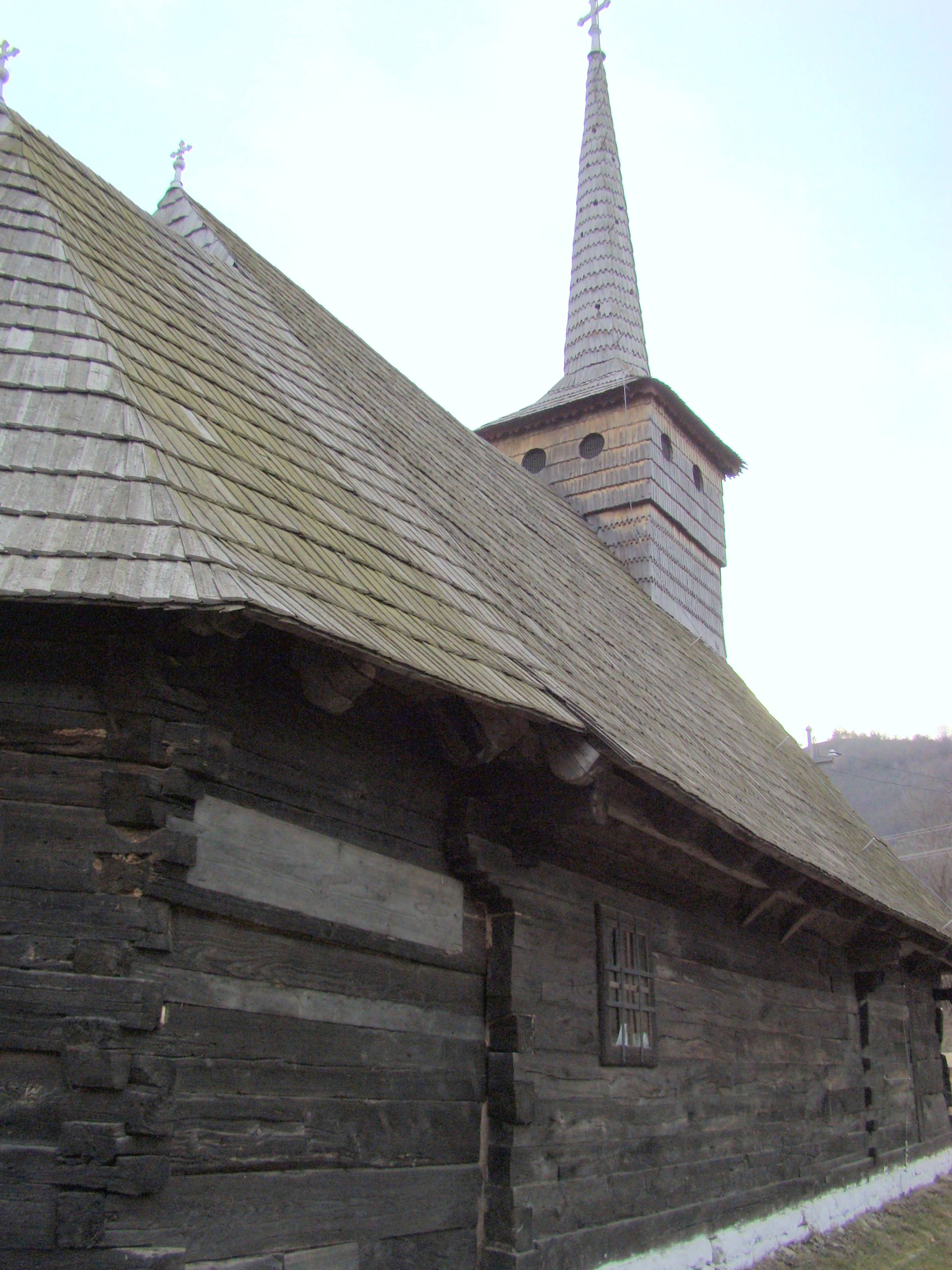
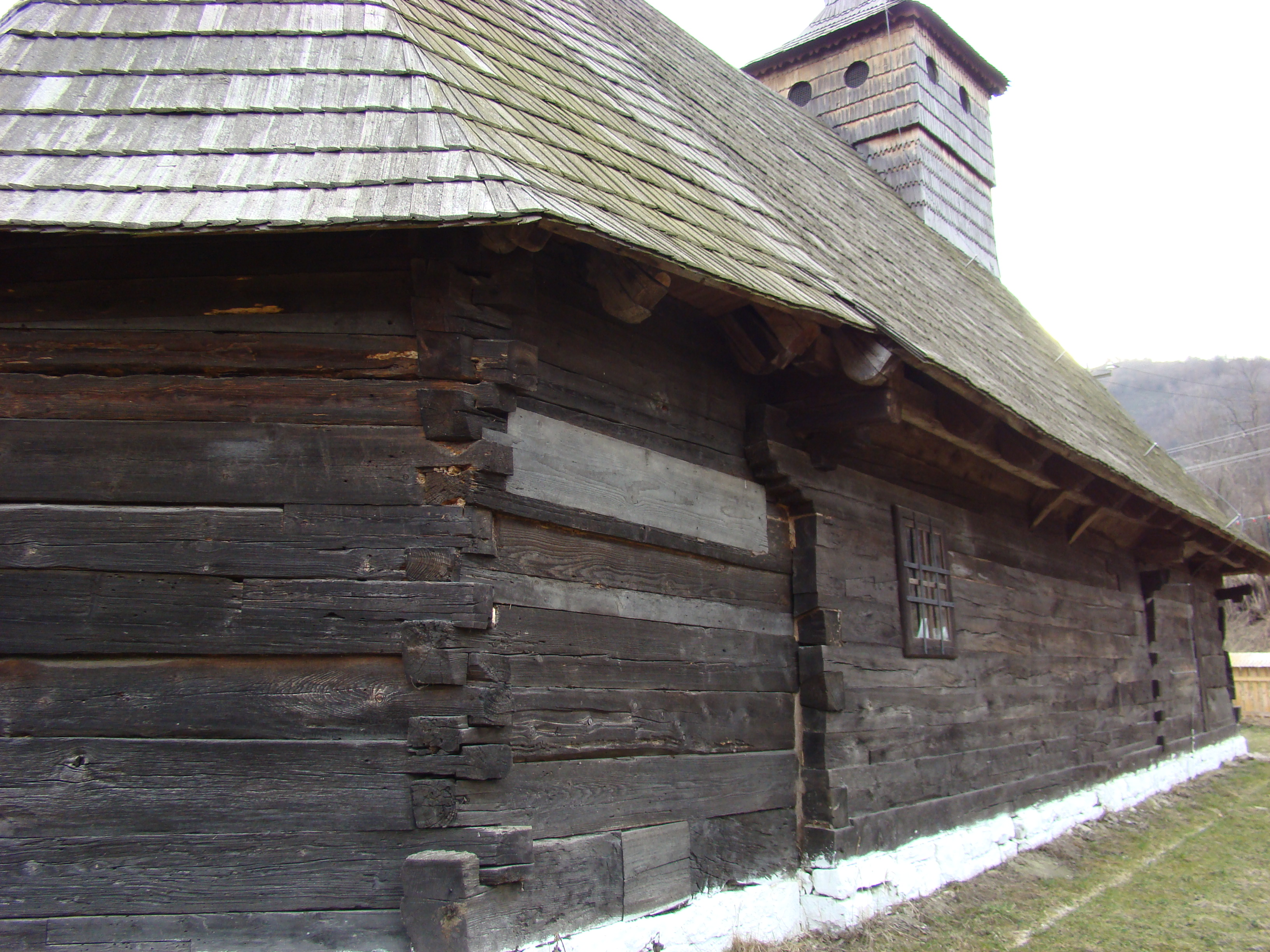
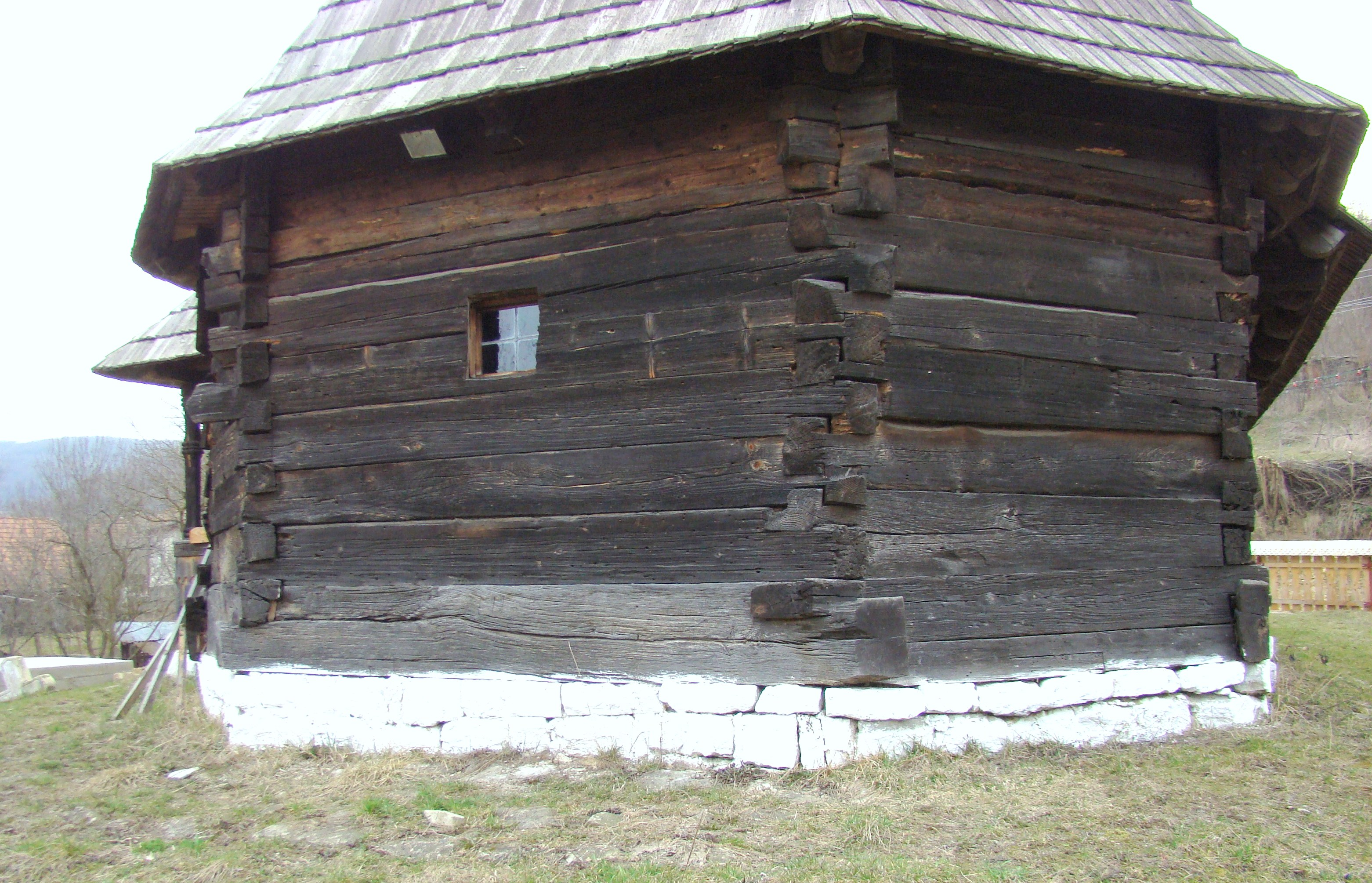
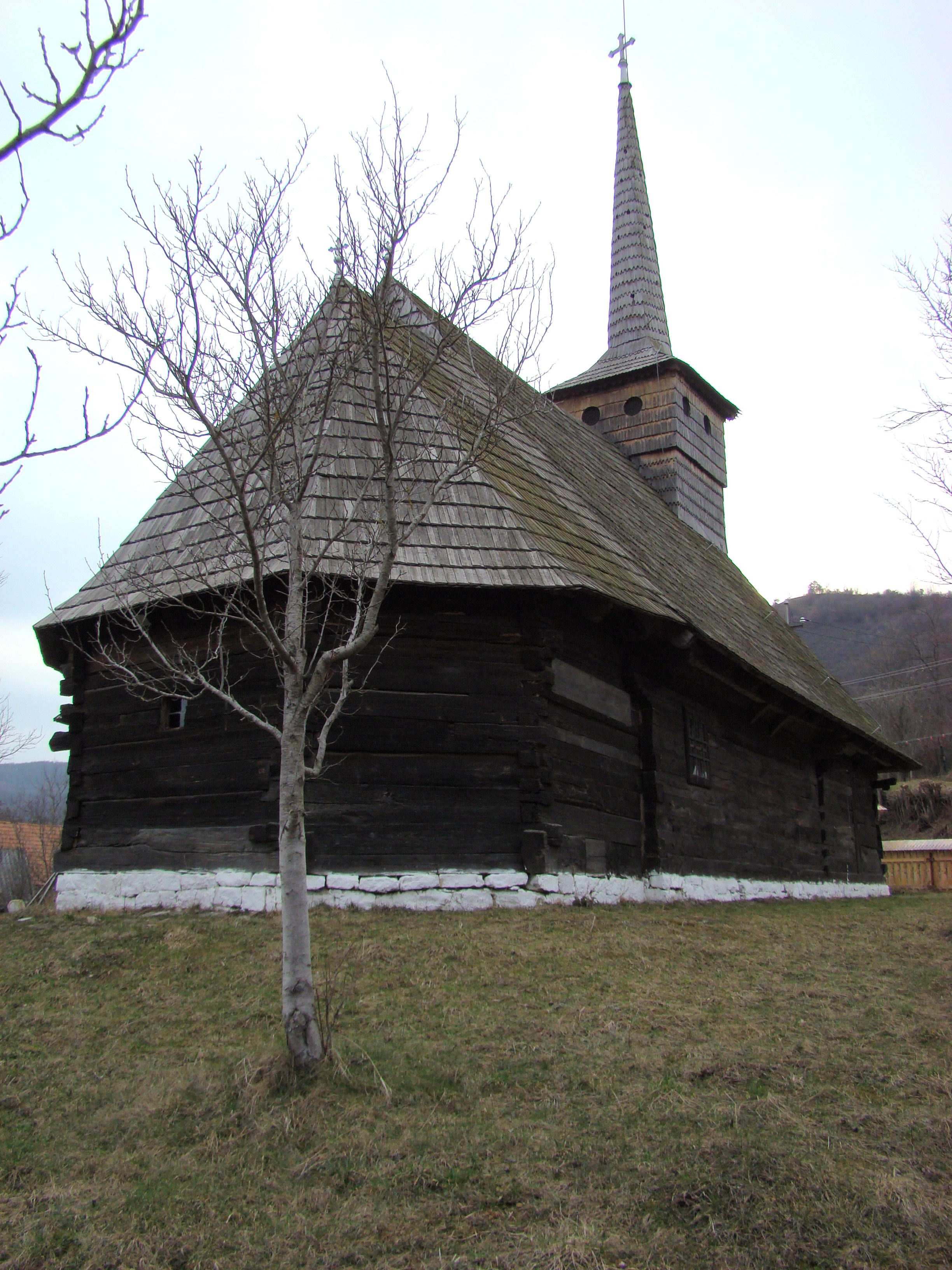
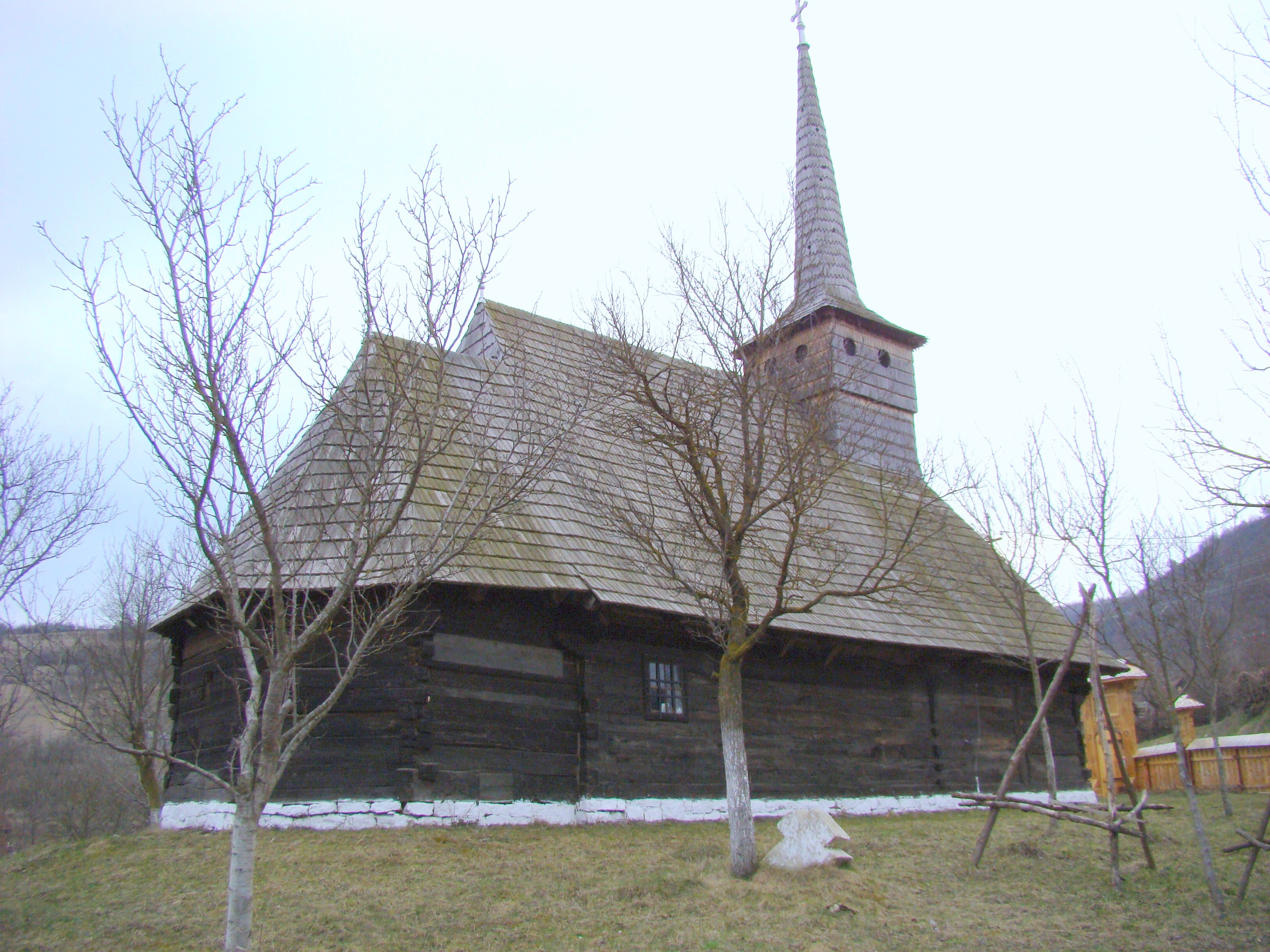
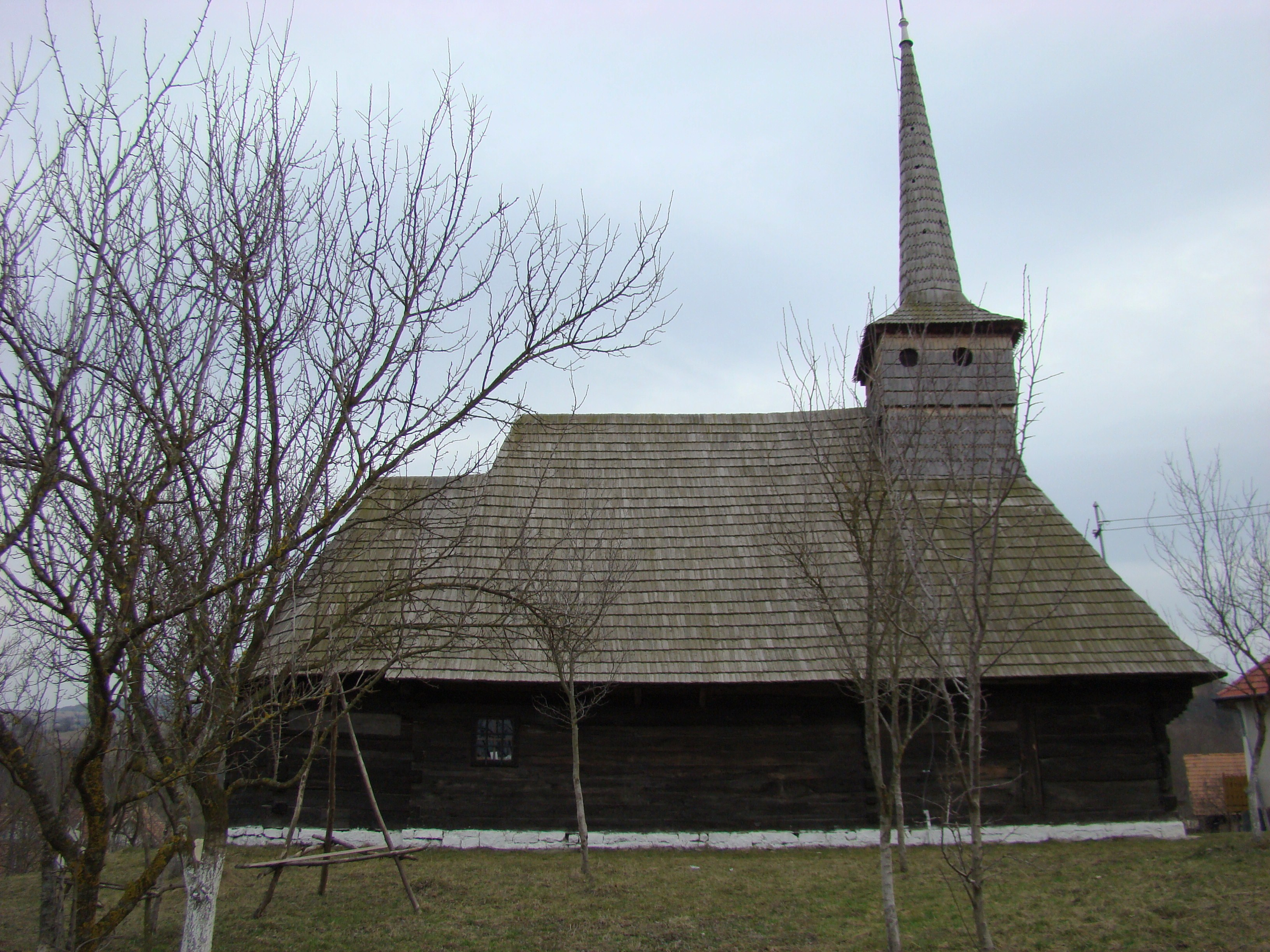
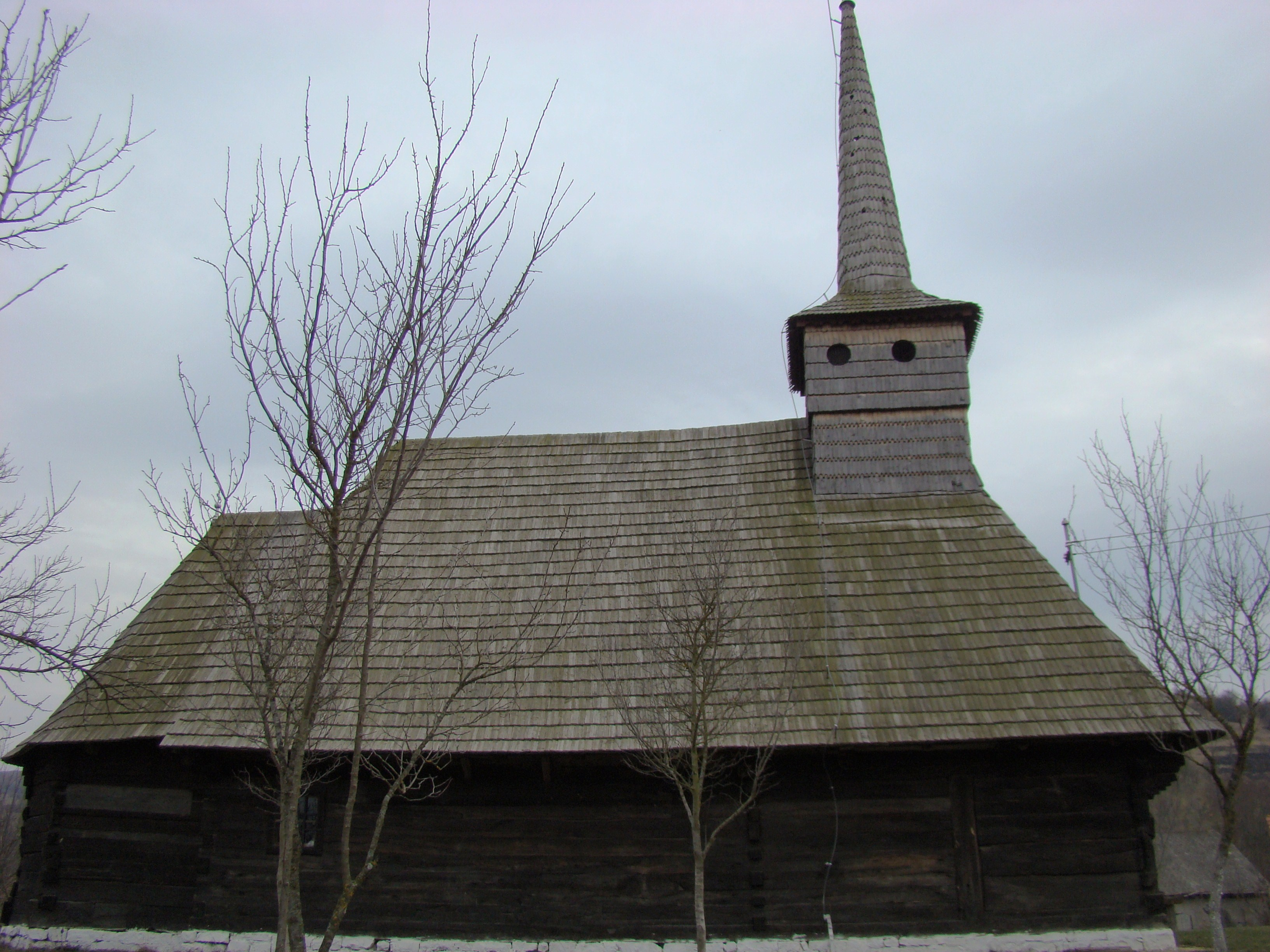
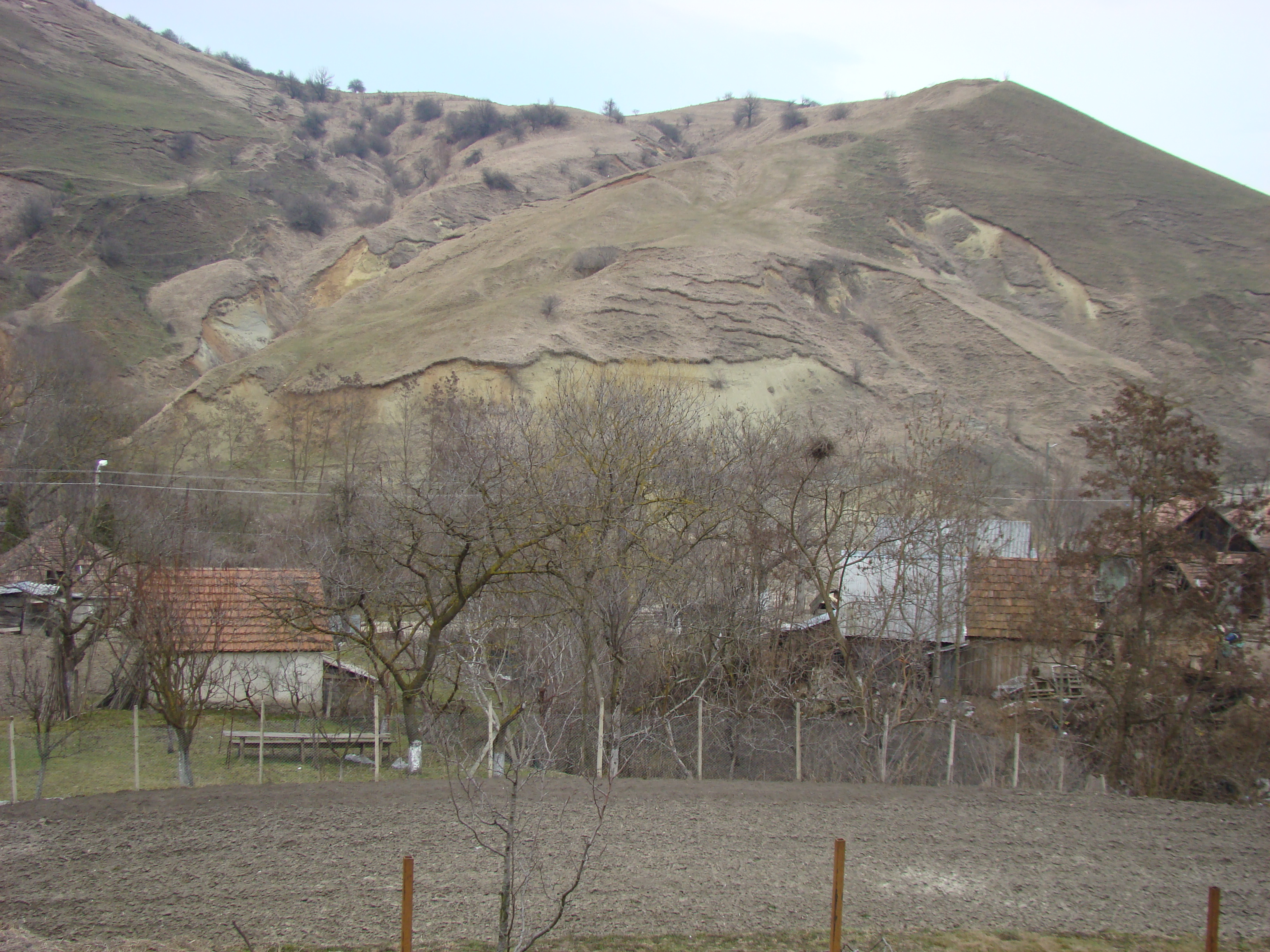
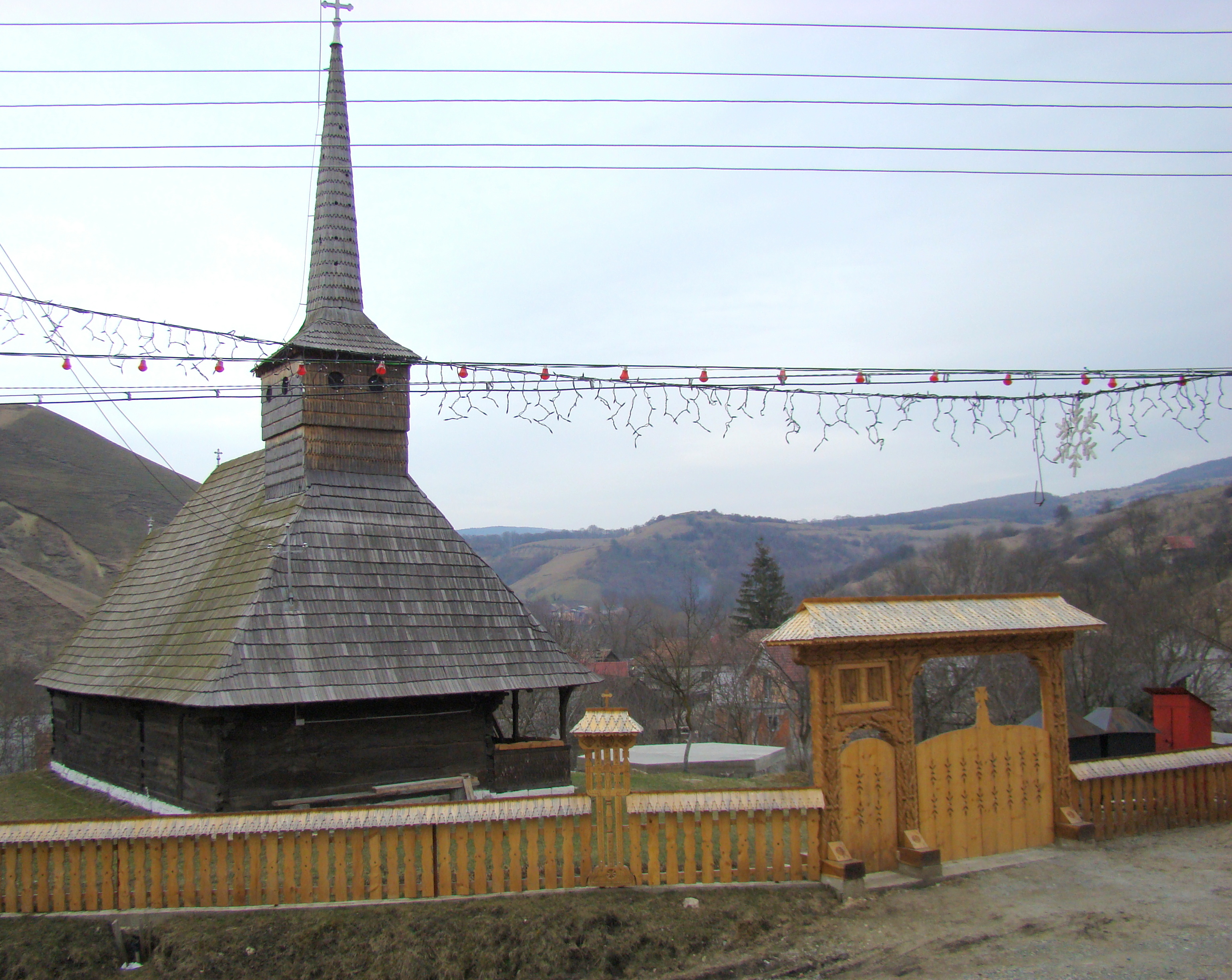
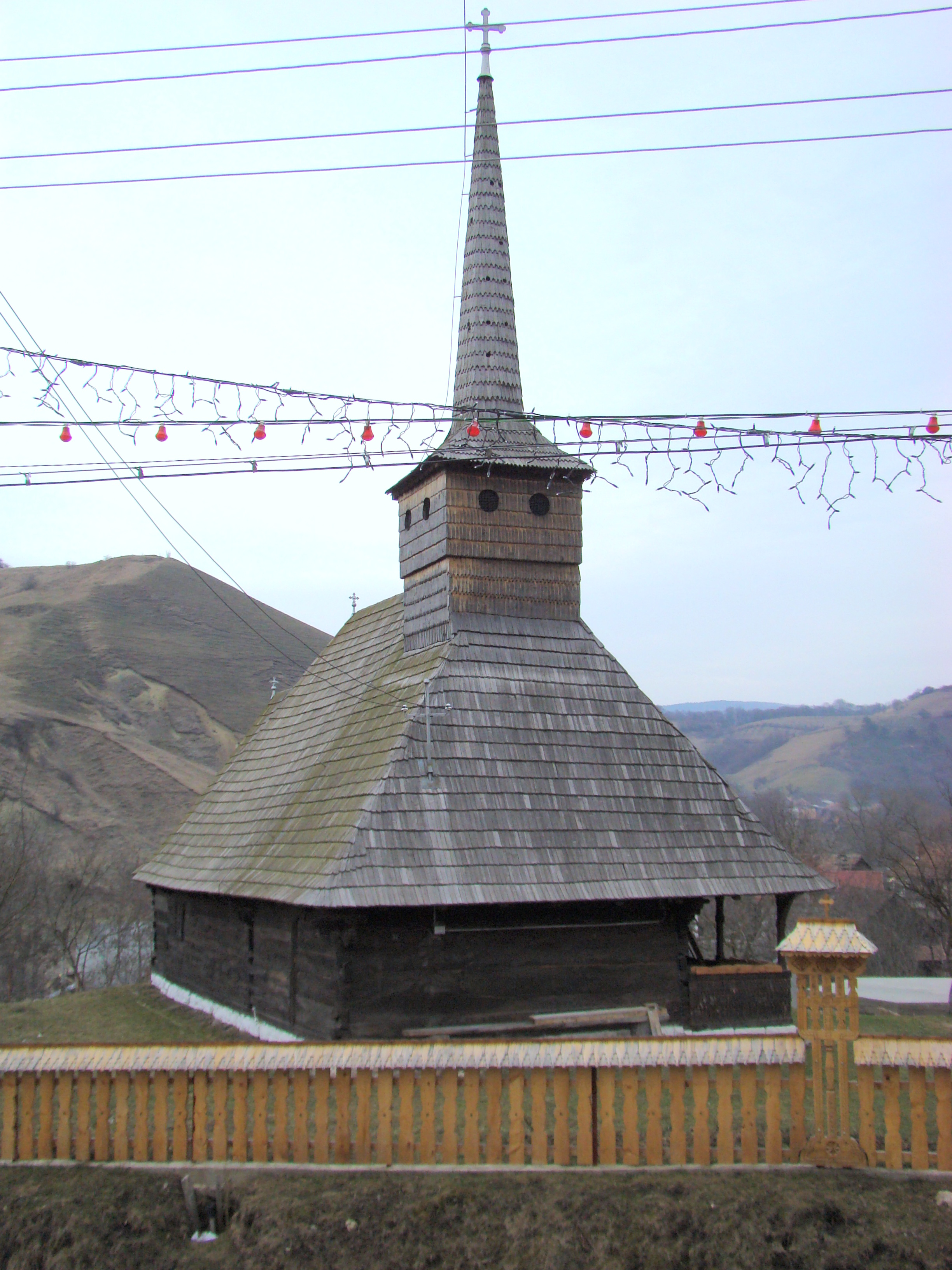
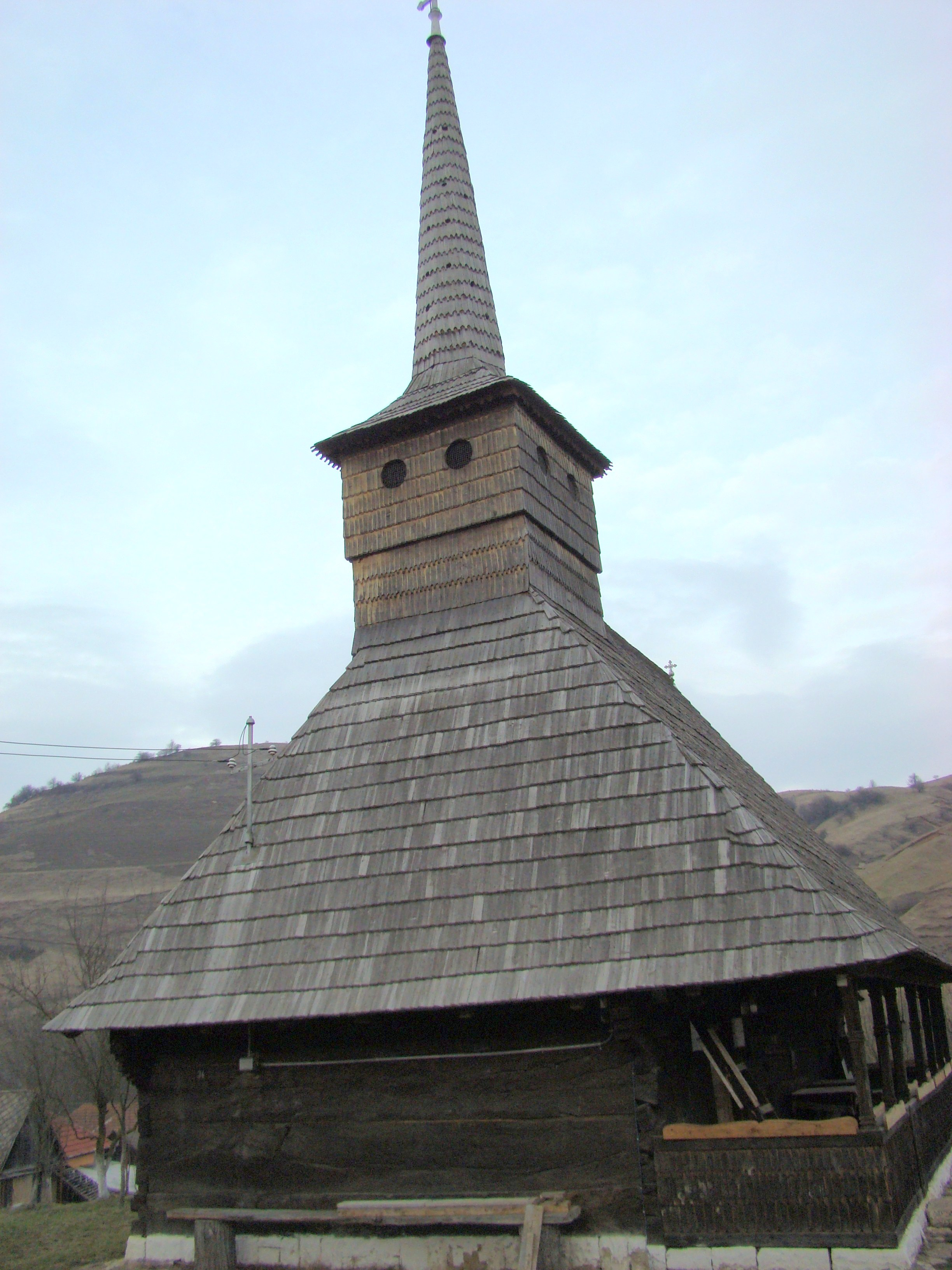
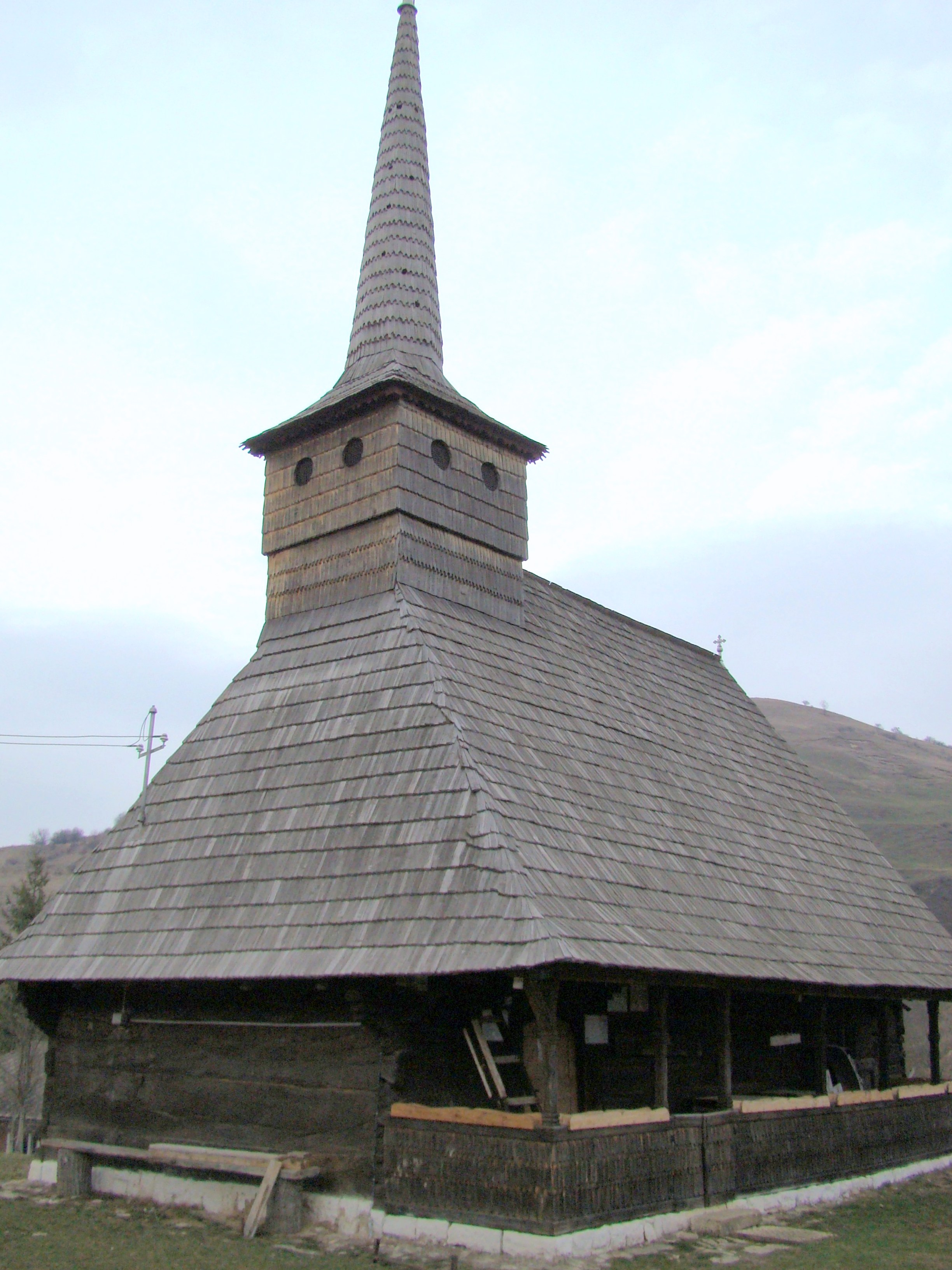
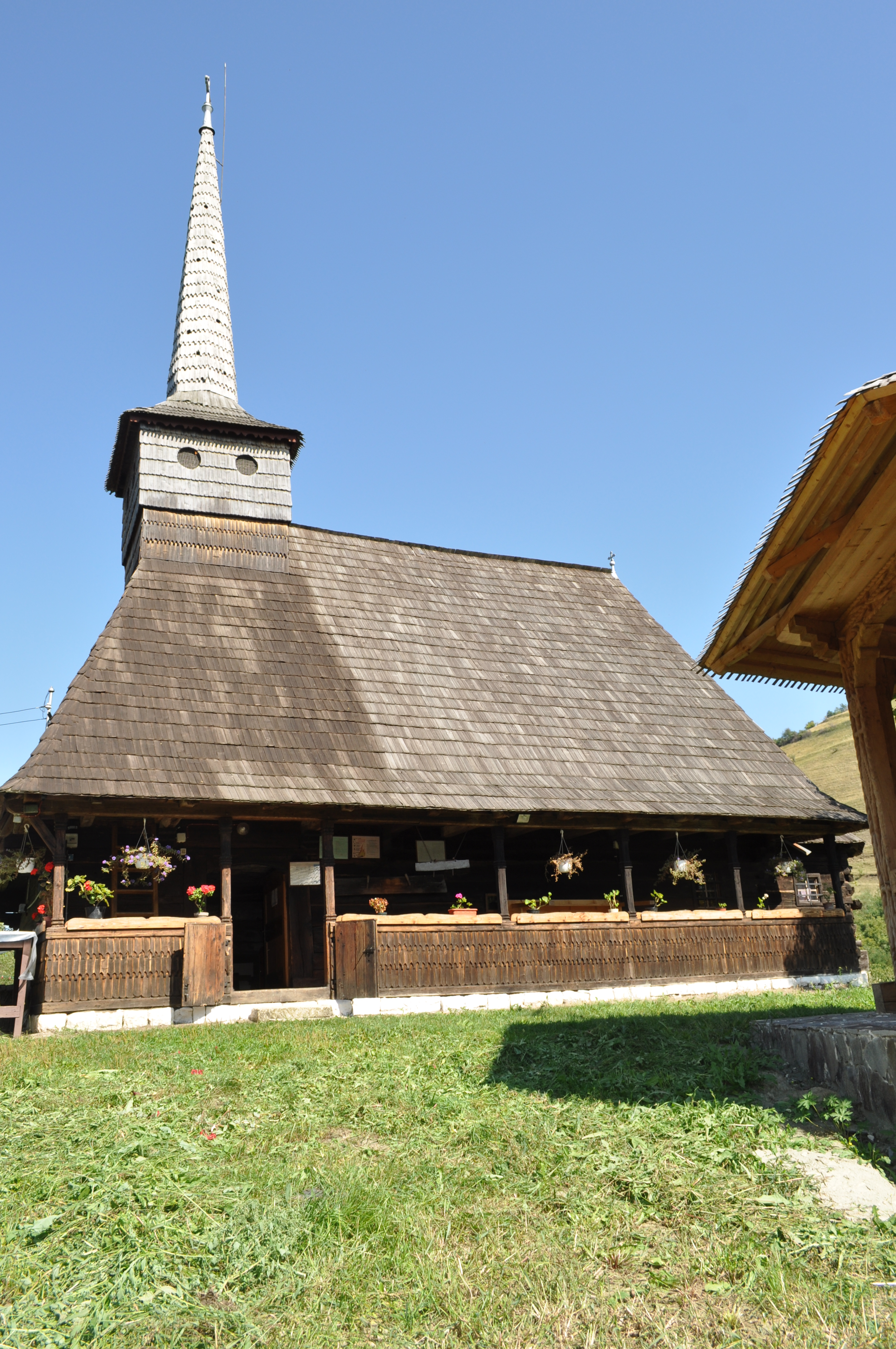
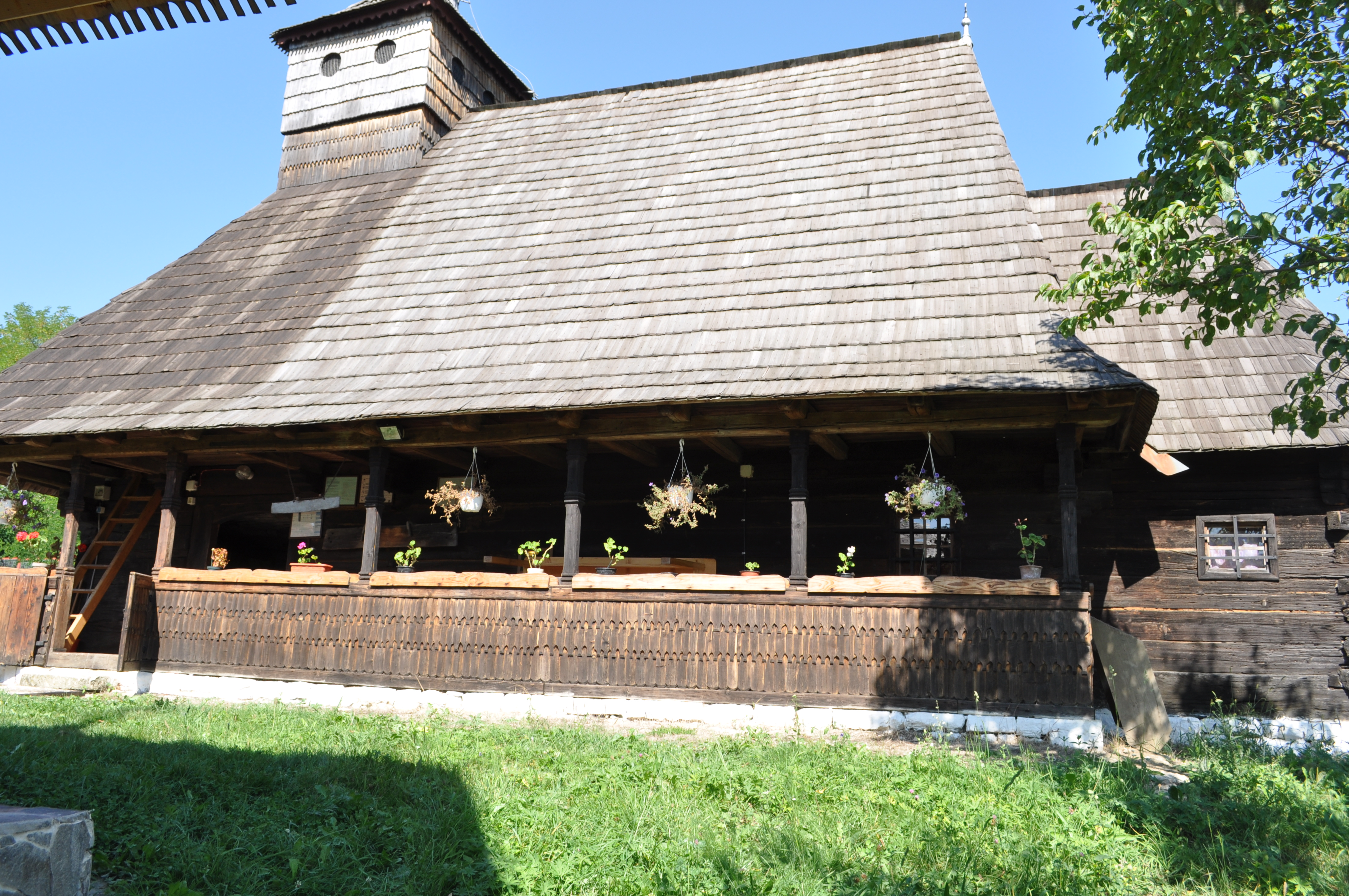
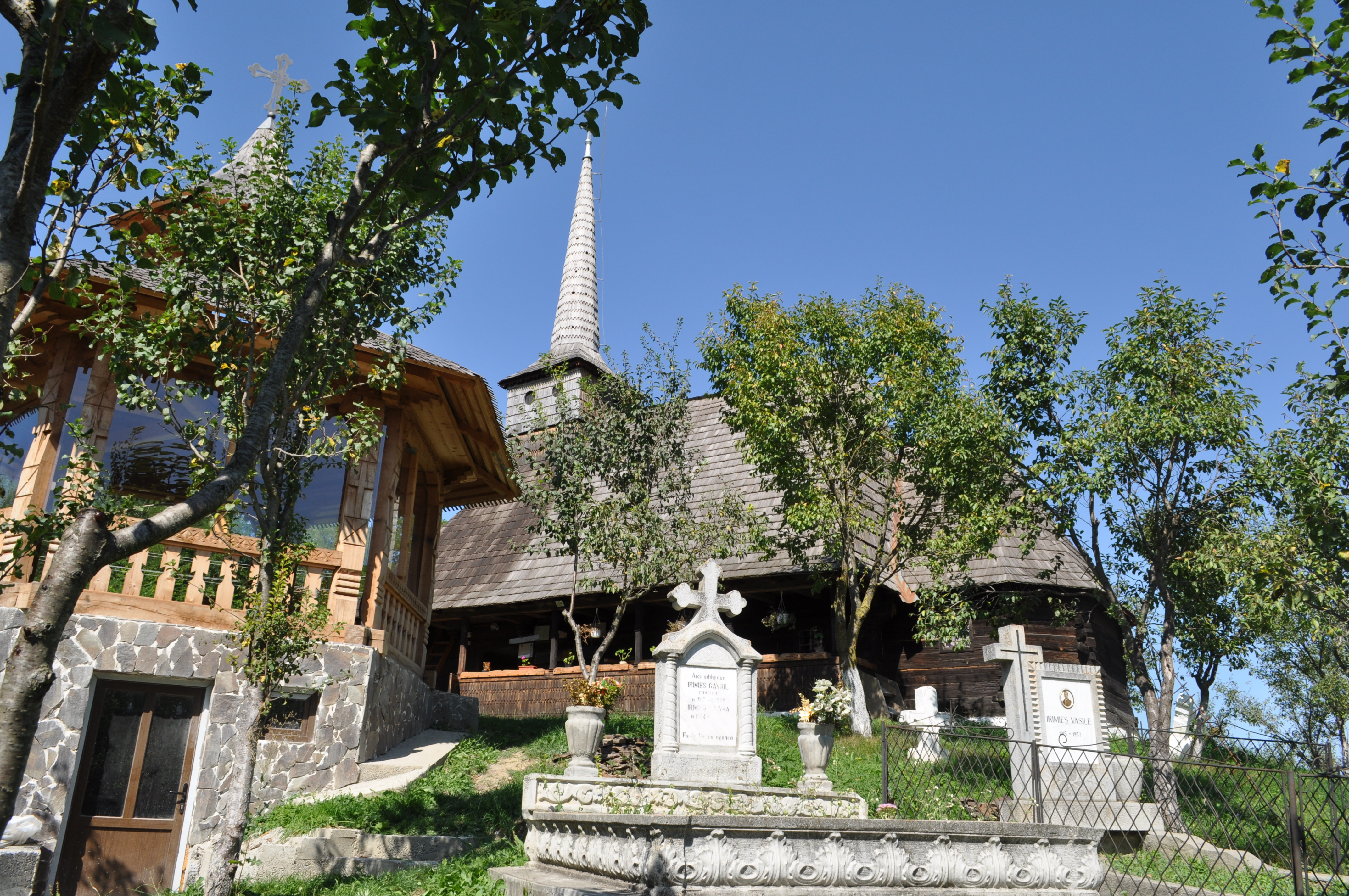
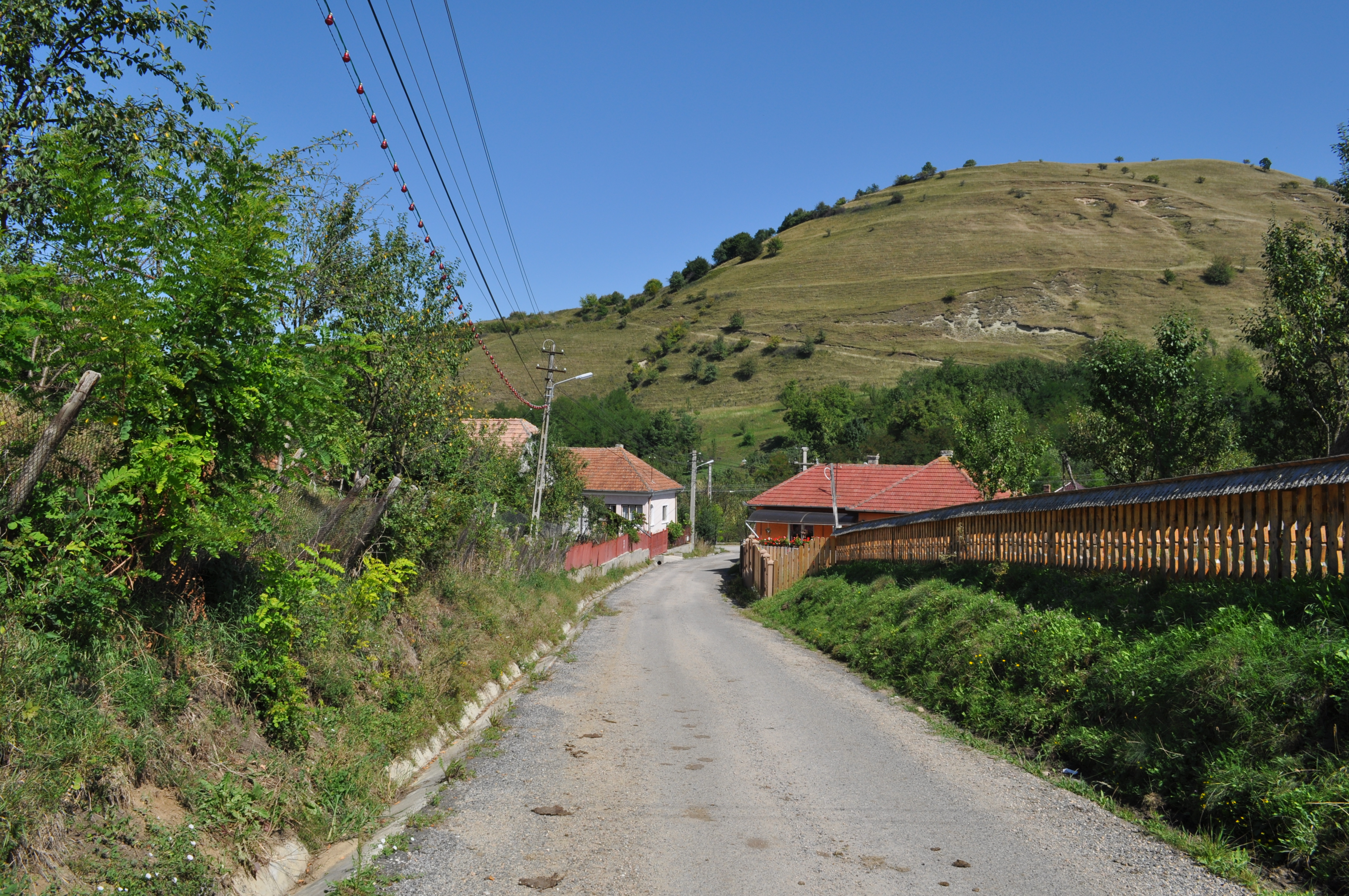

## Imagini din interior

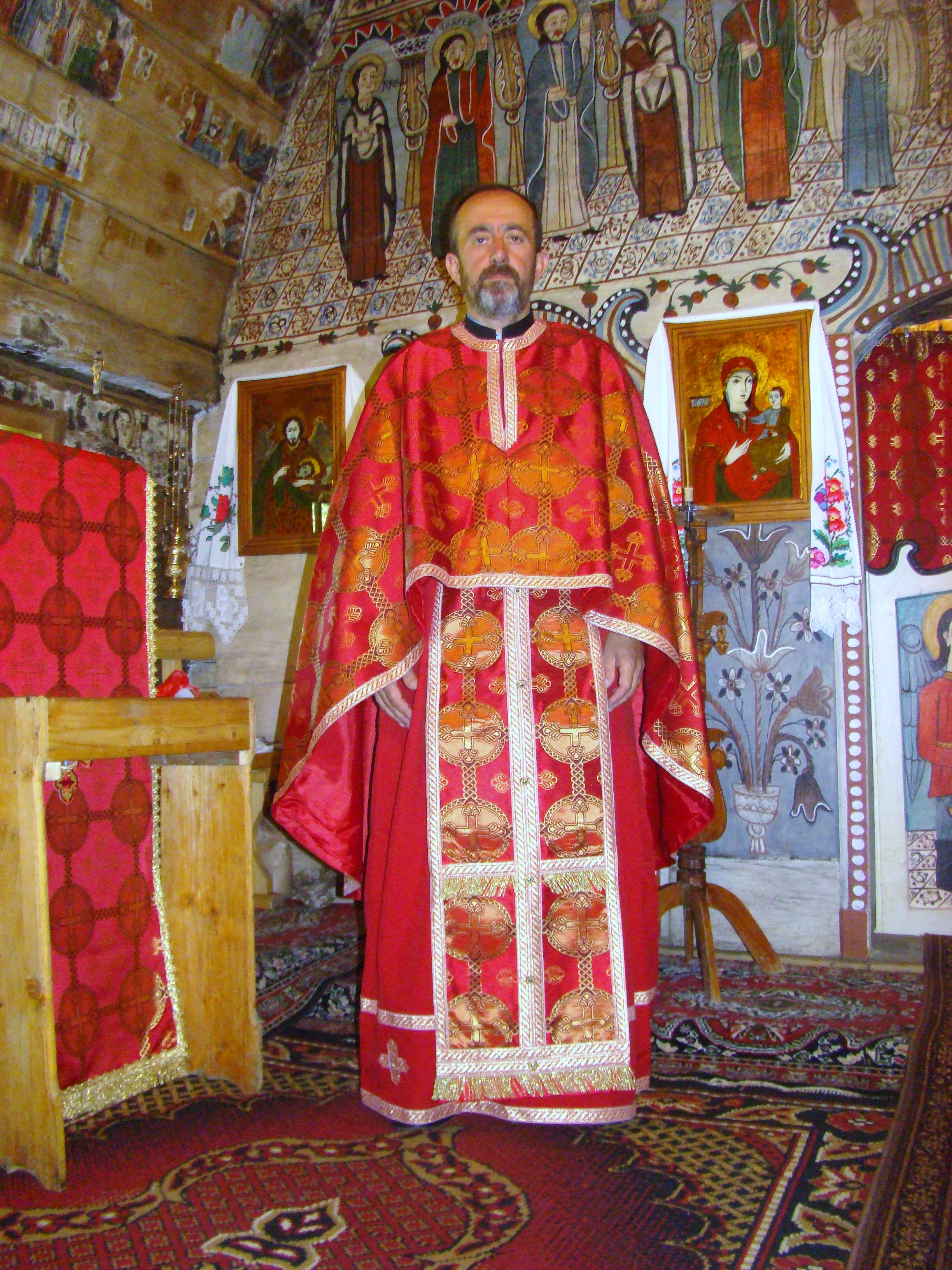
Preotul paroh Liviu Rus
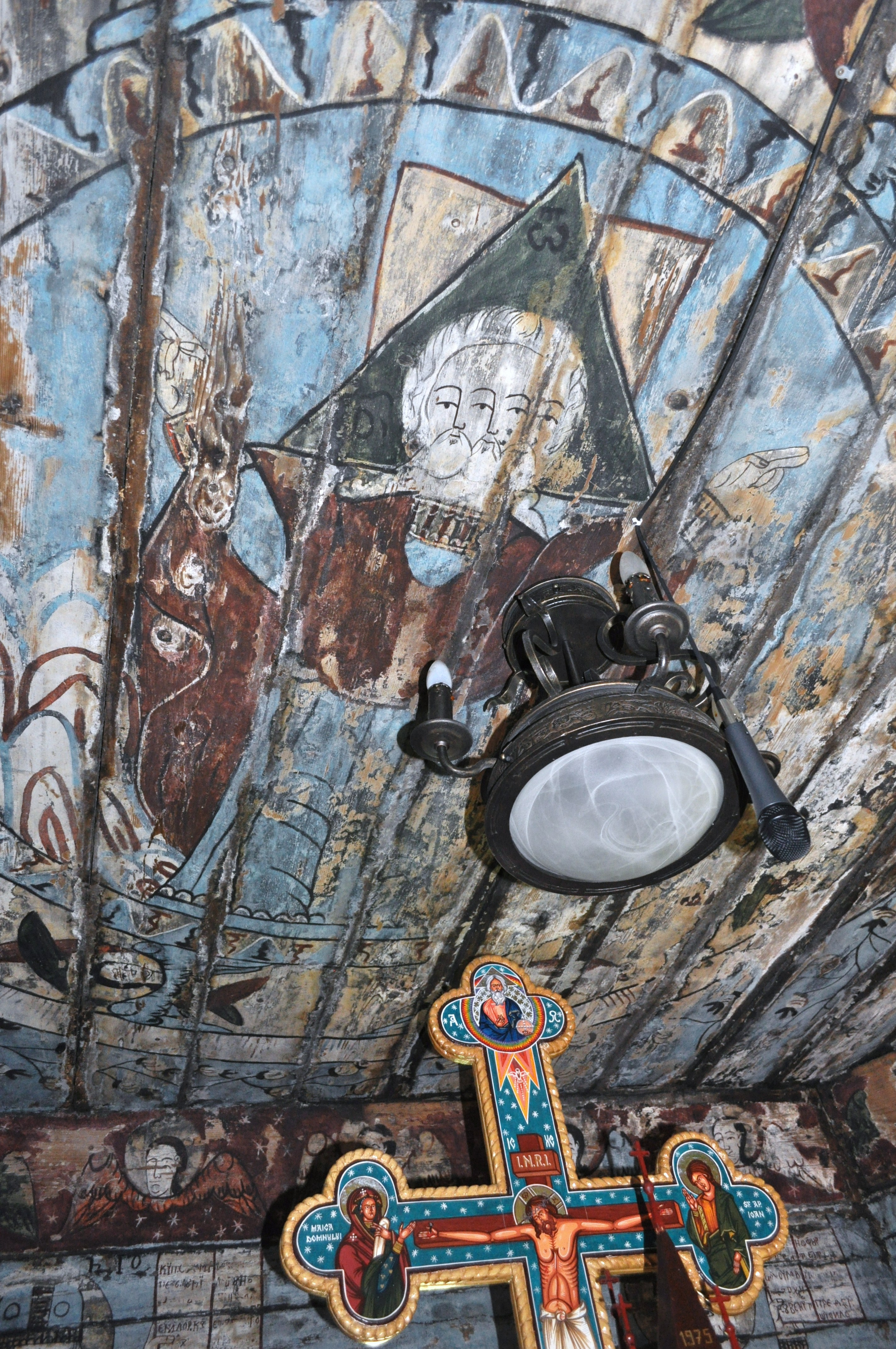
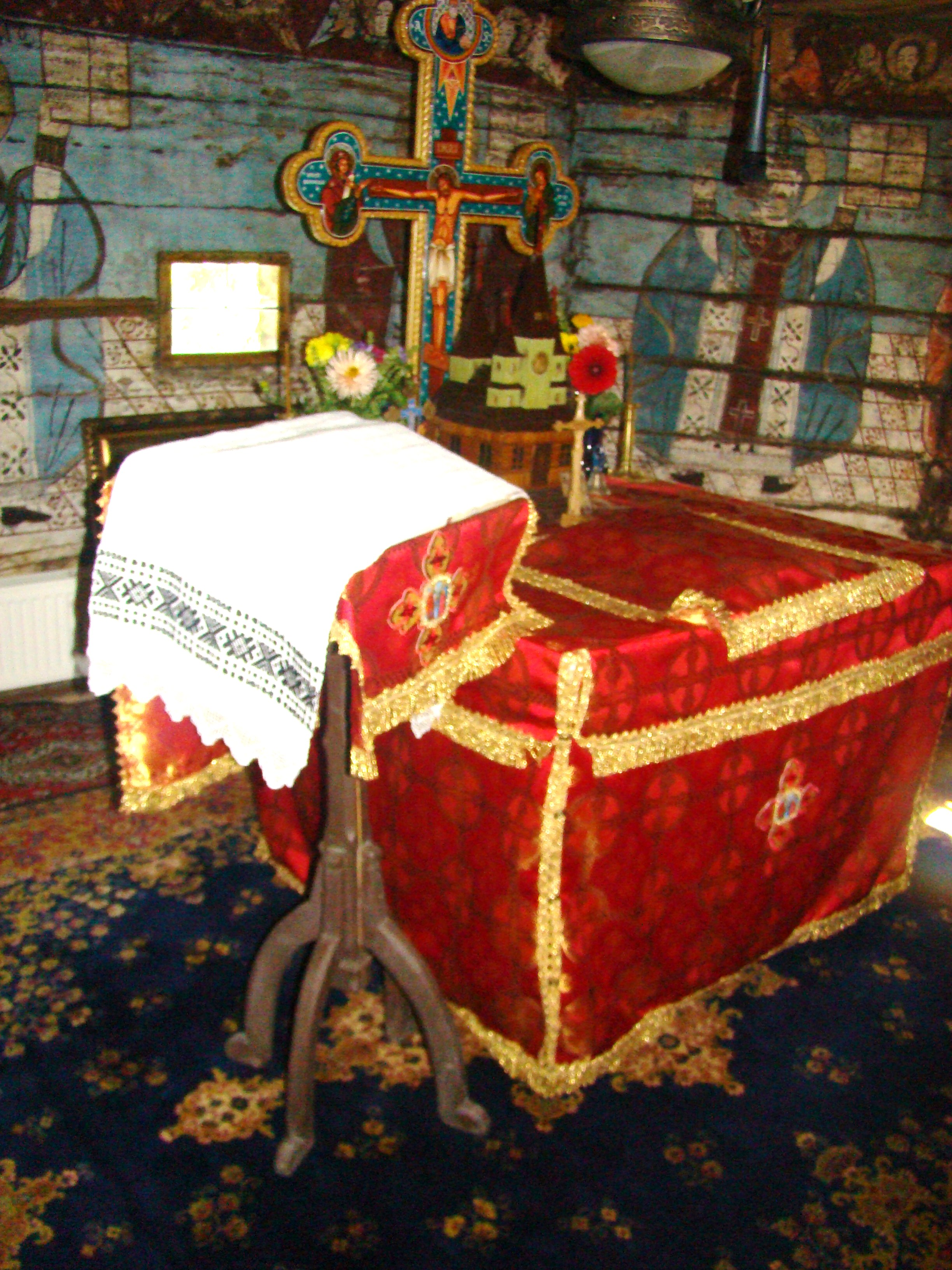
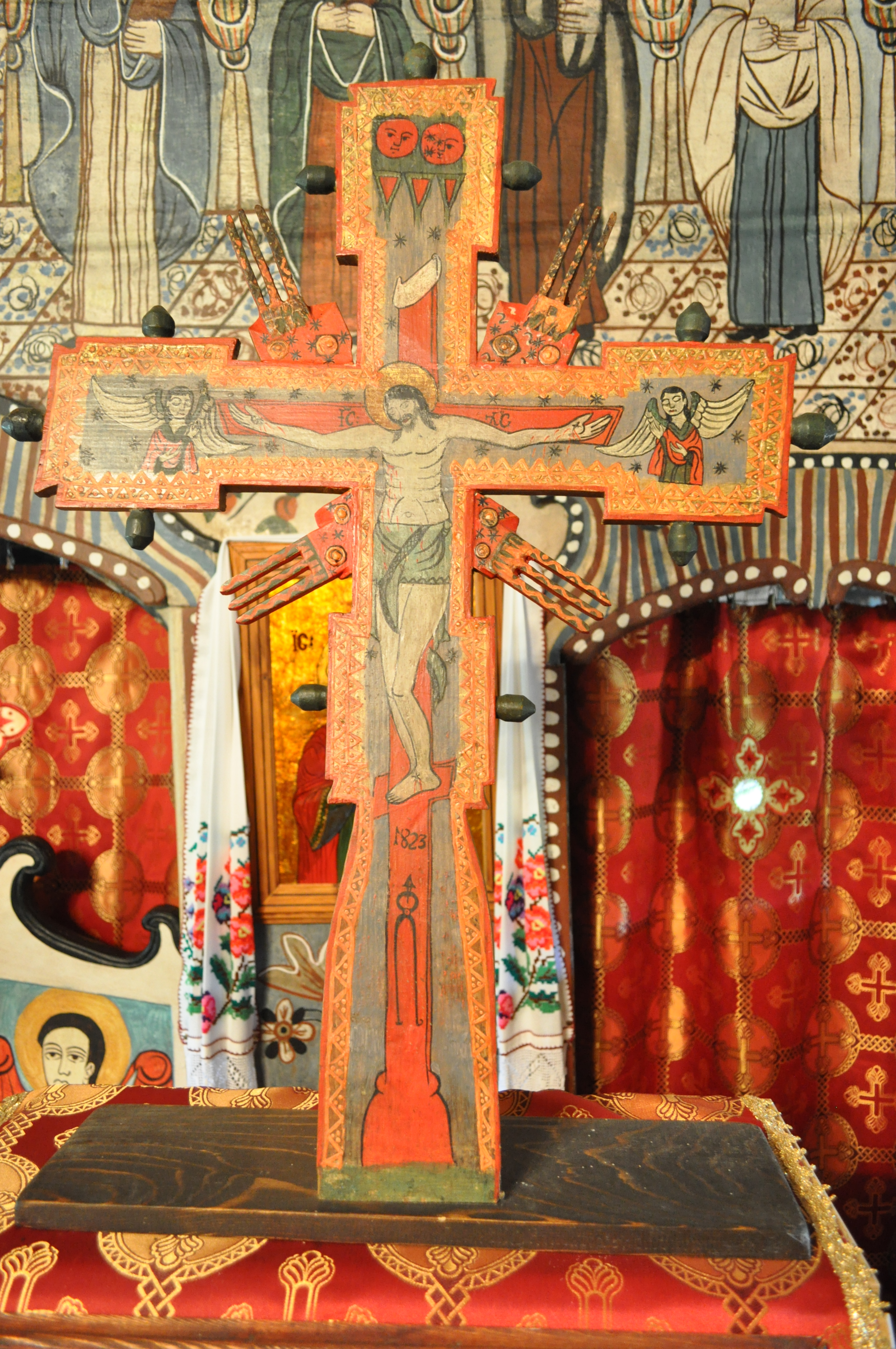
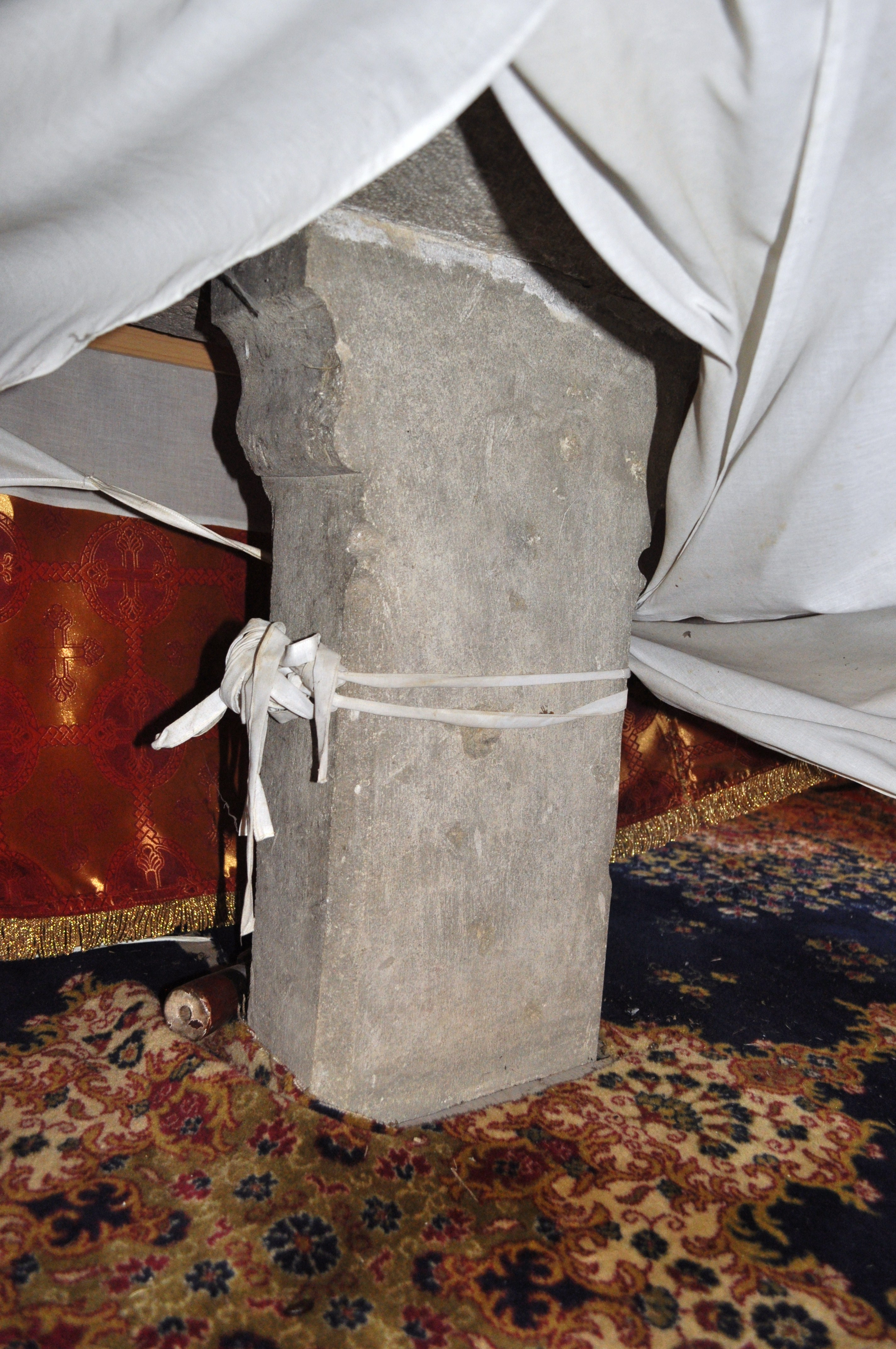
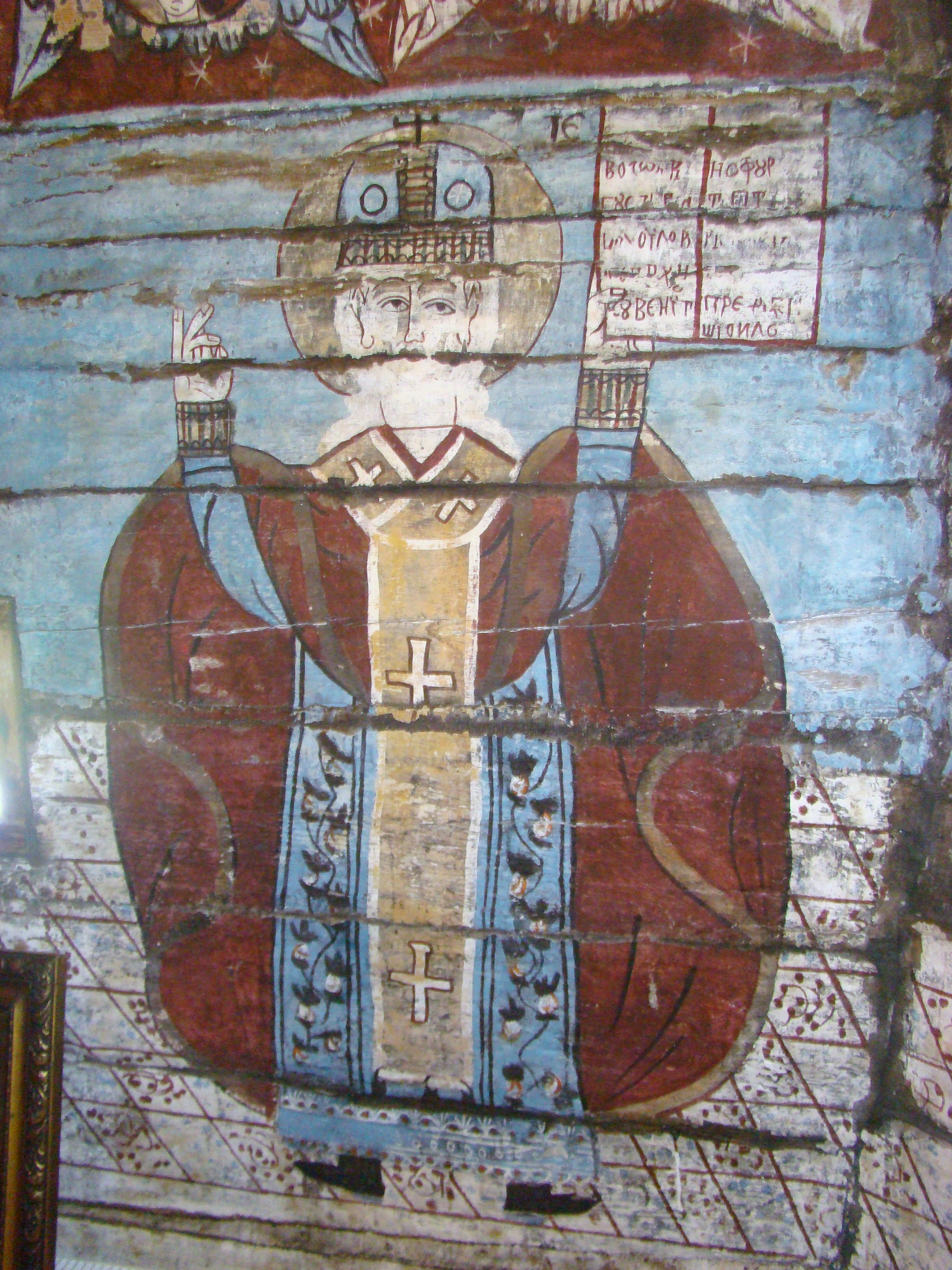
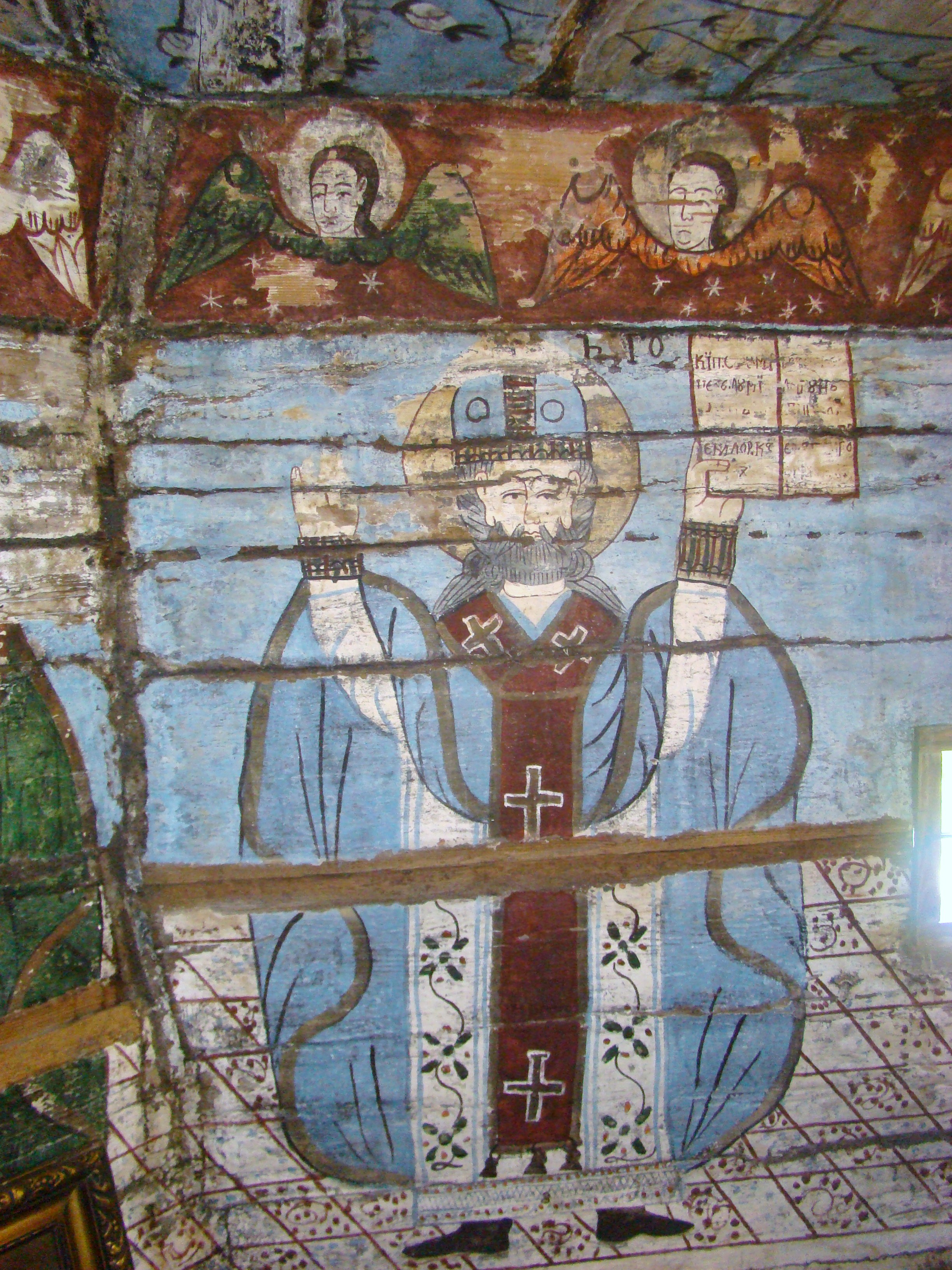
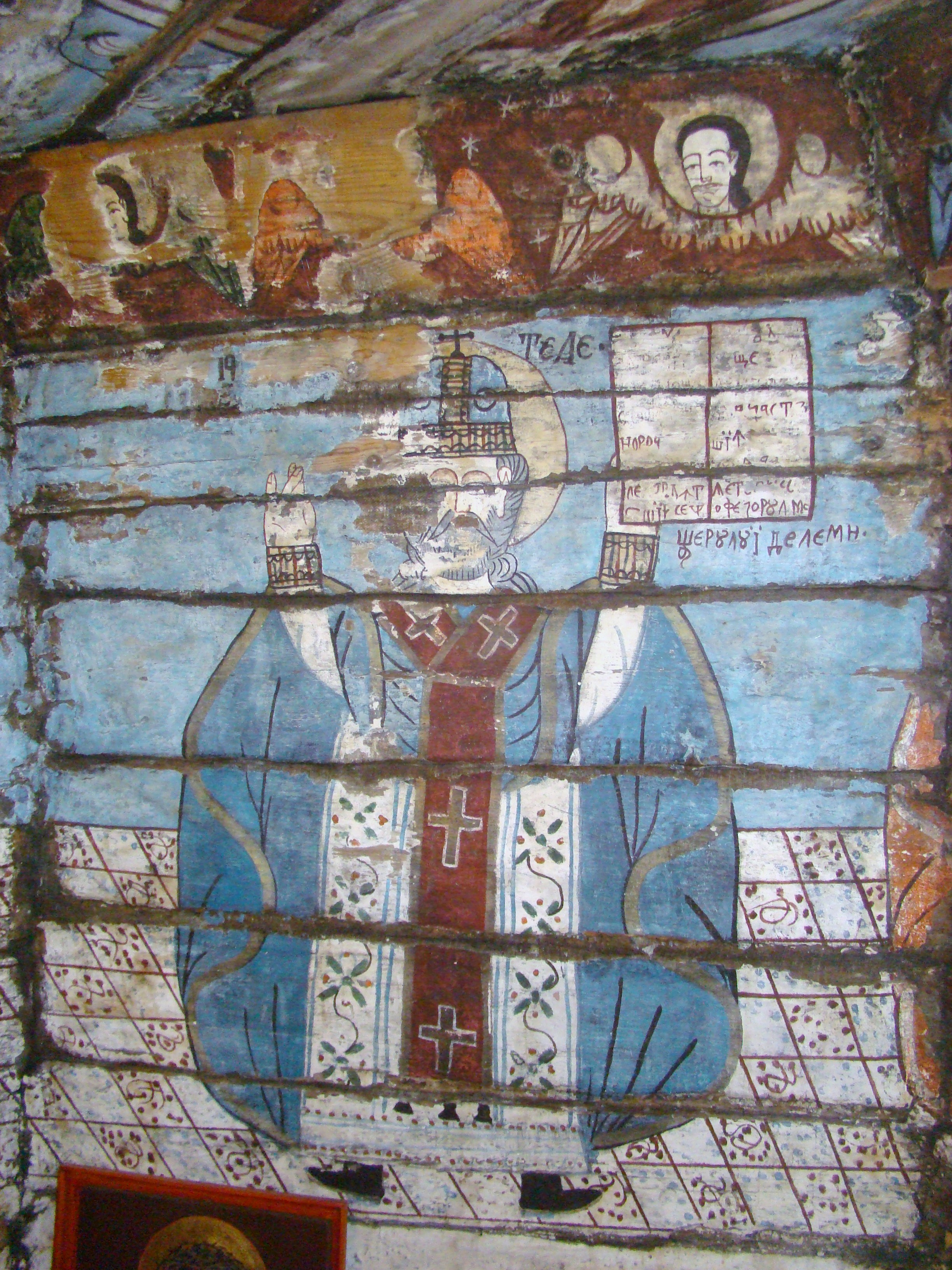
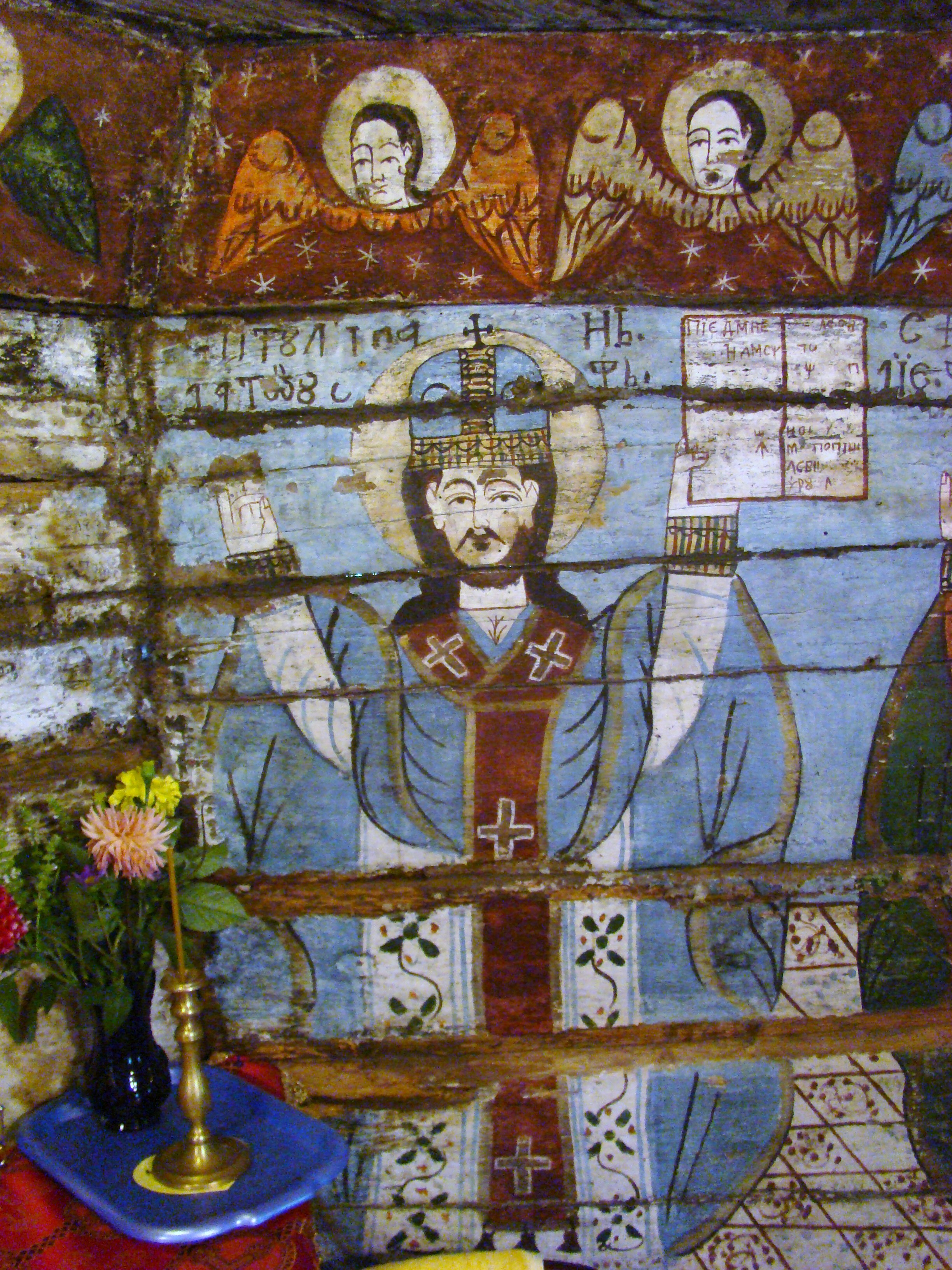
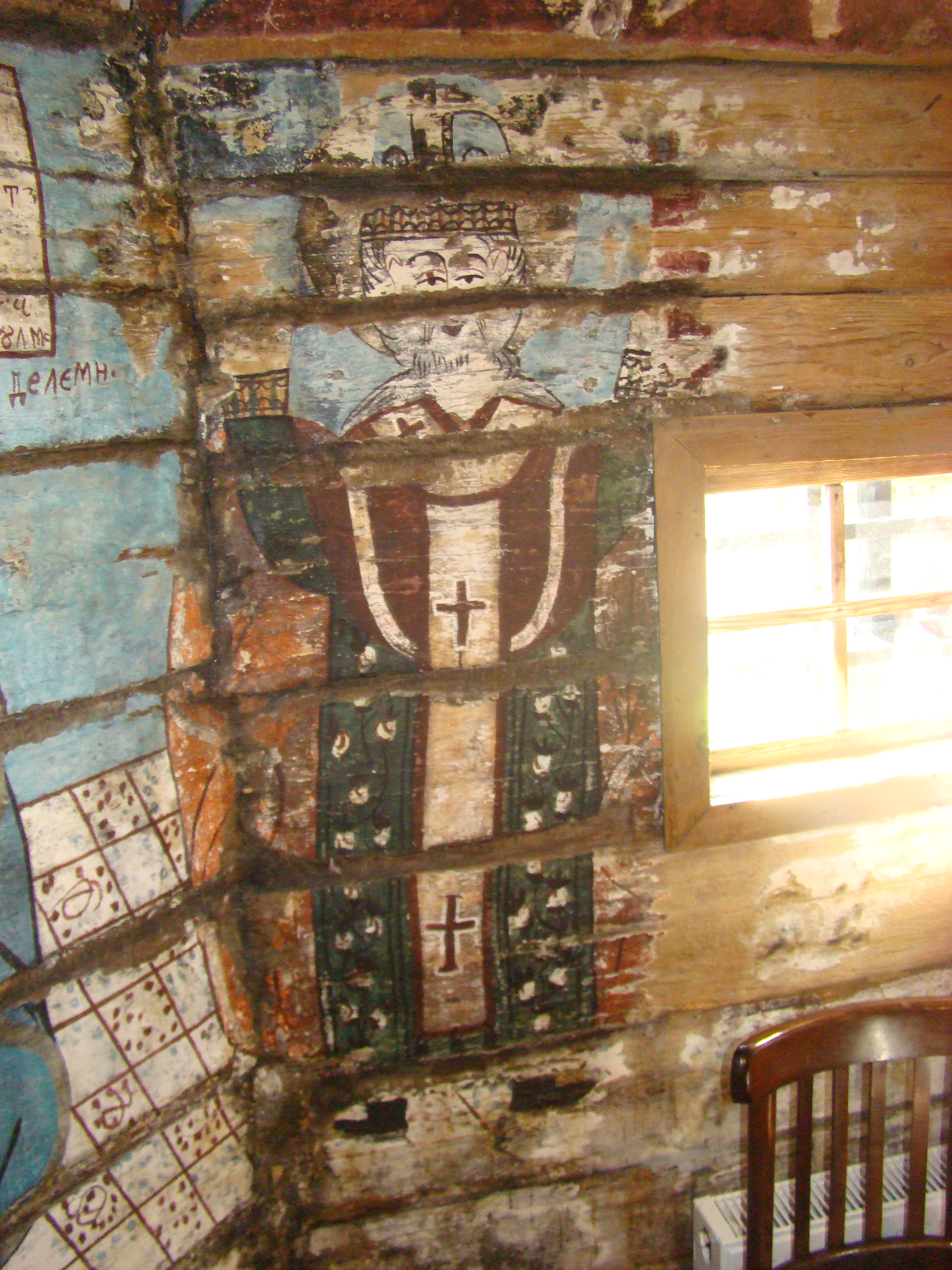
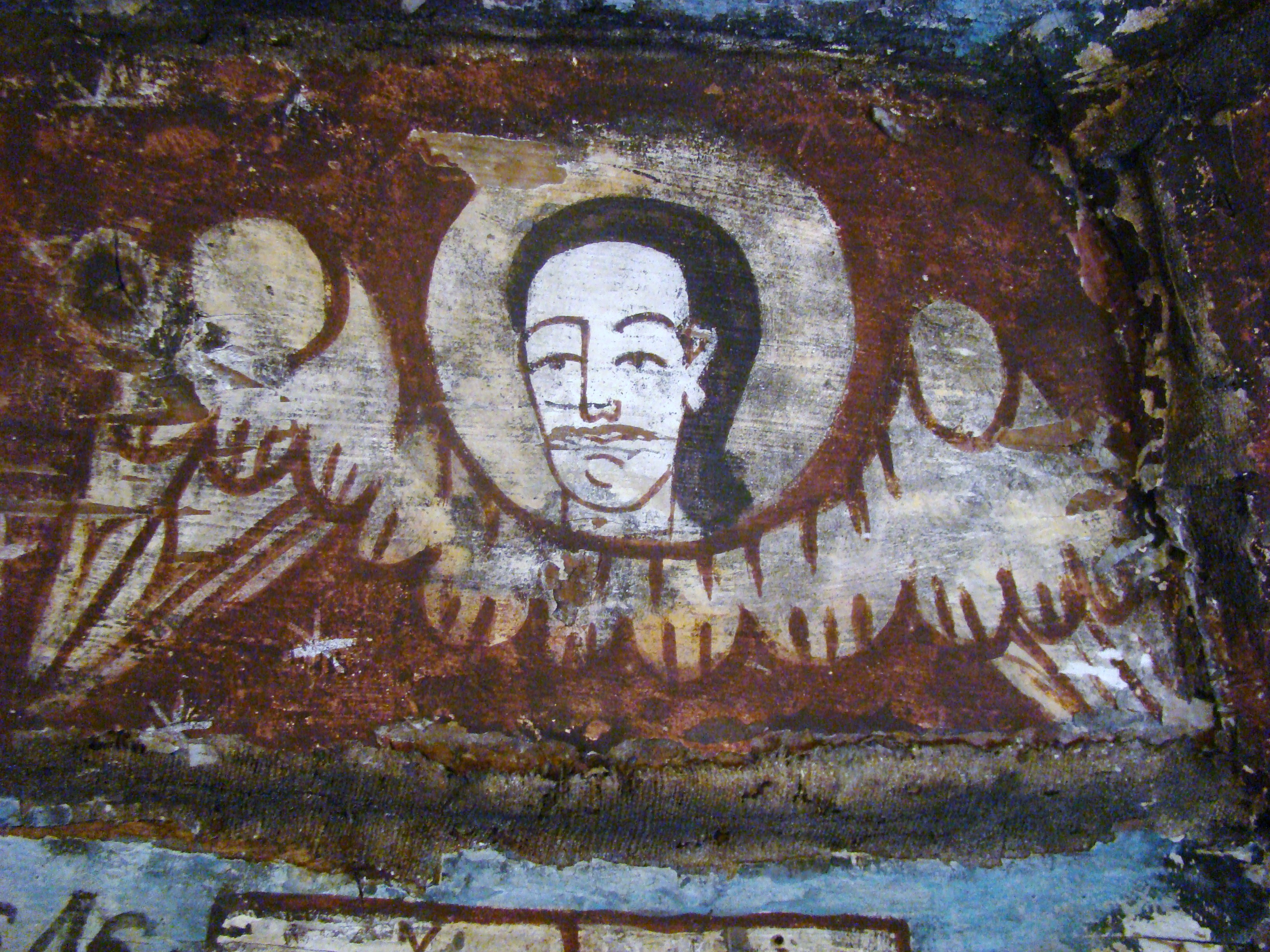
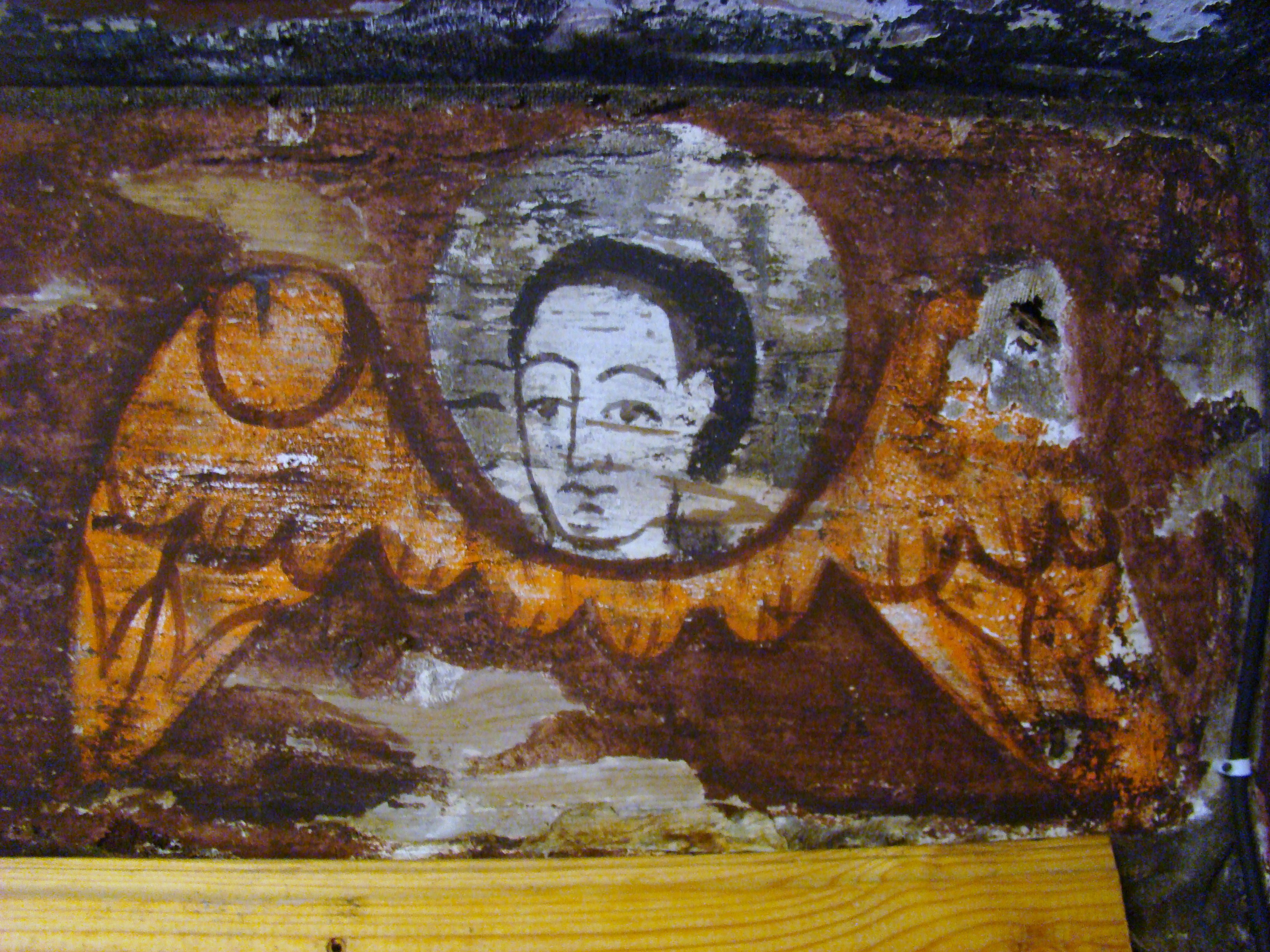
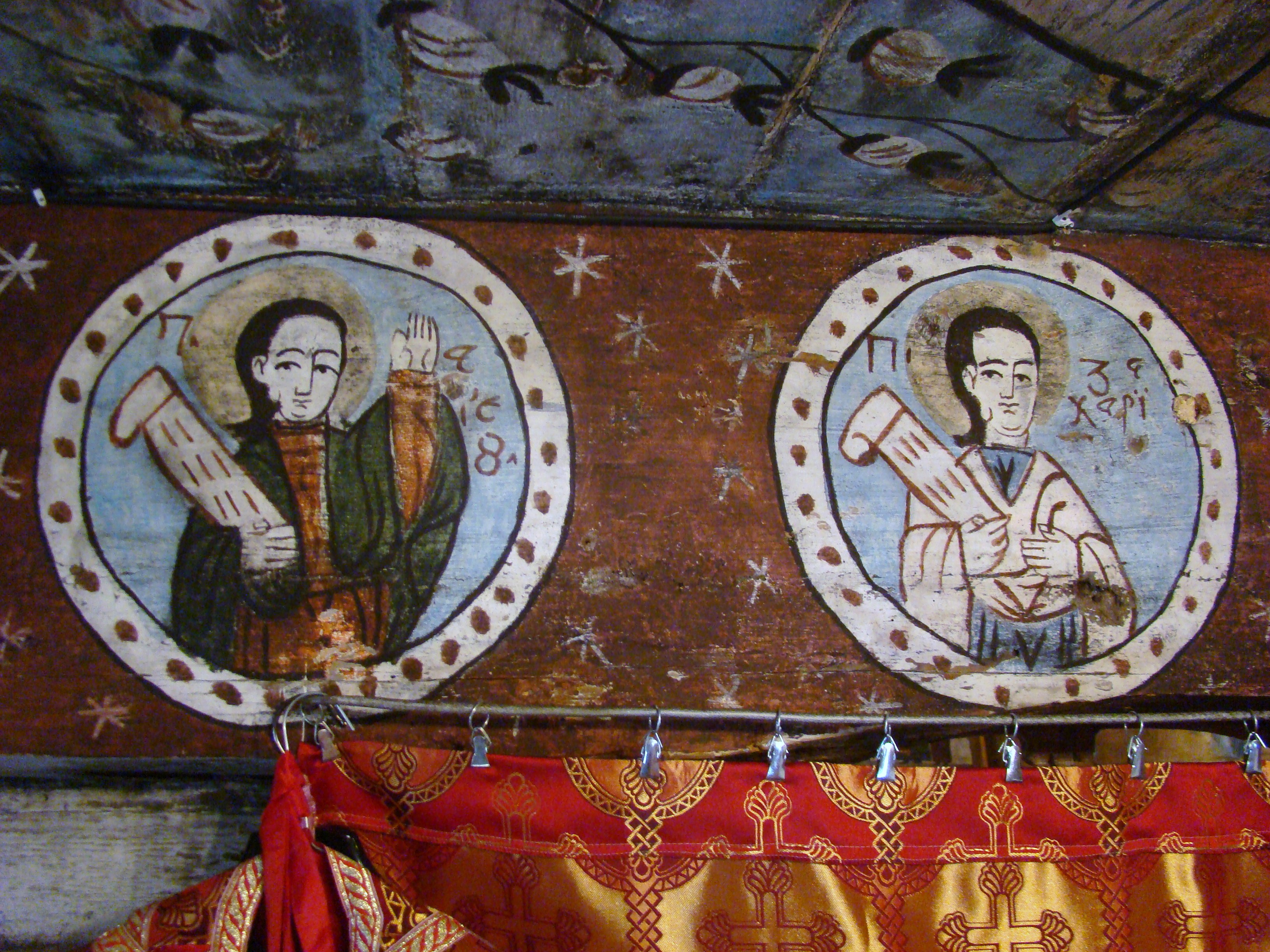
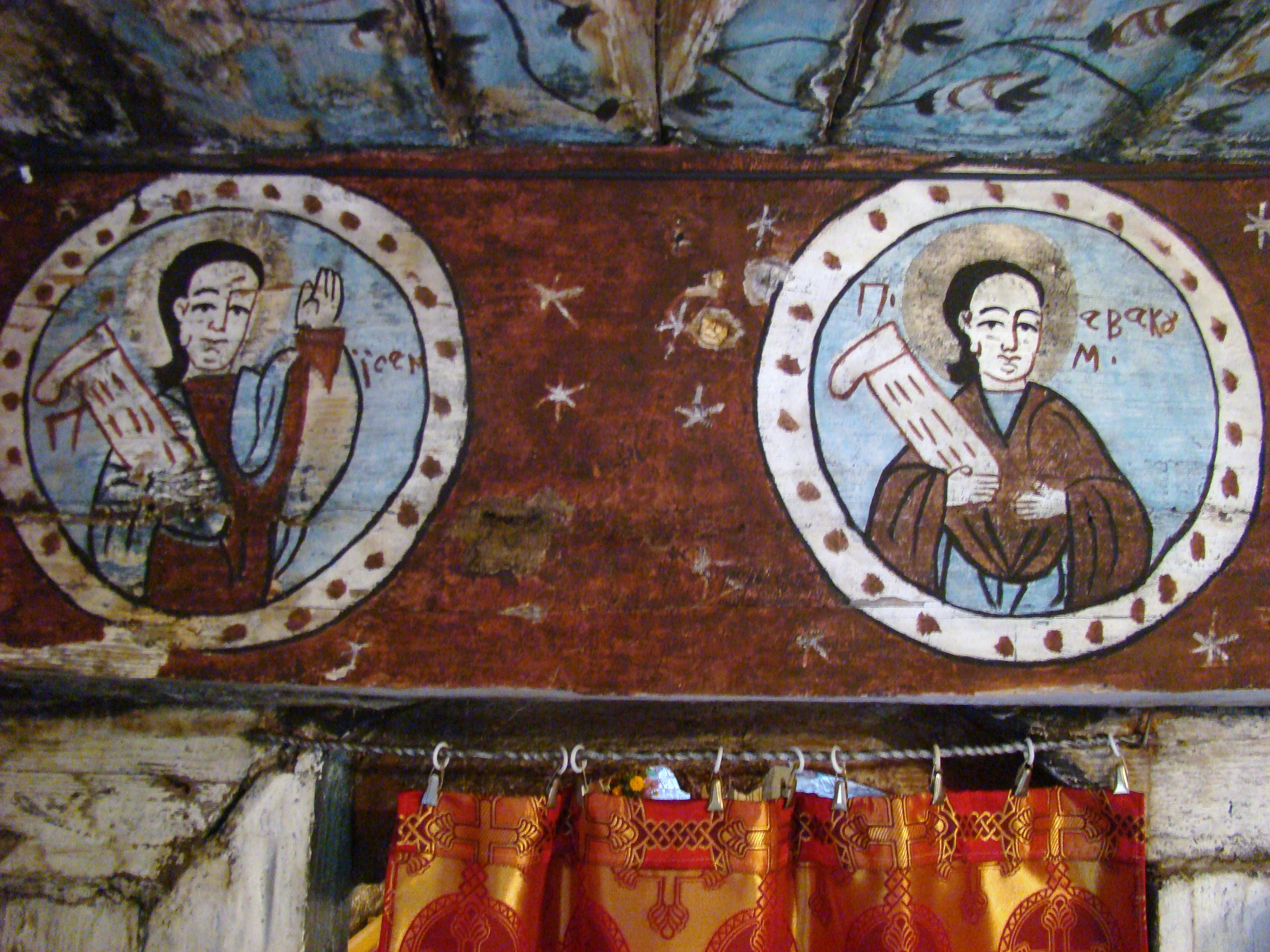
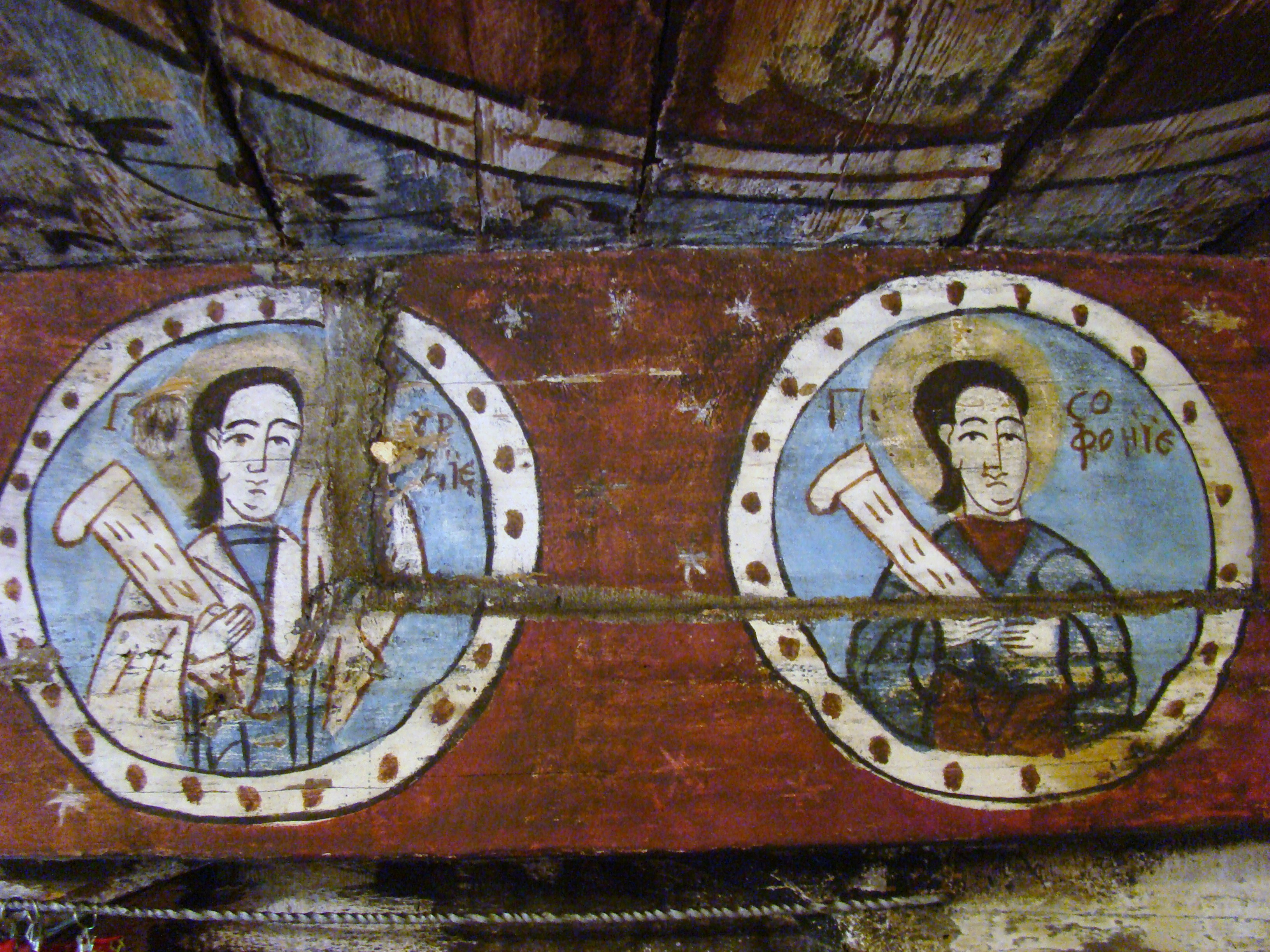
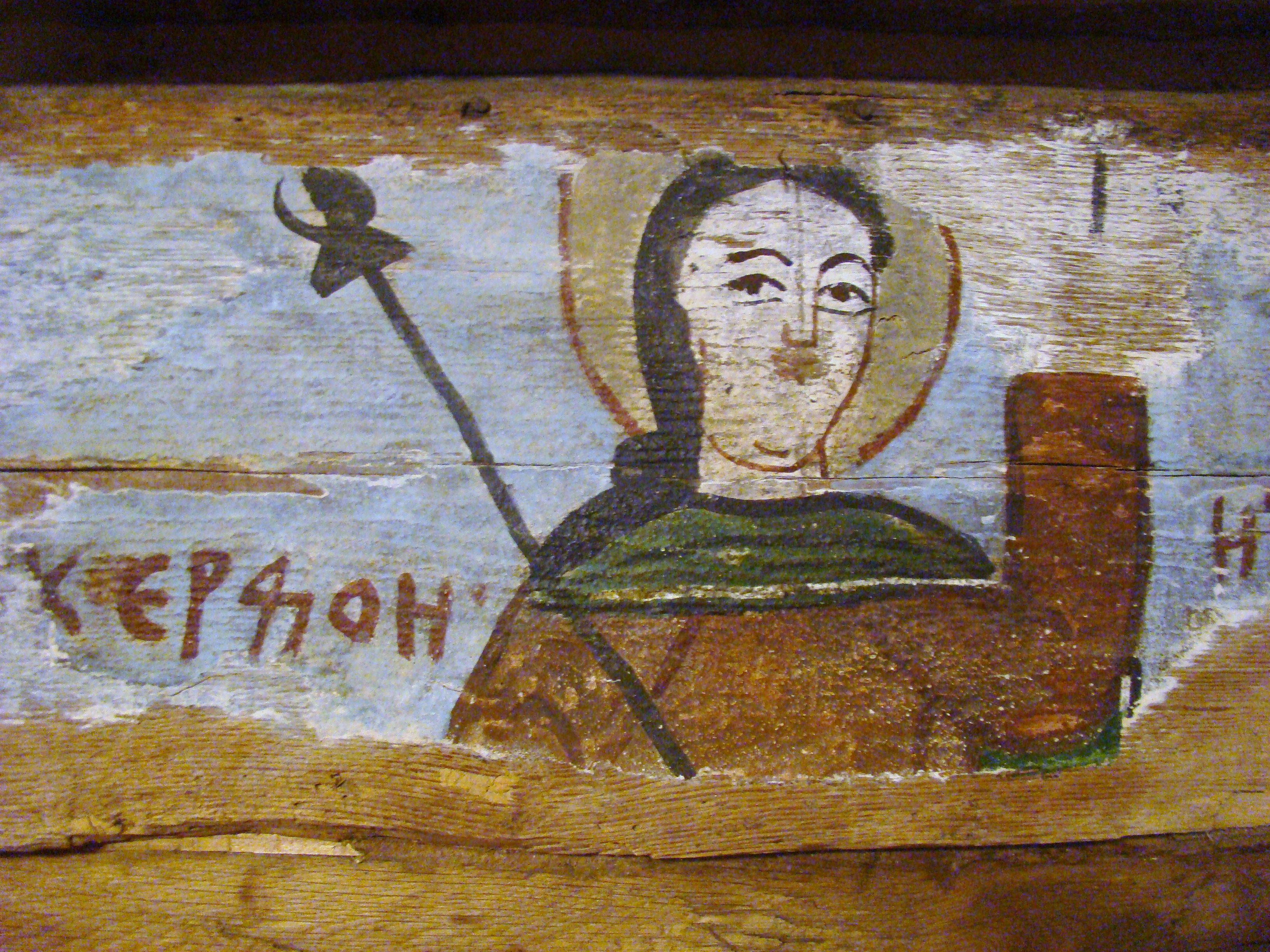
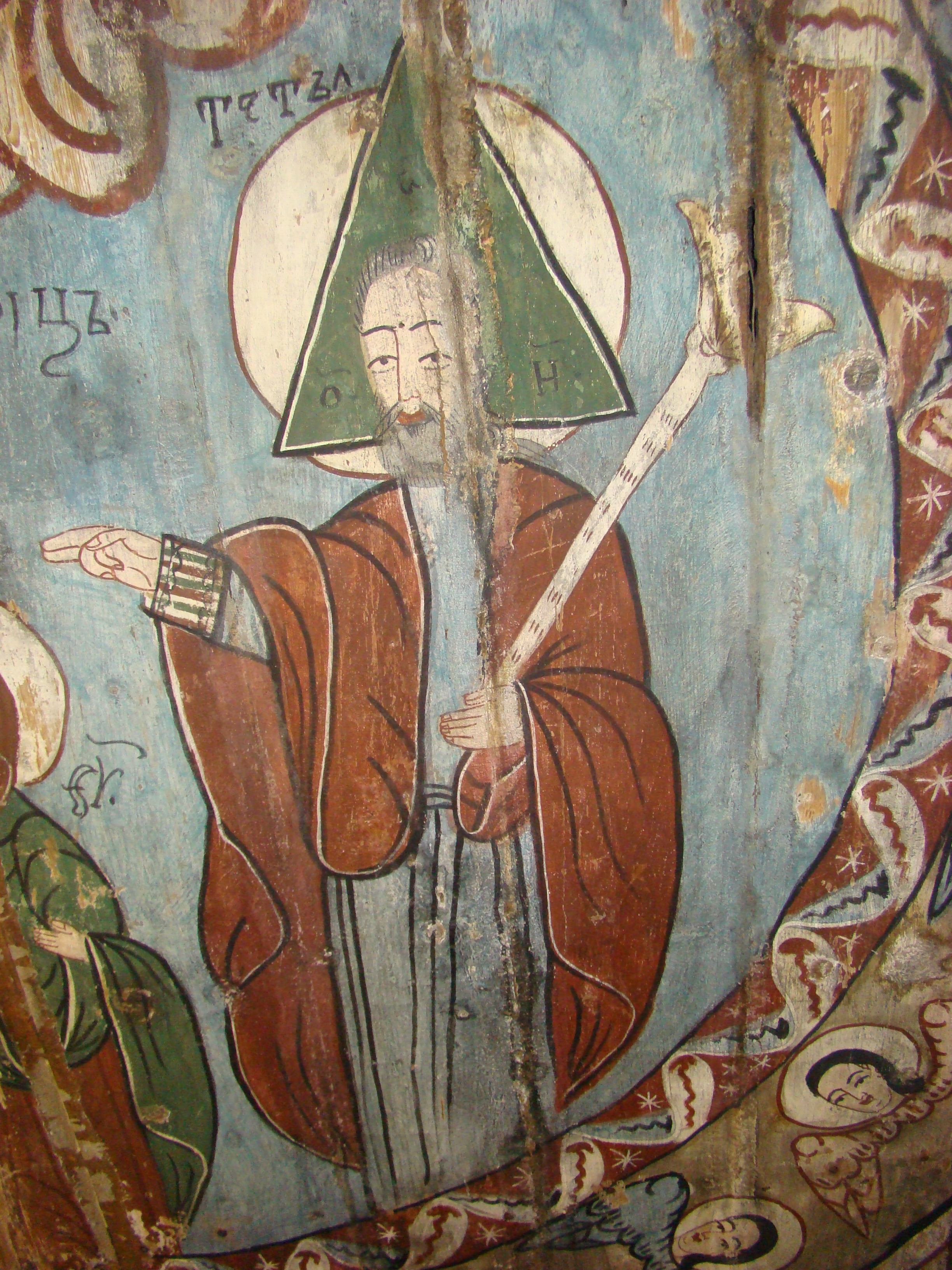
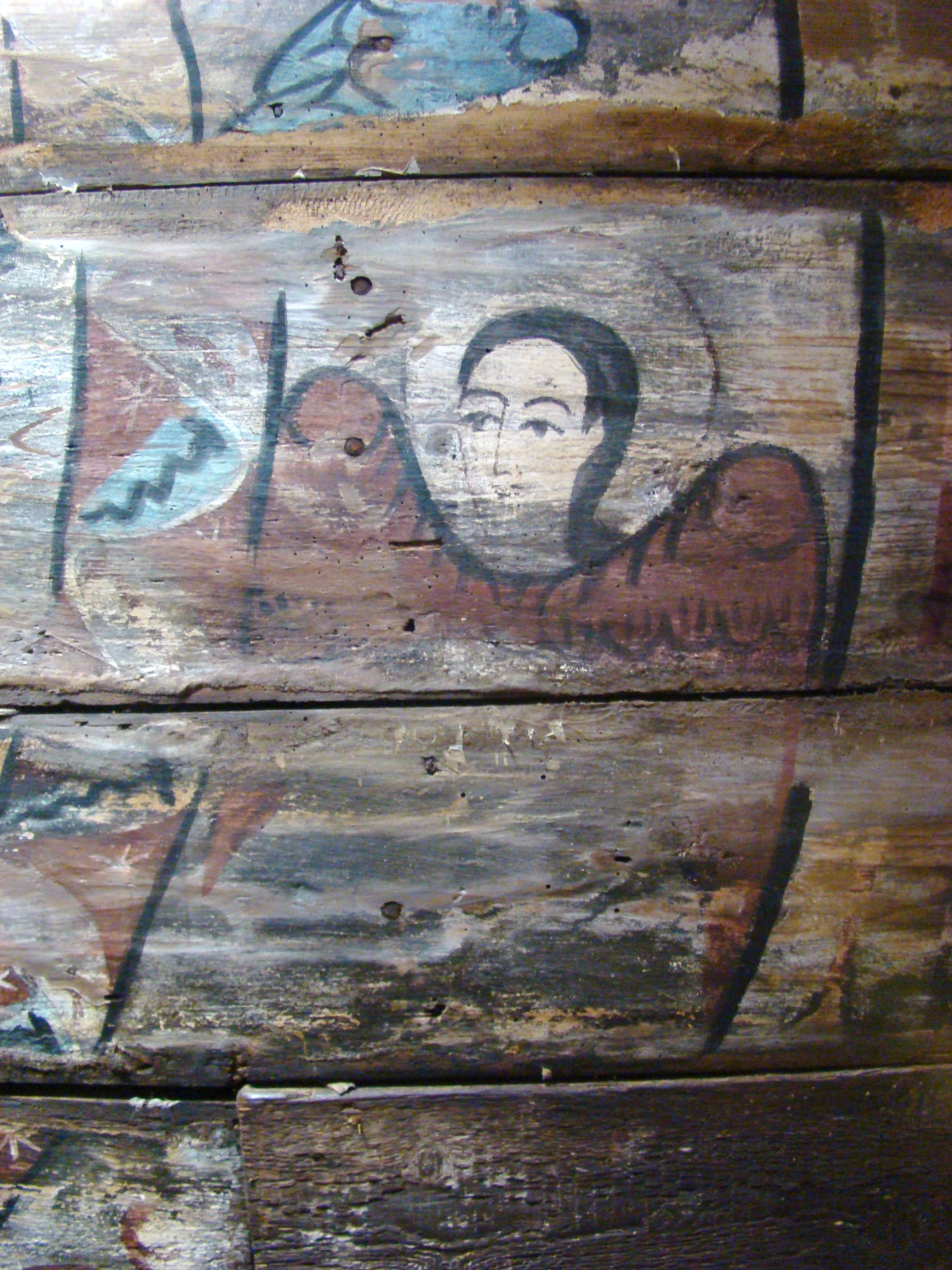
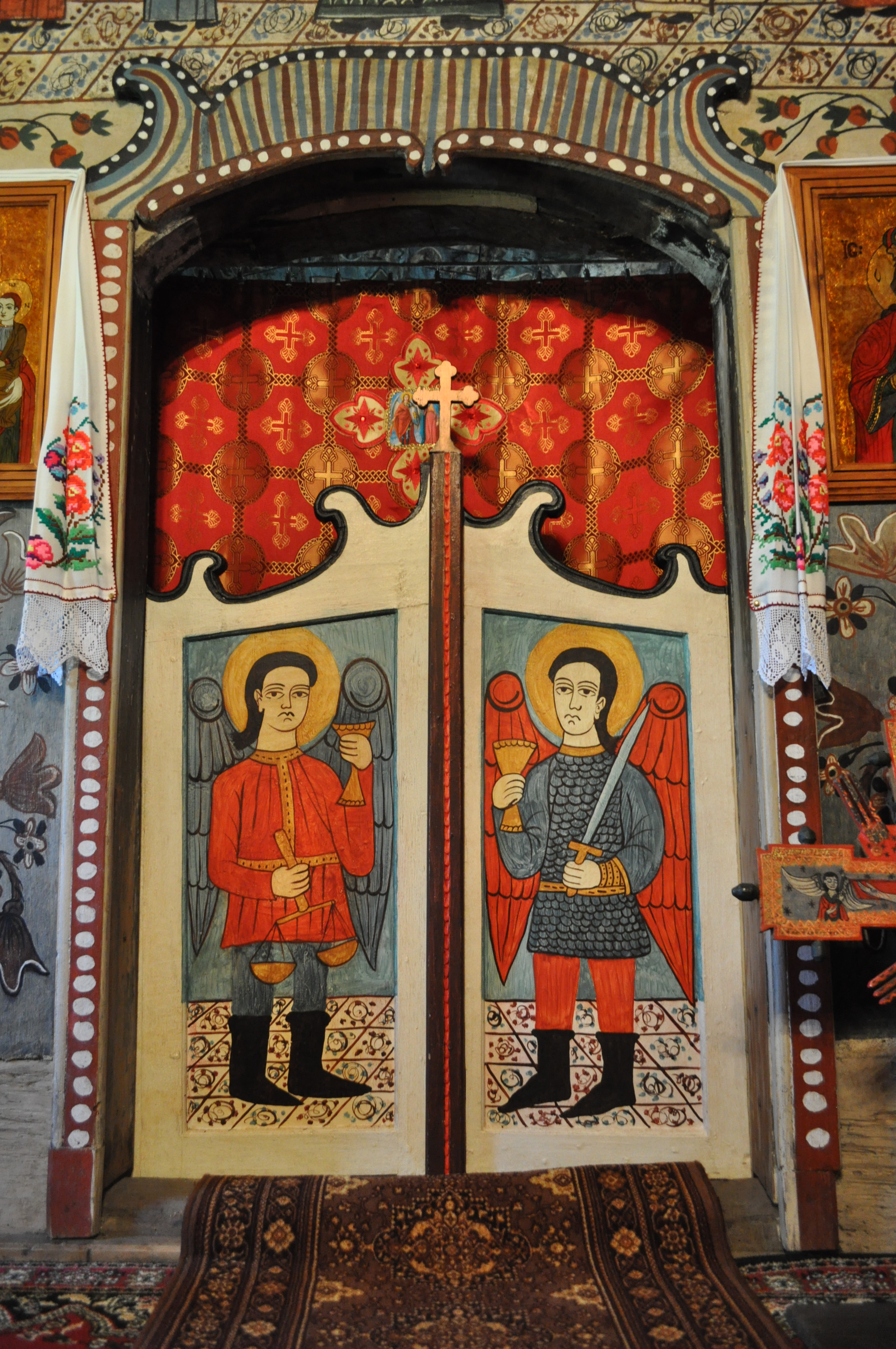
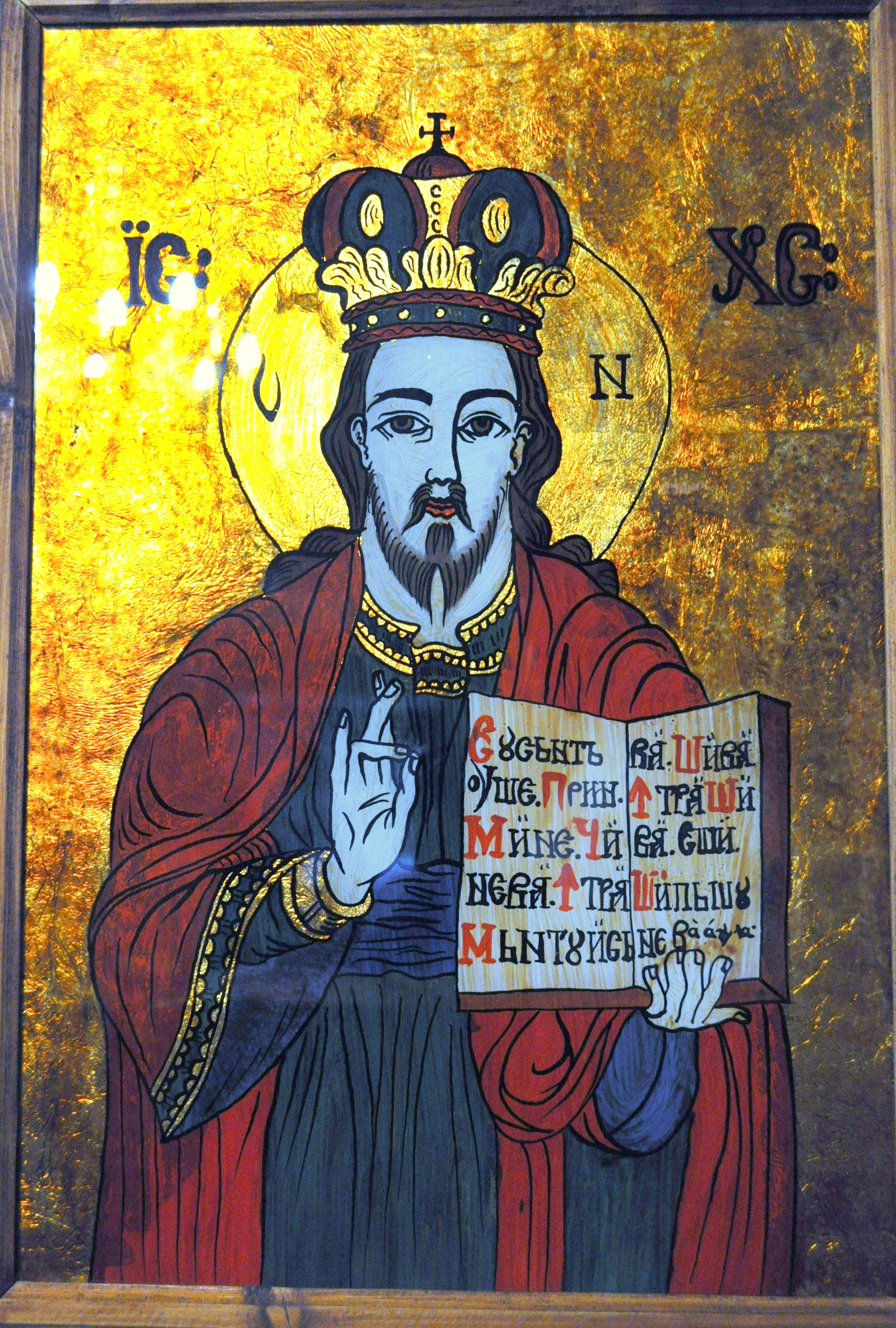
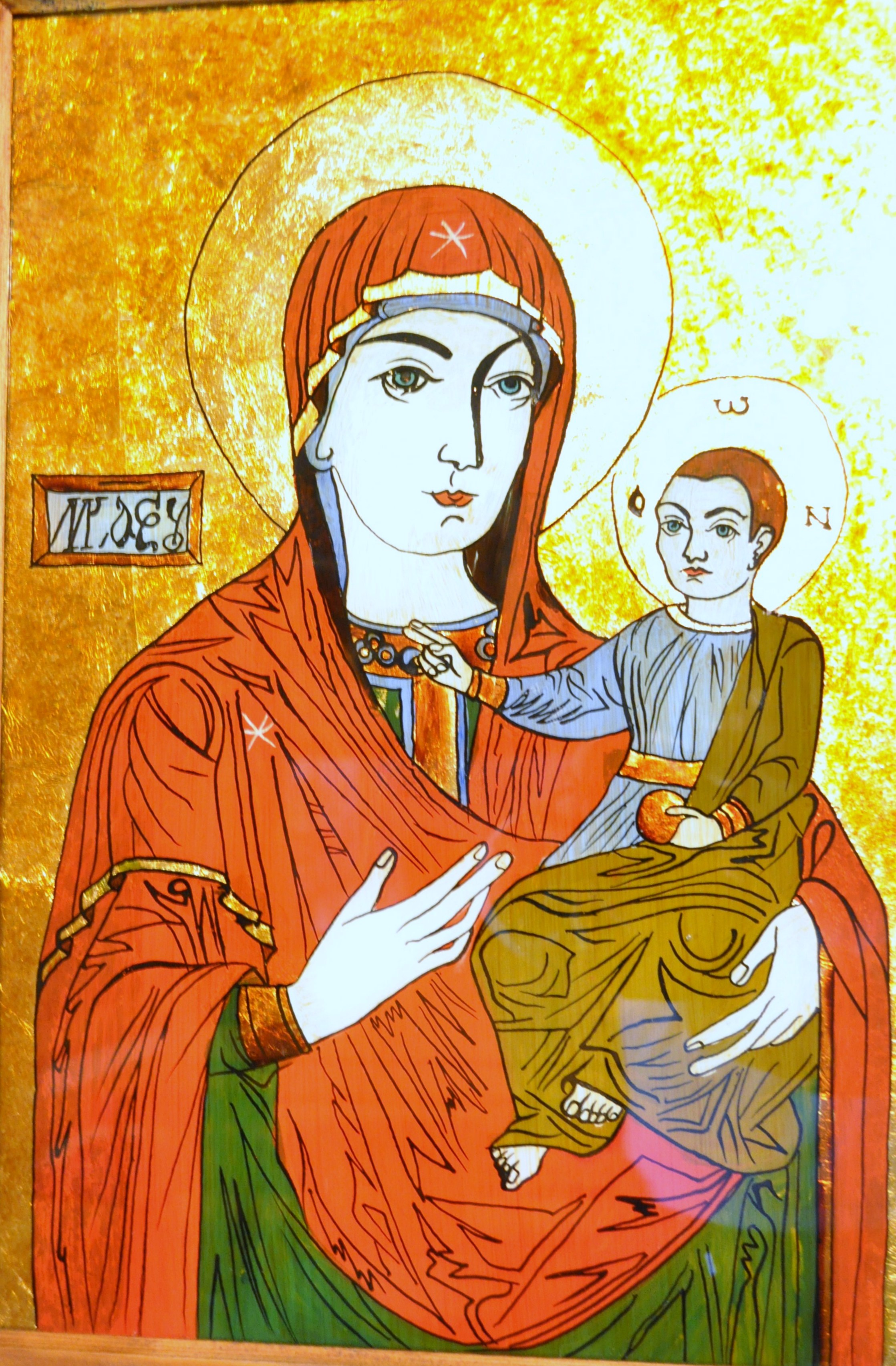
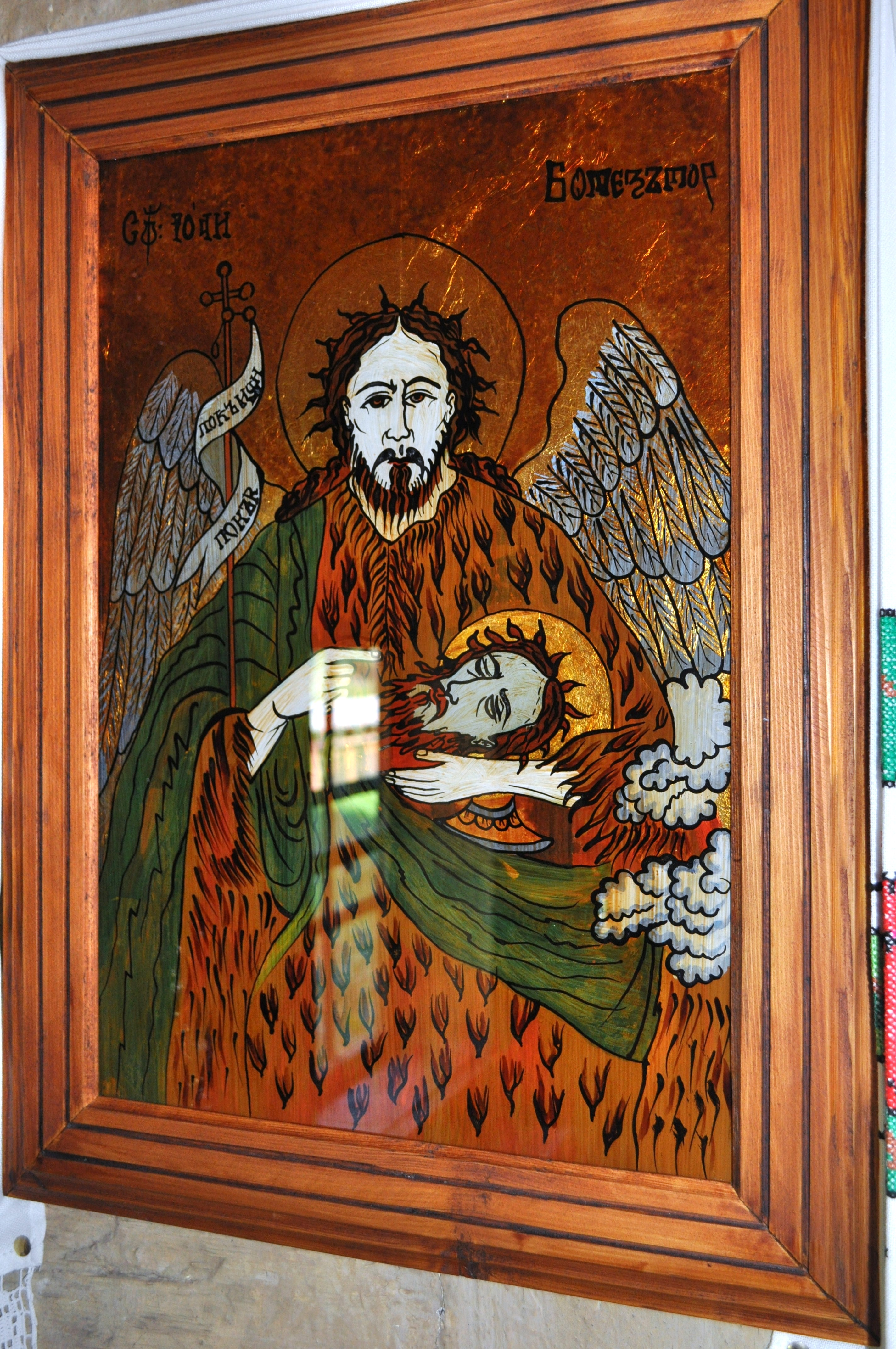
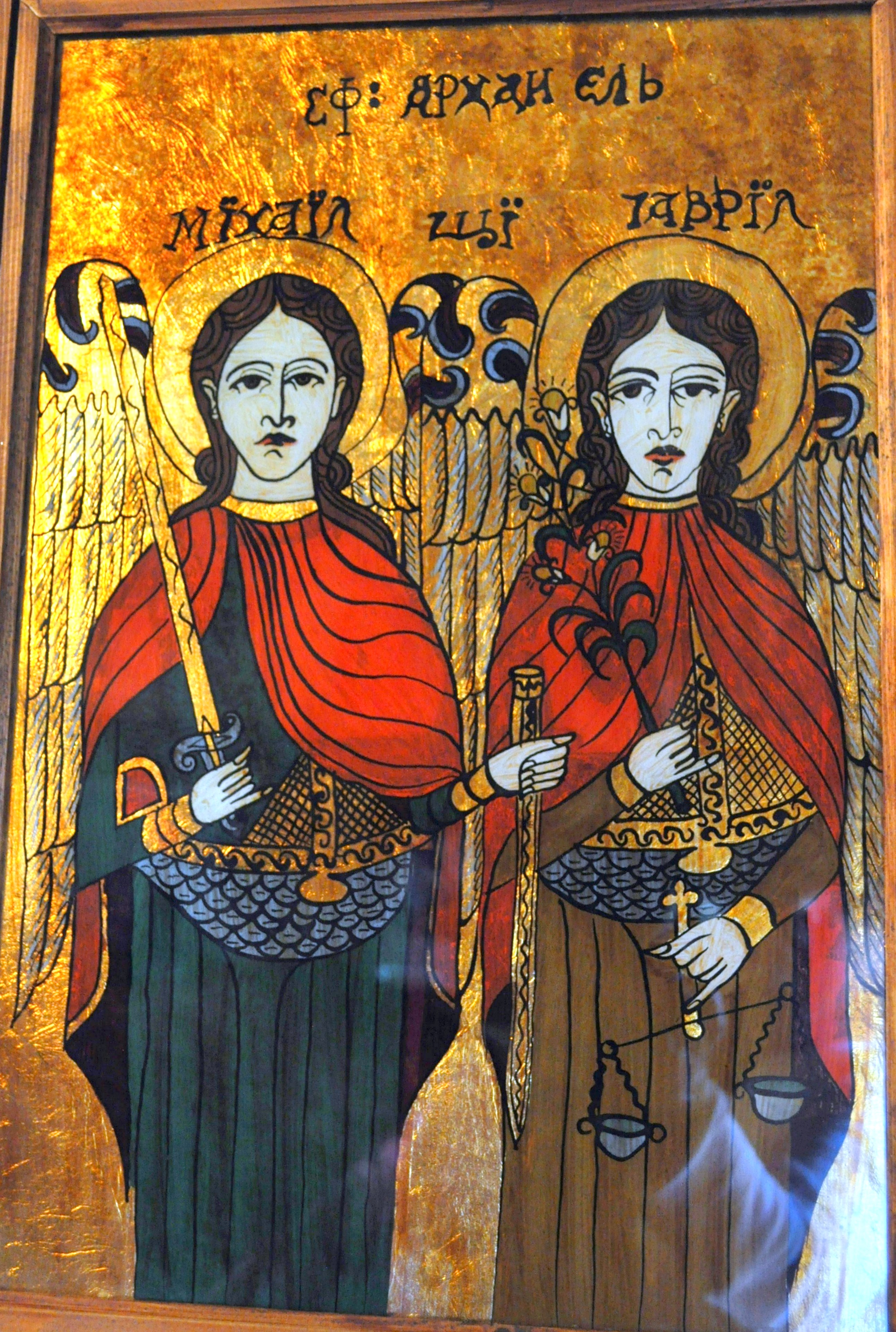
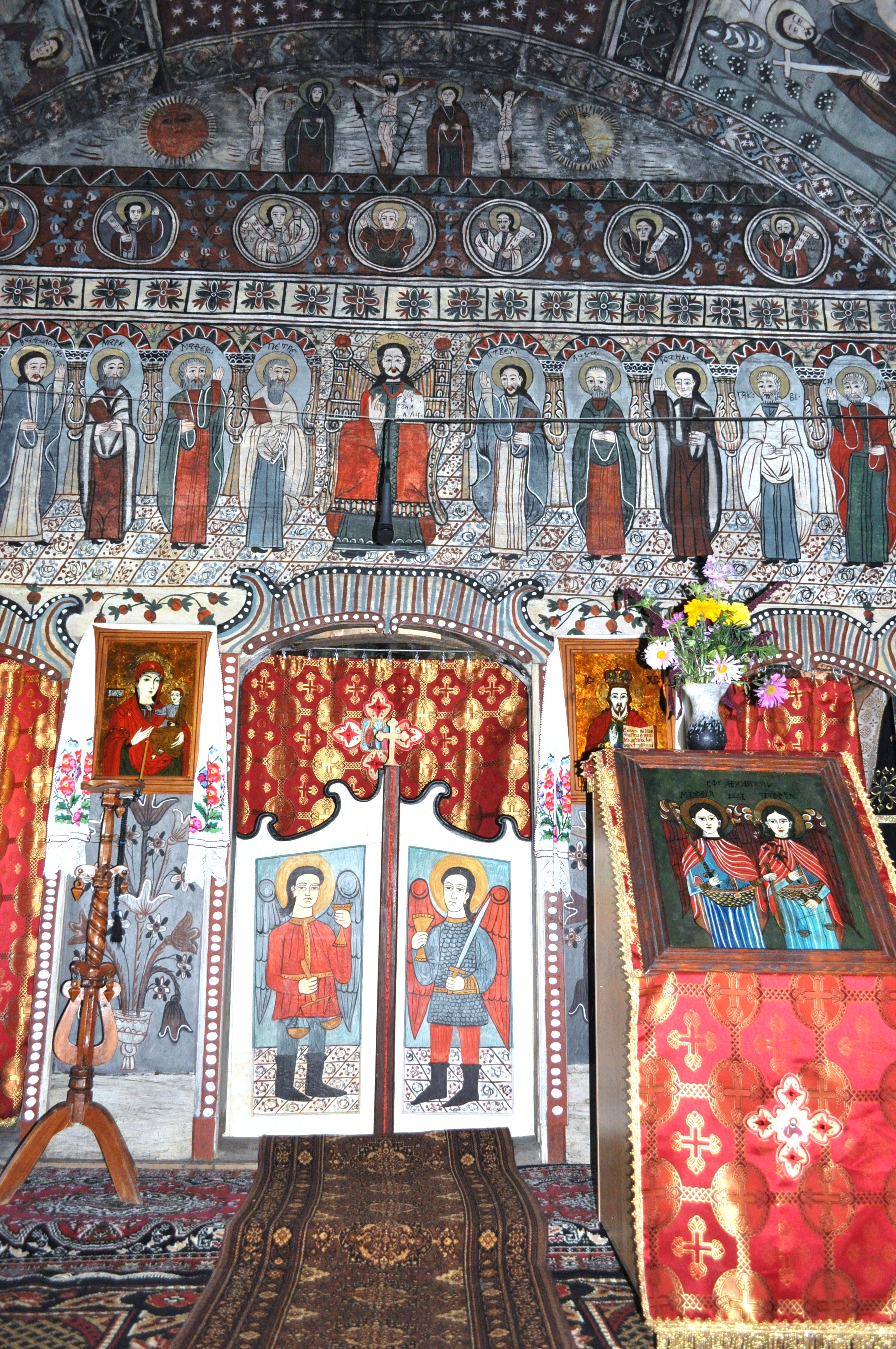
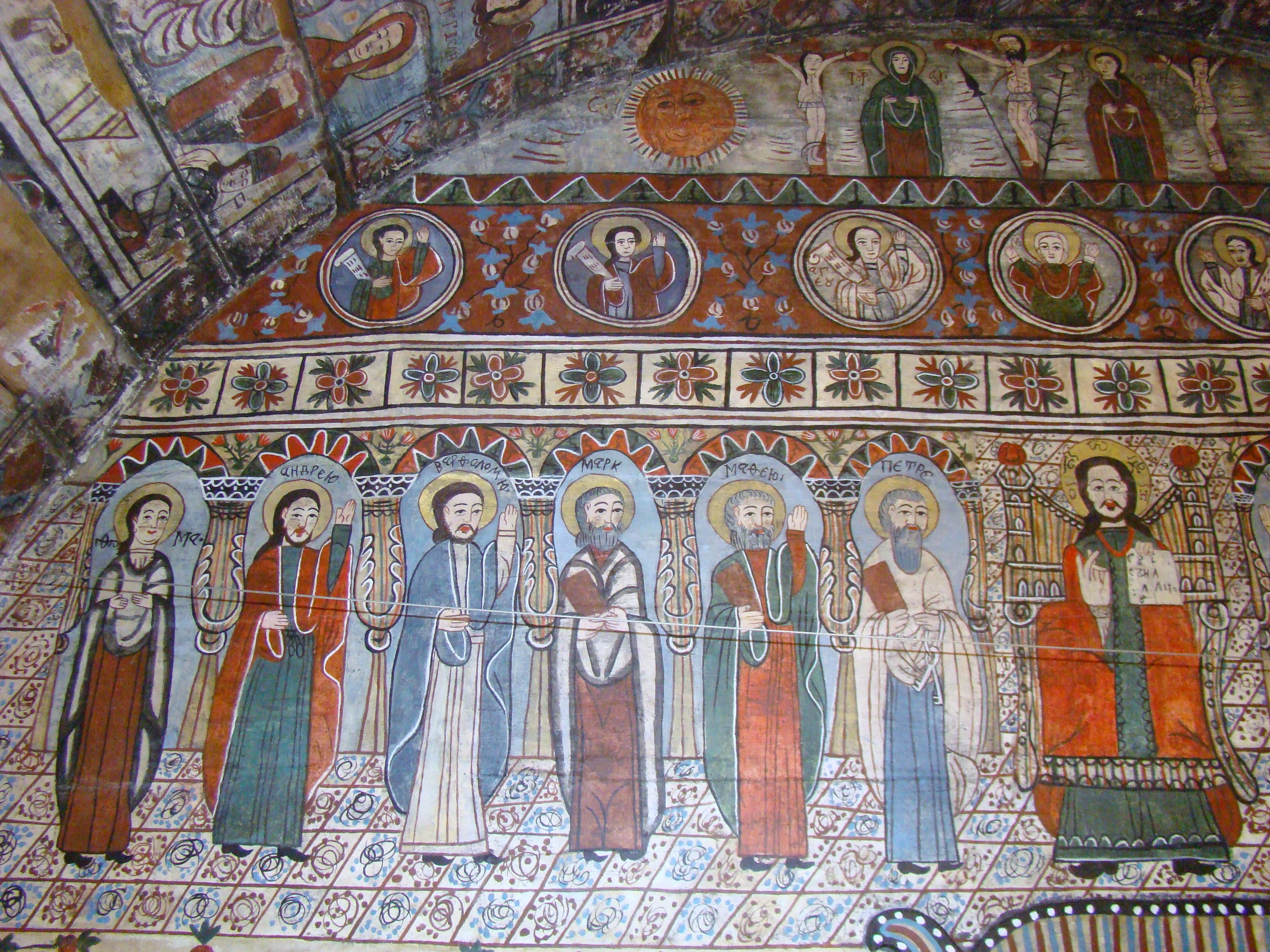
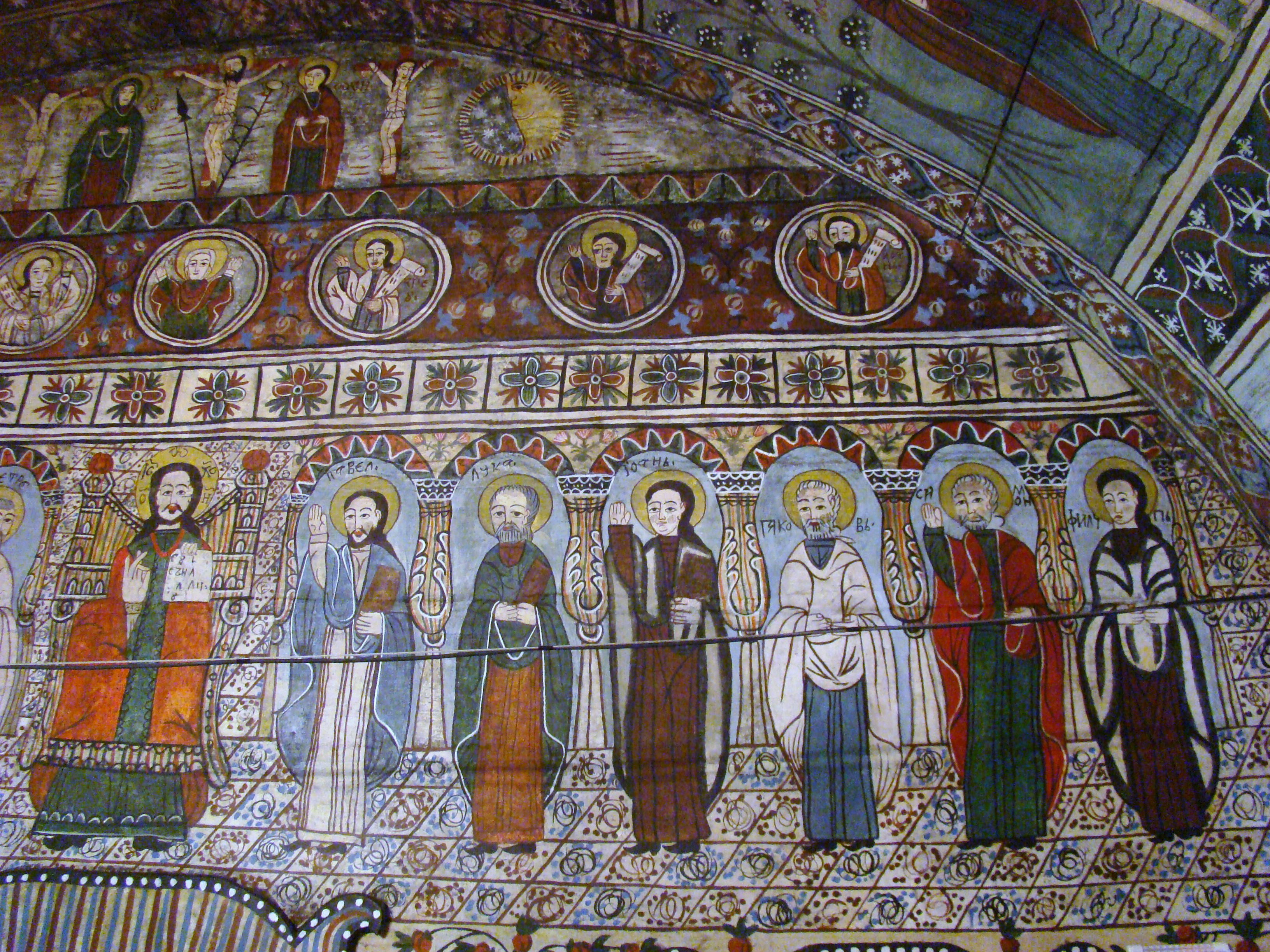
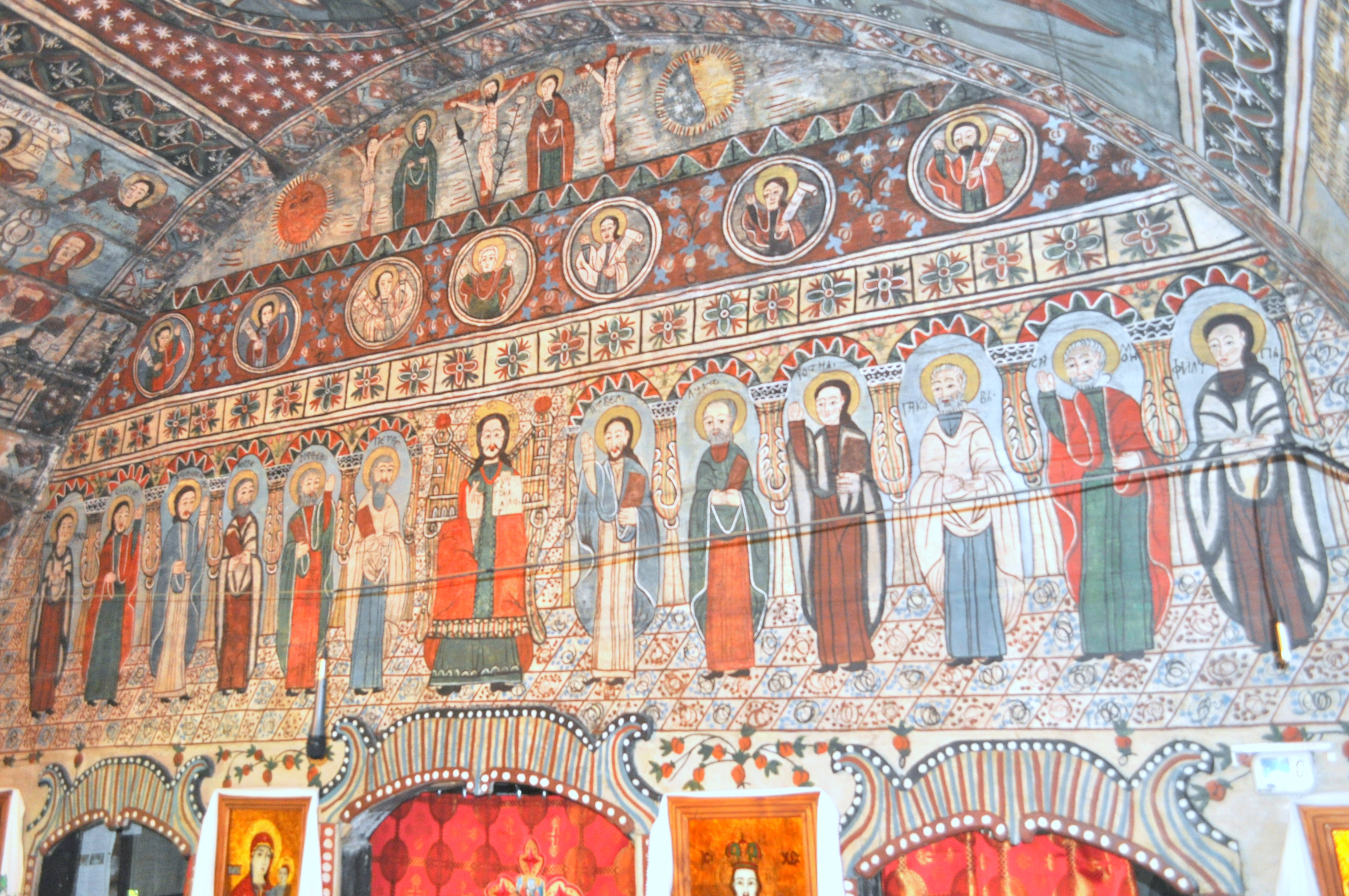
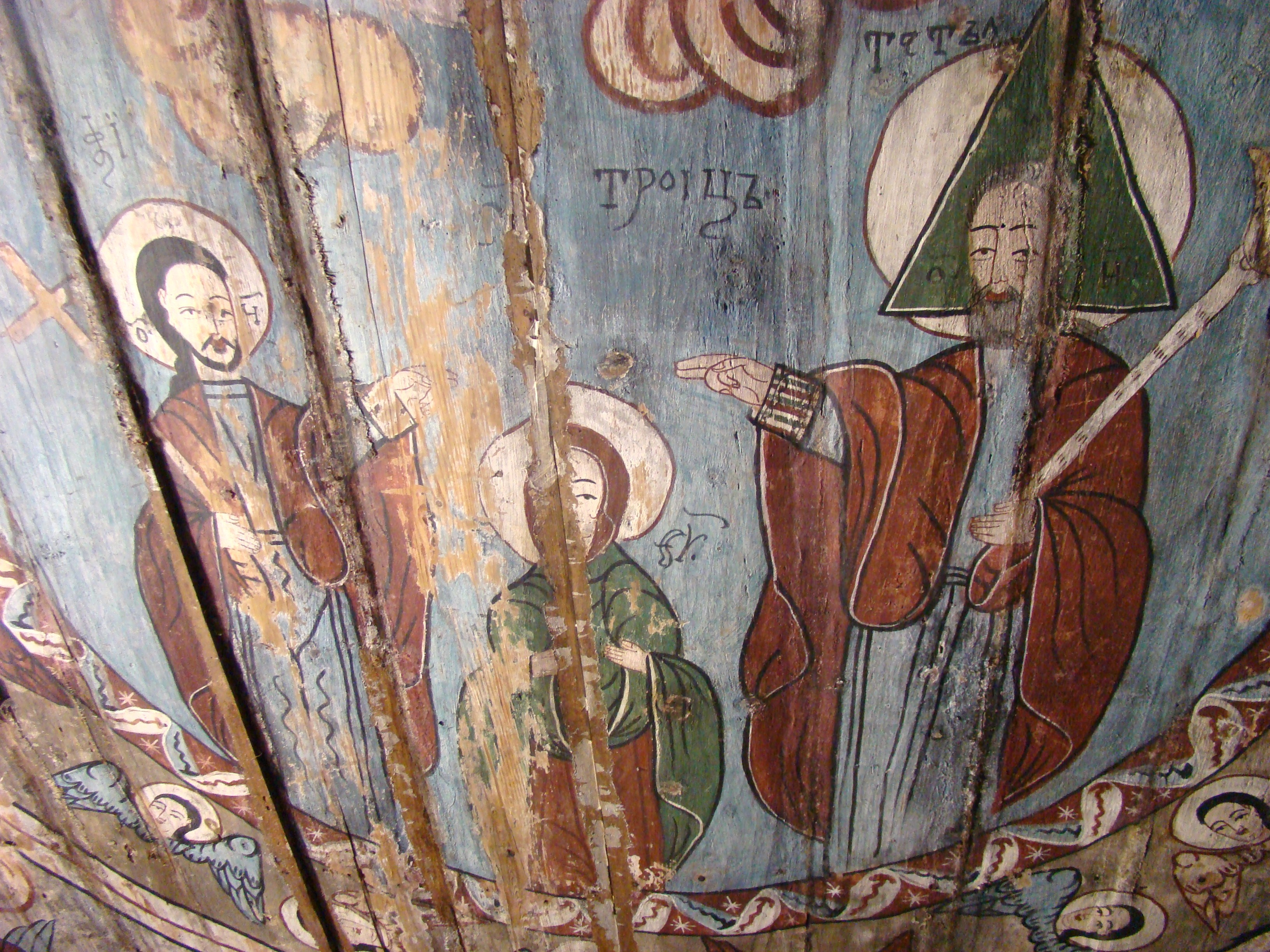
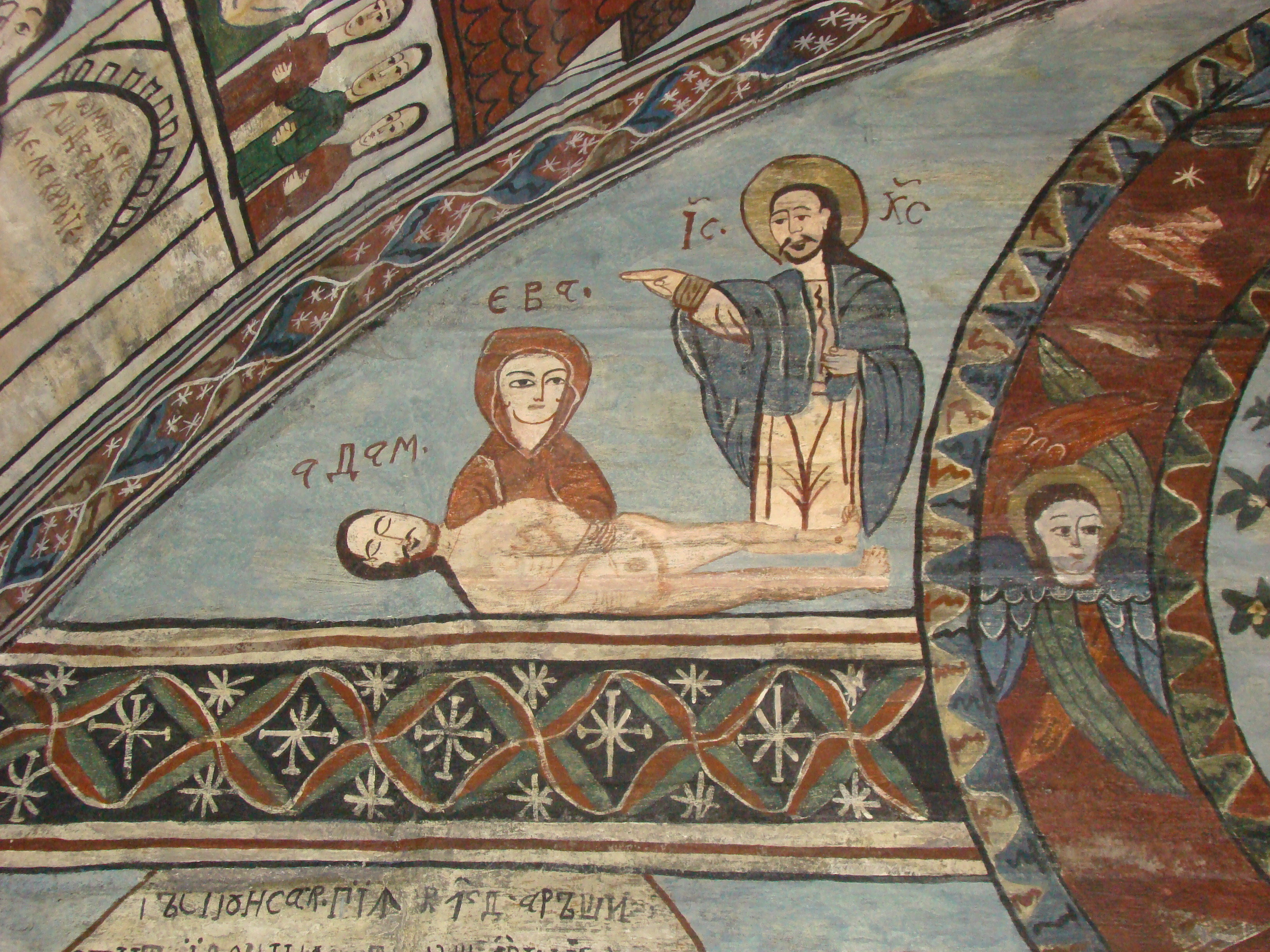
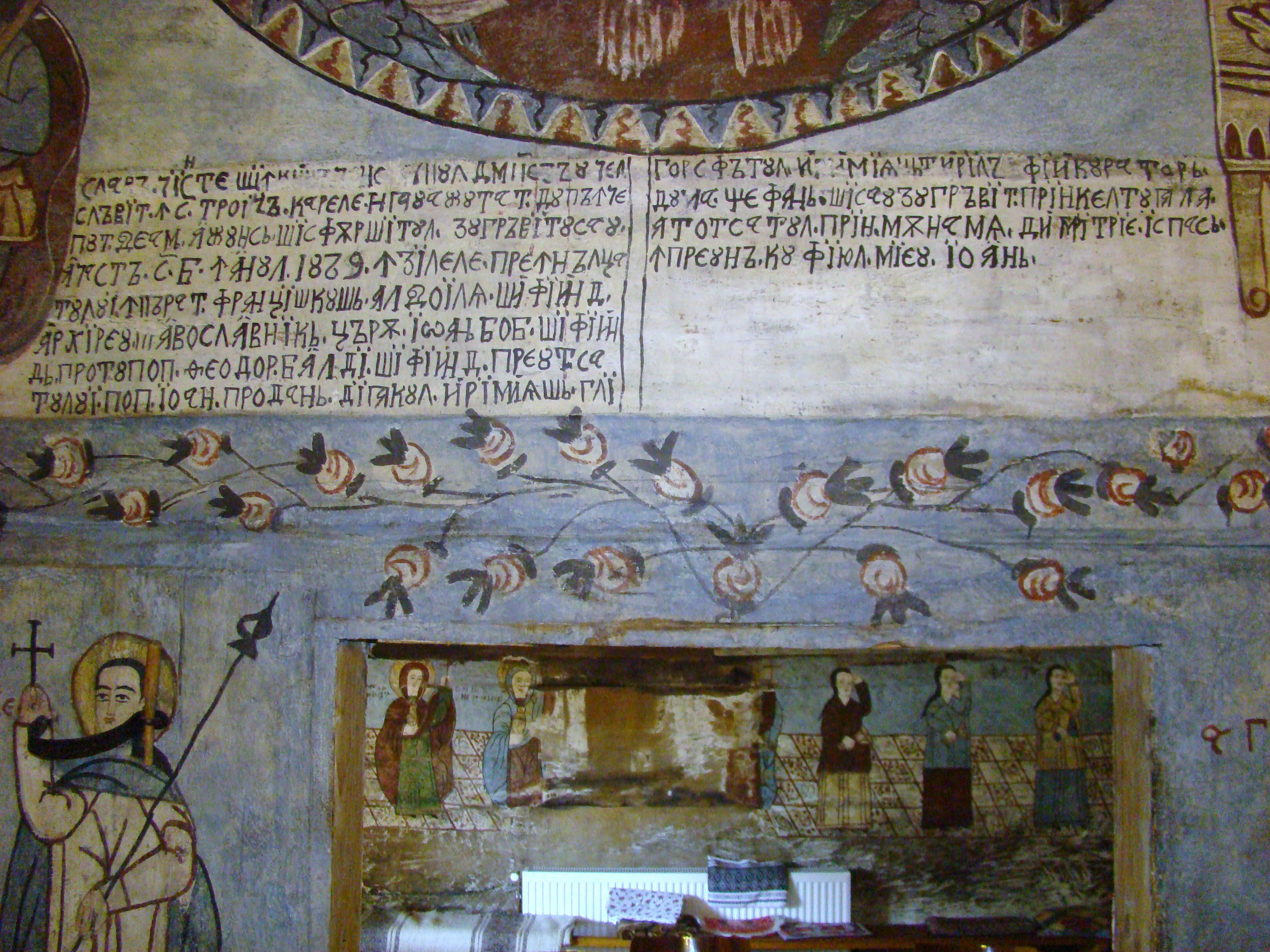
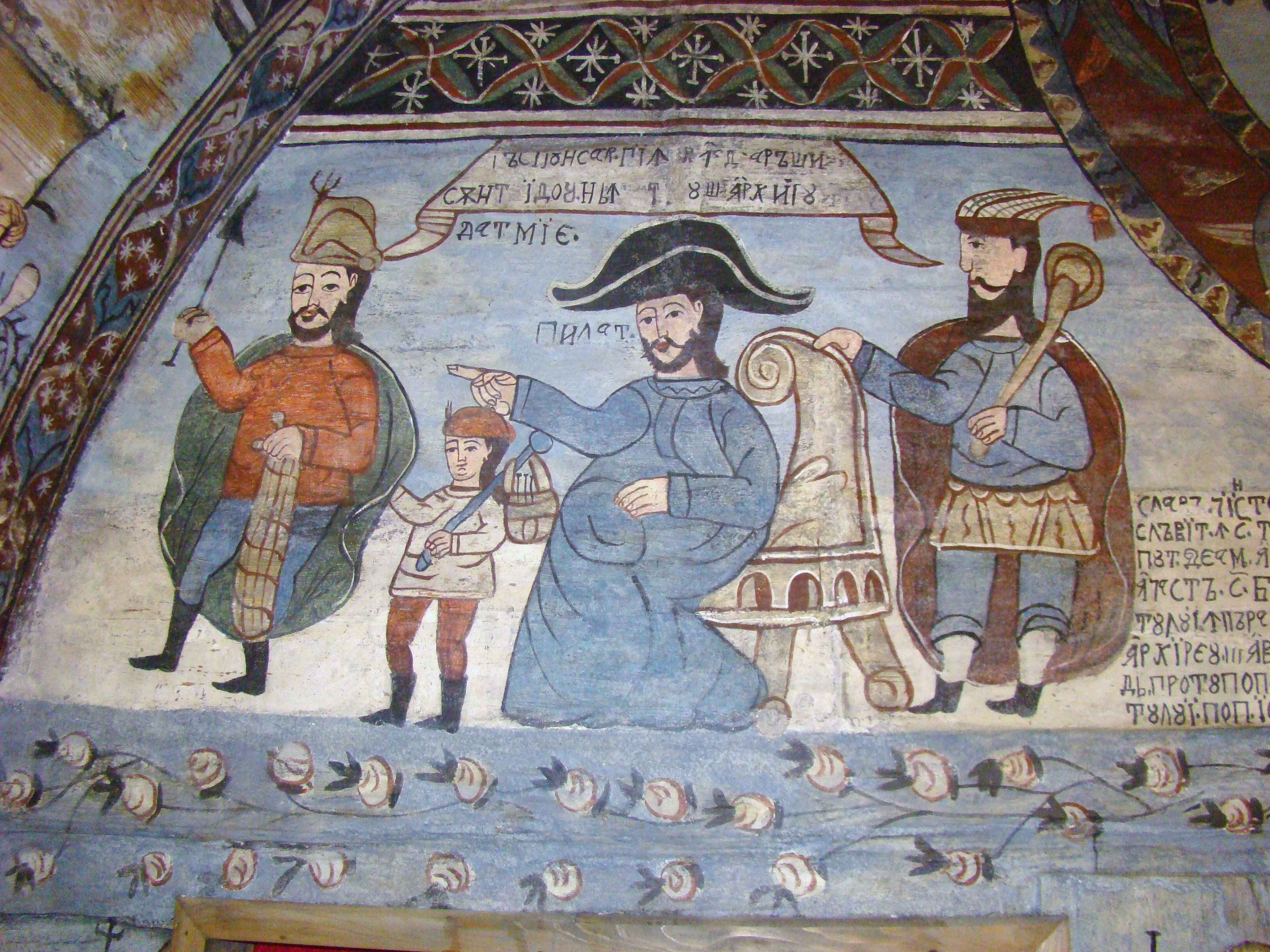
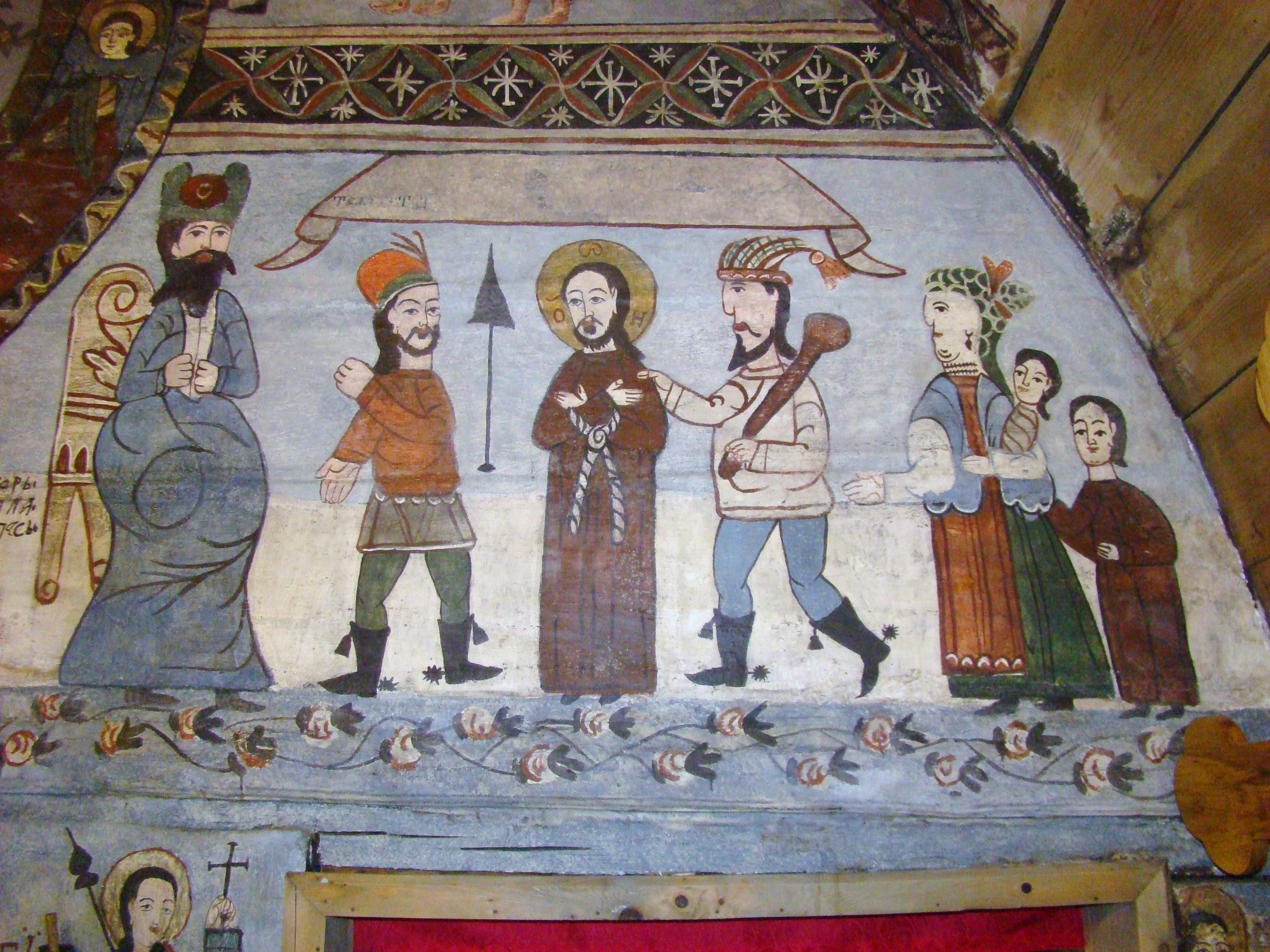
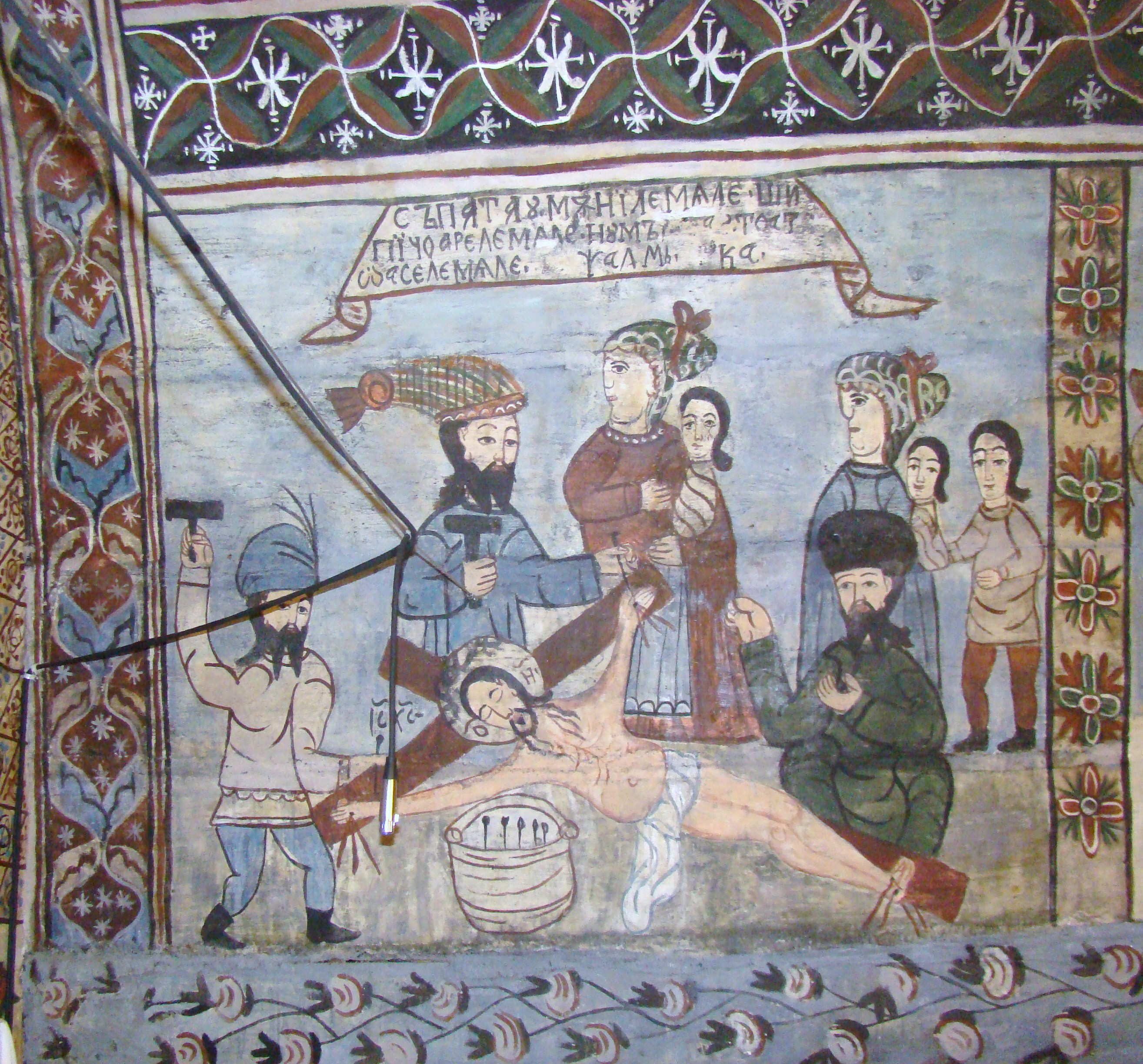
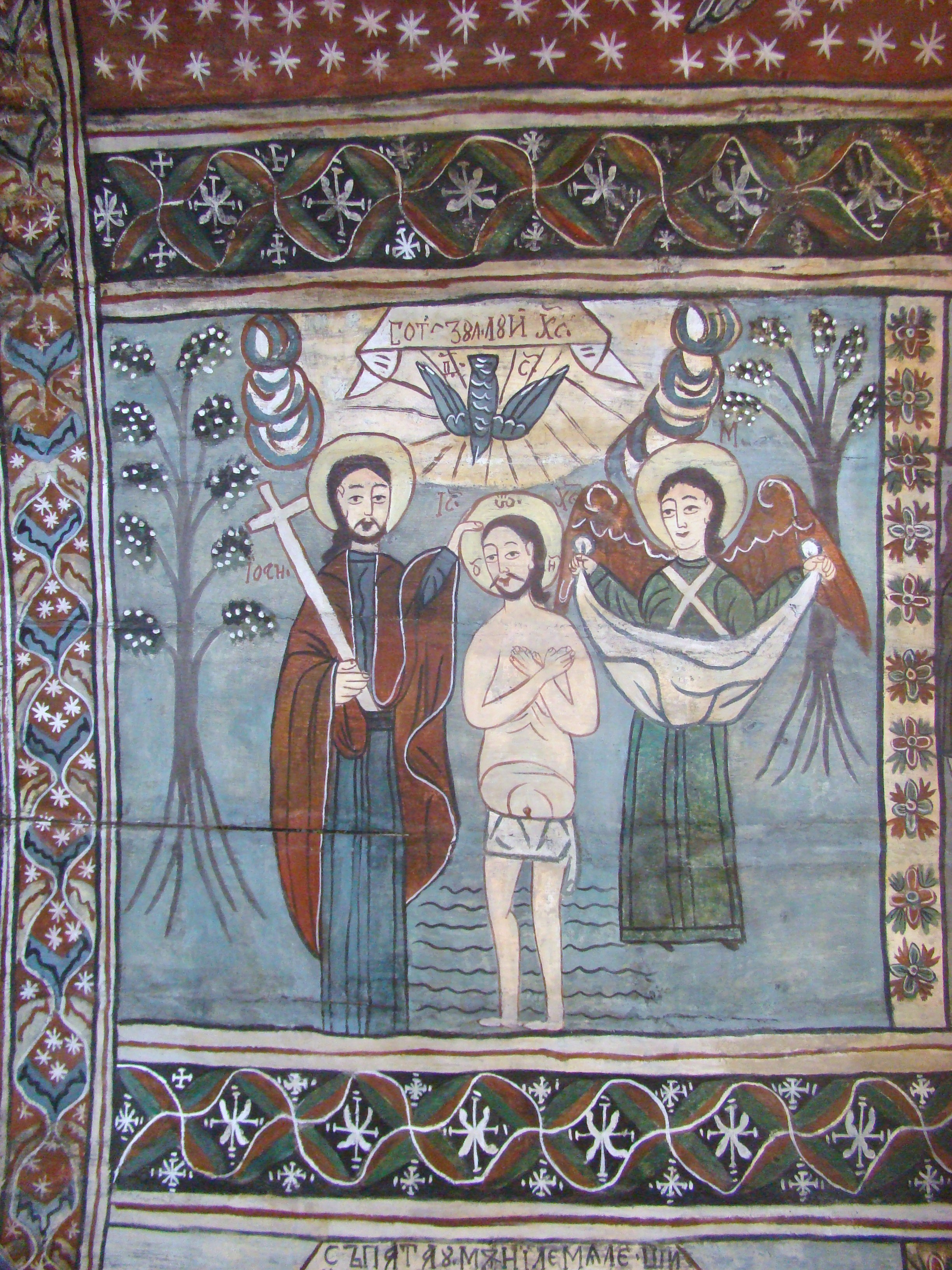
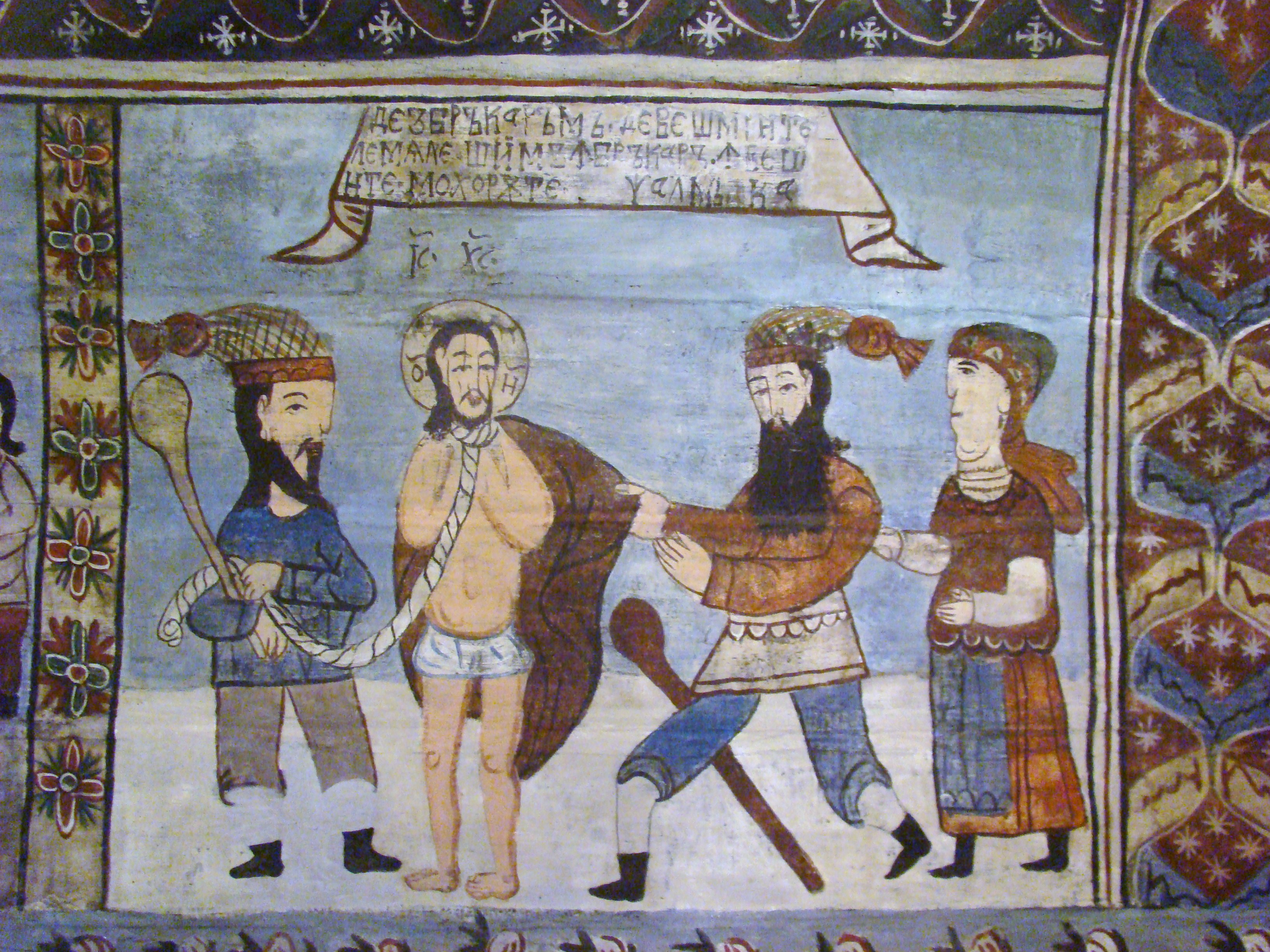
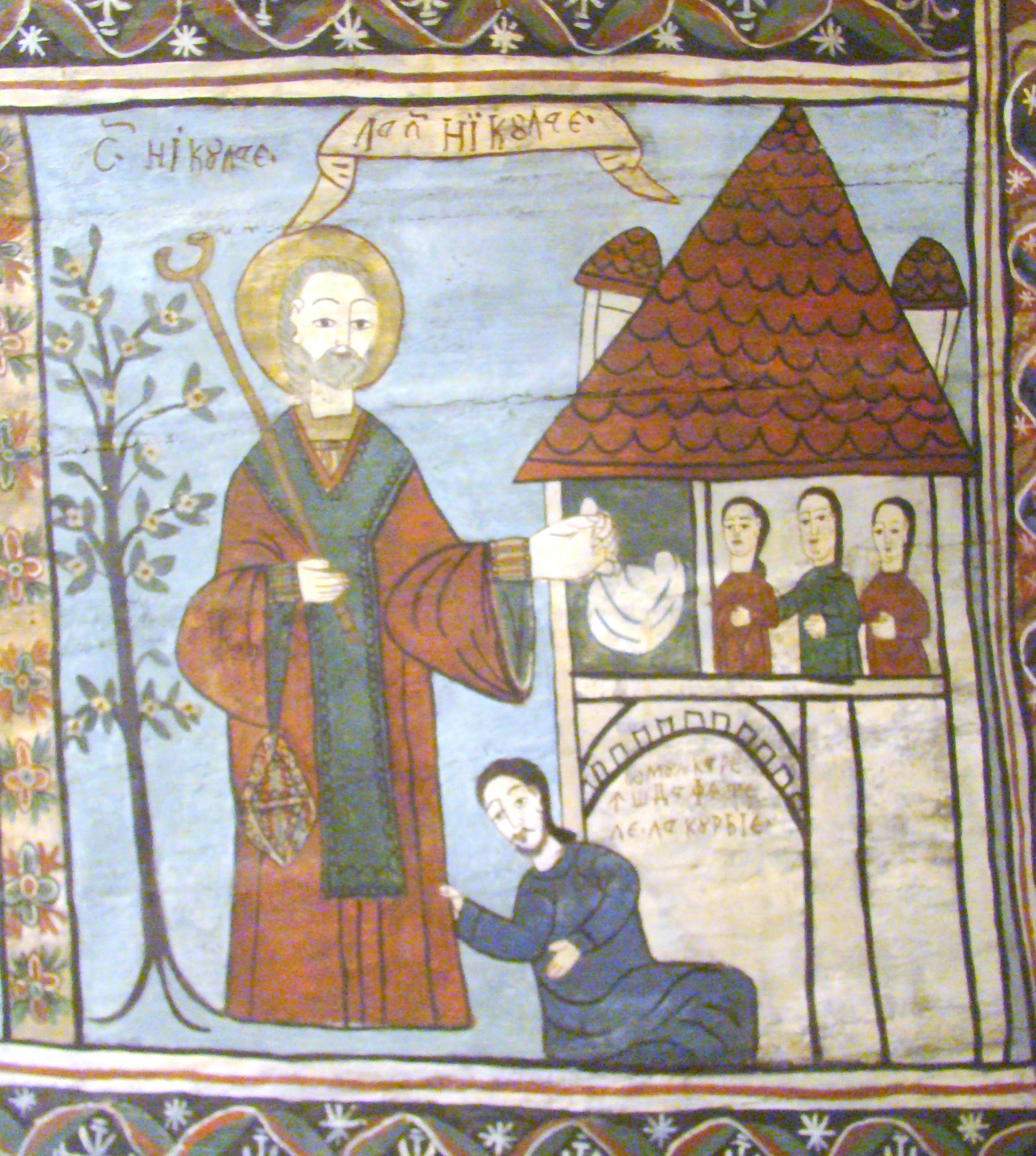
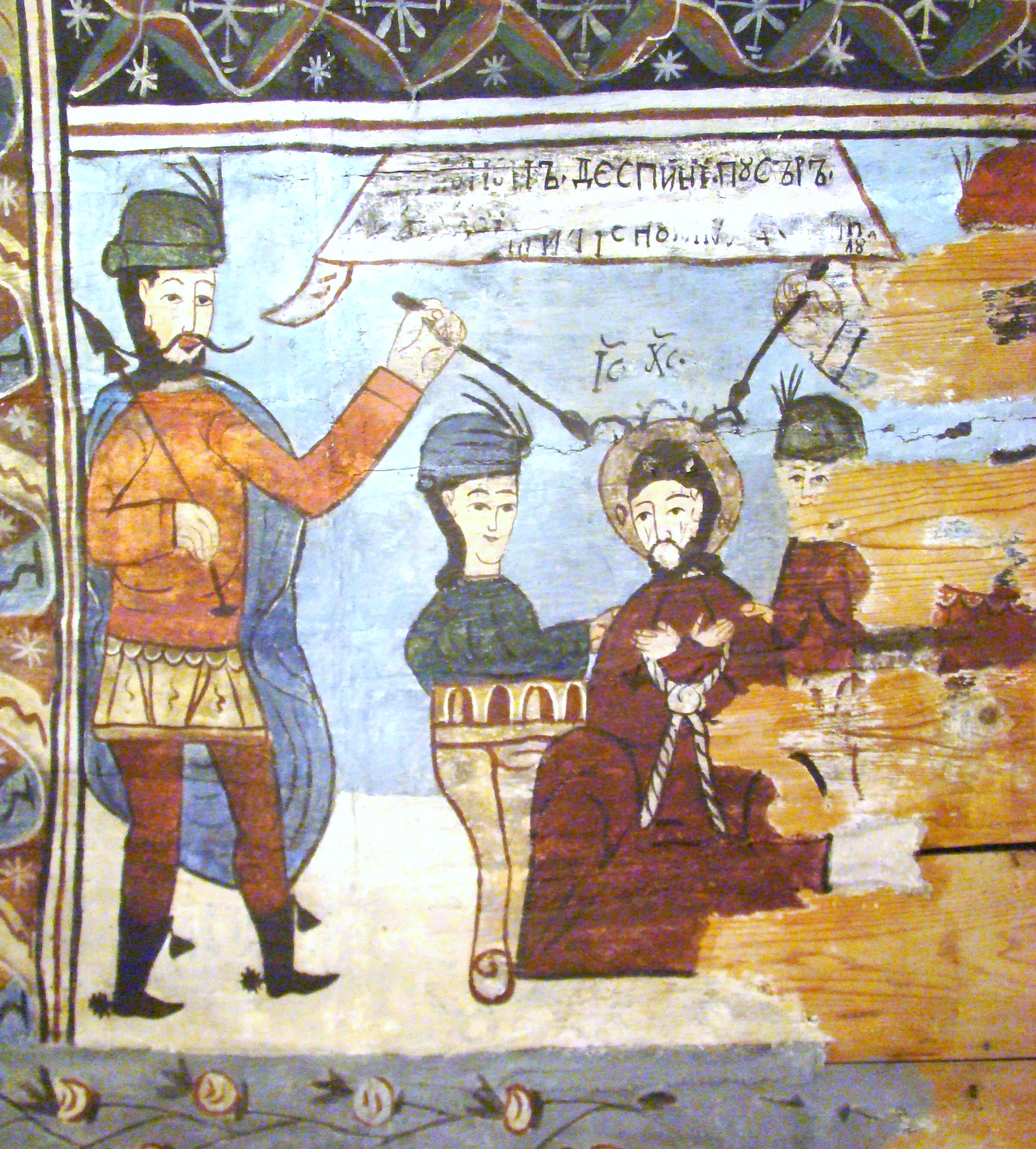
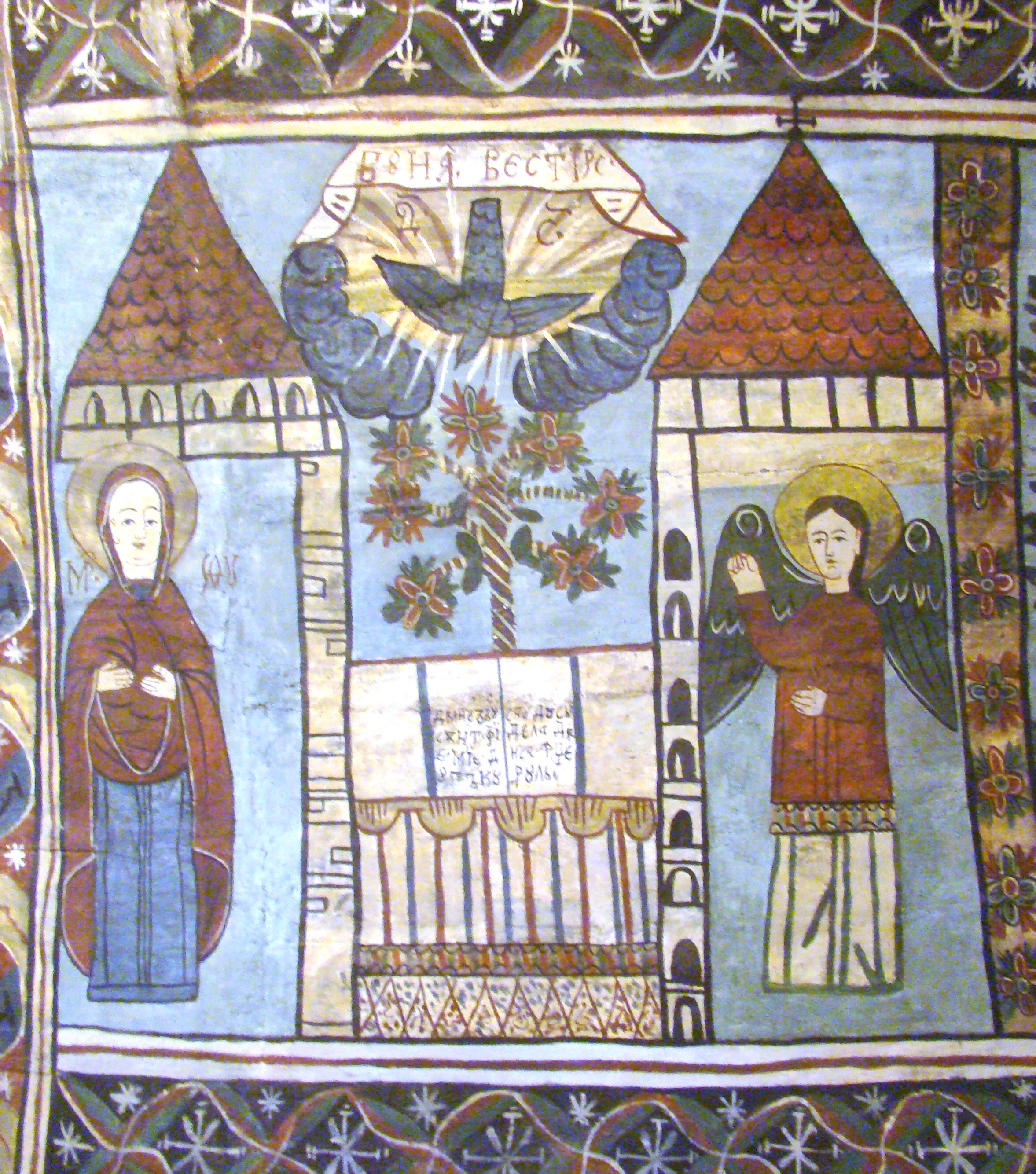
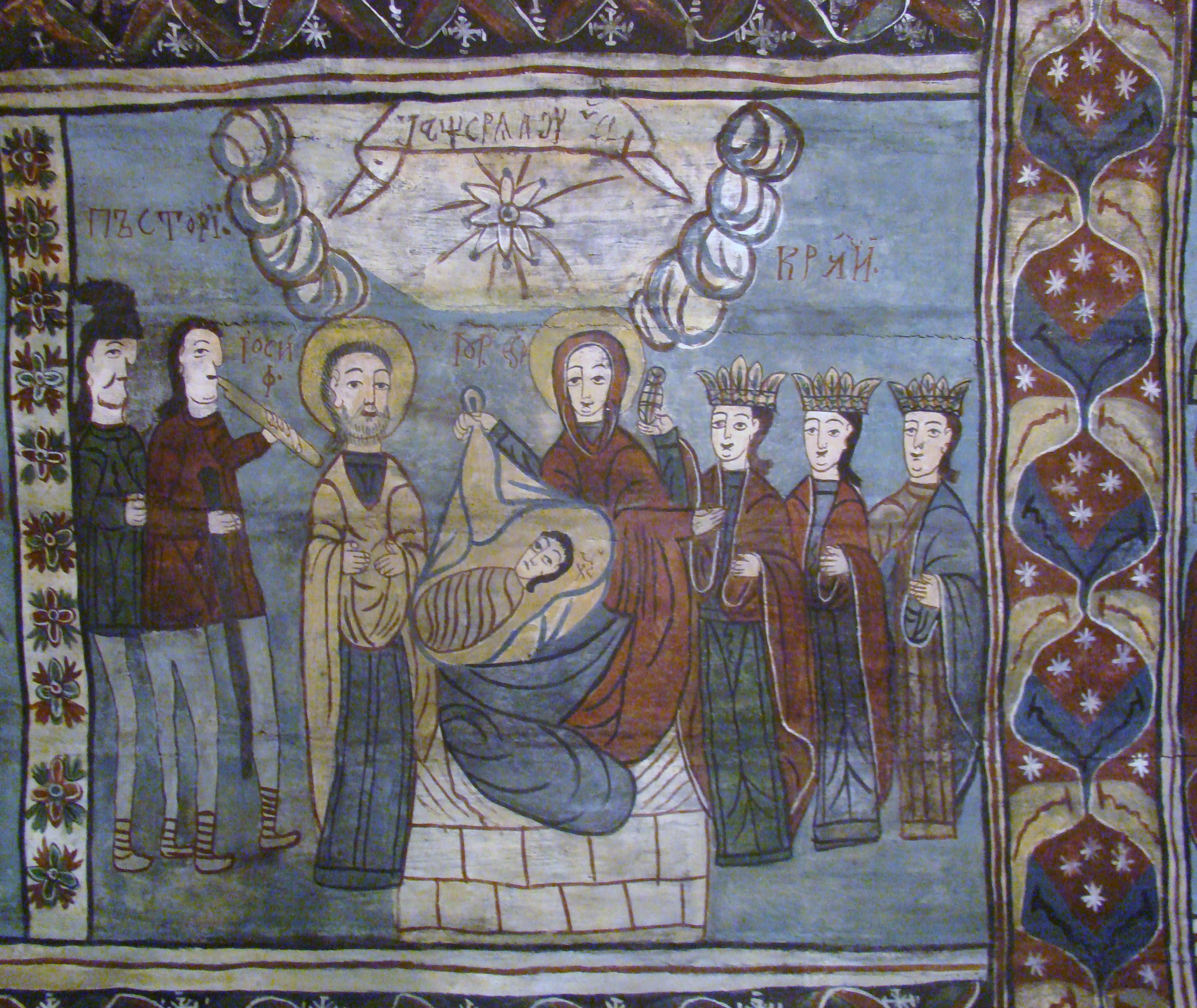
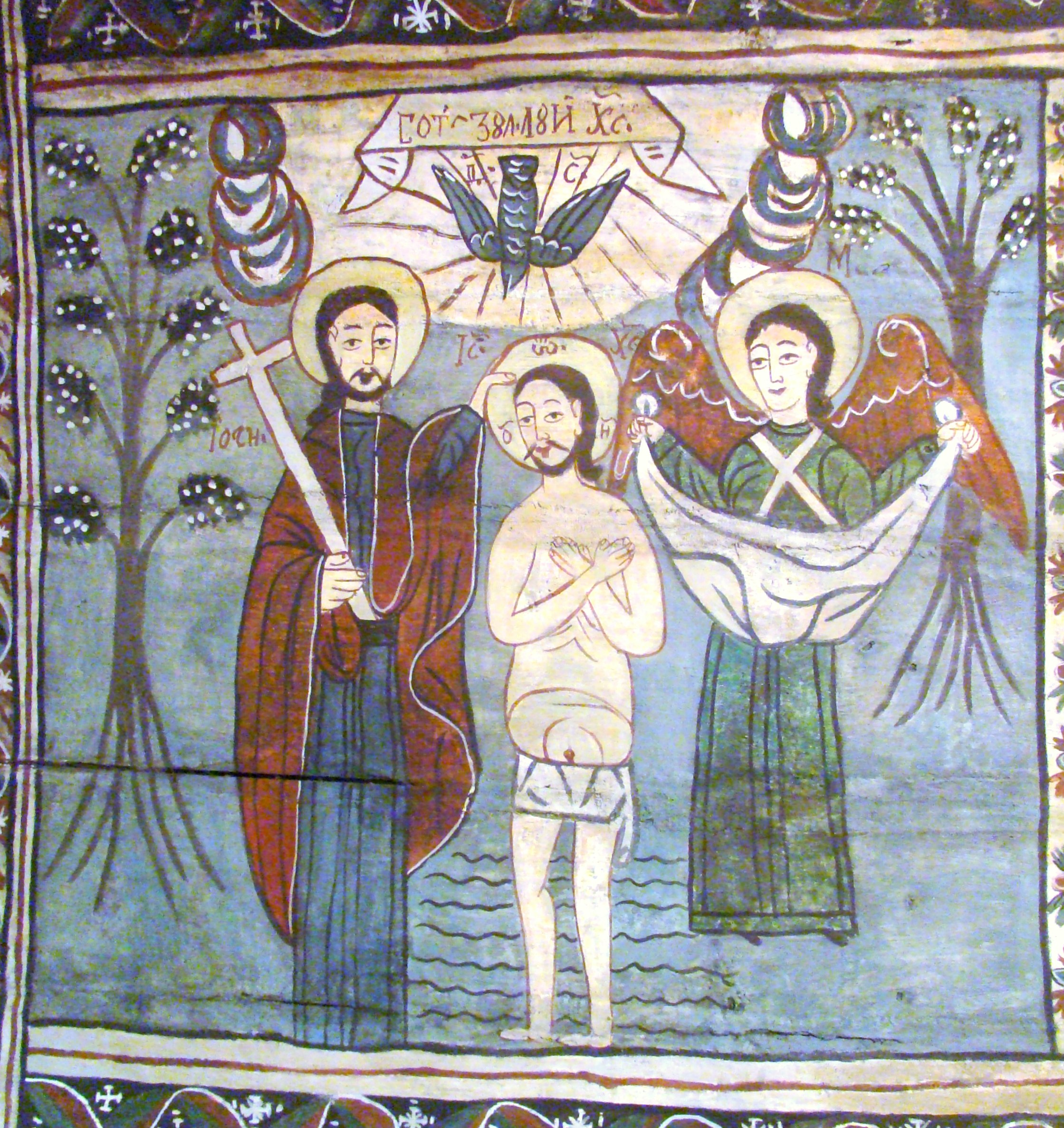
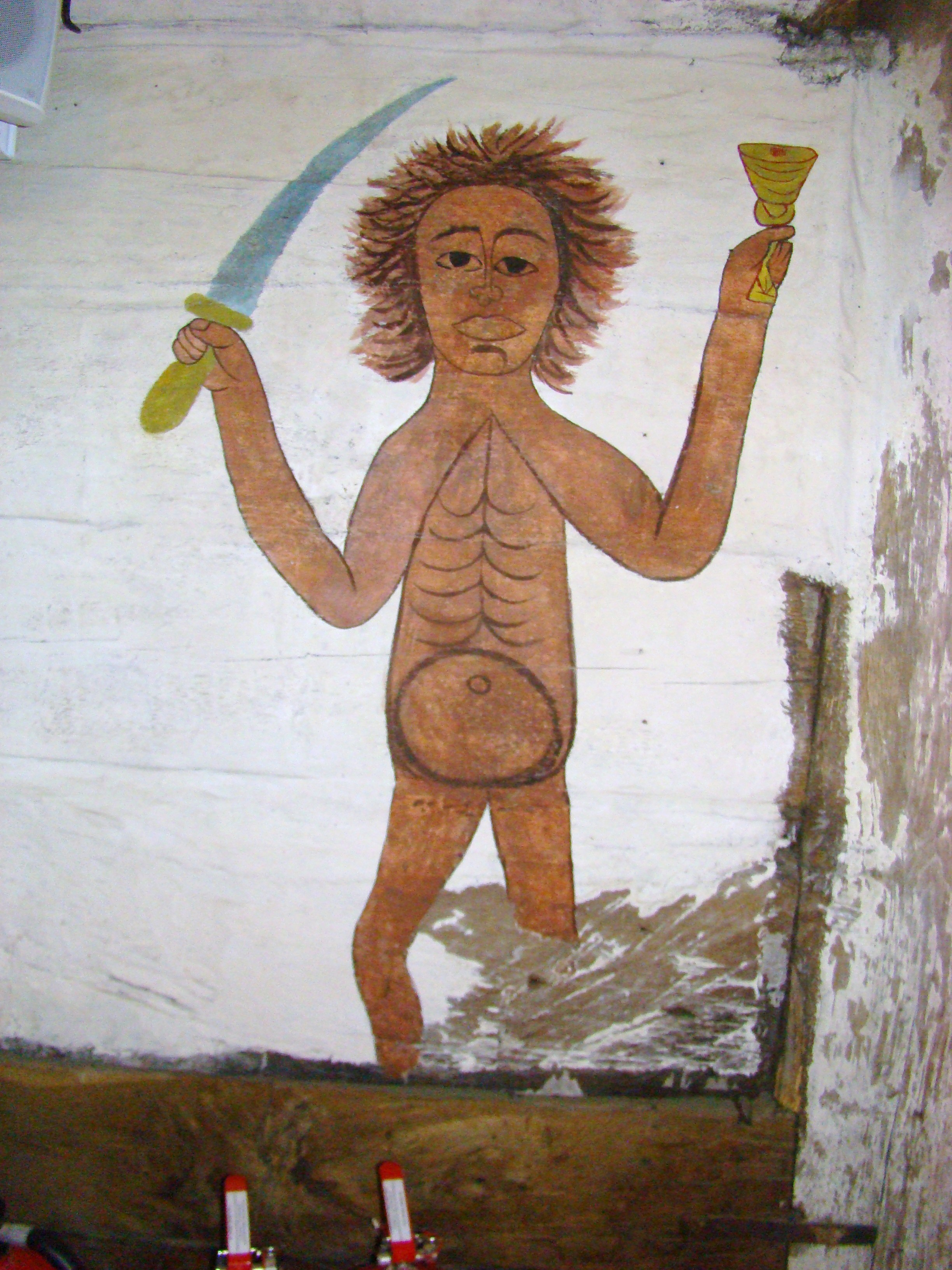
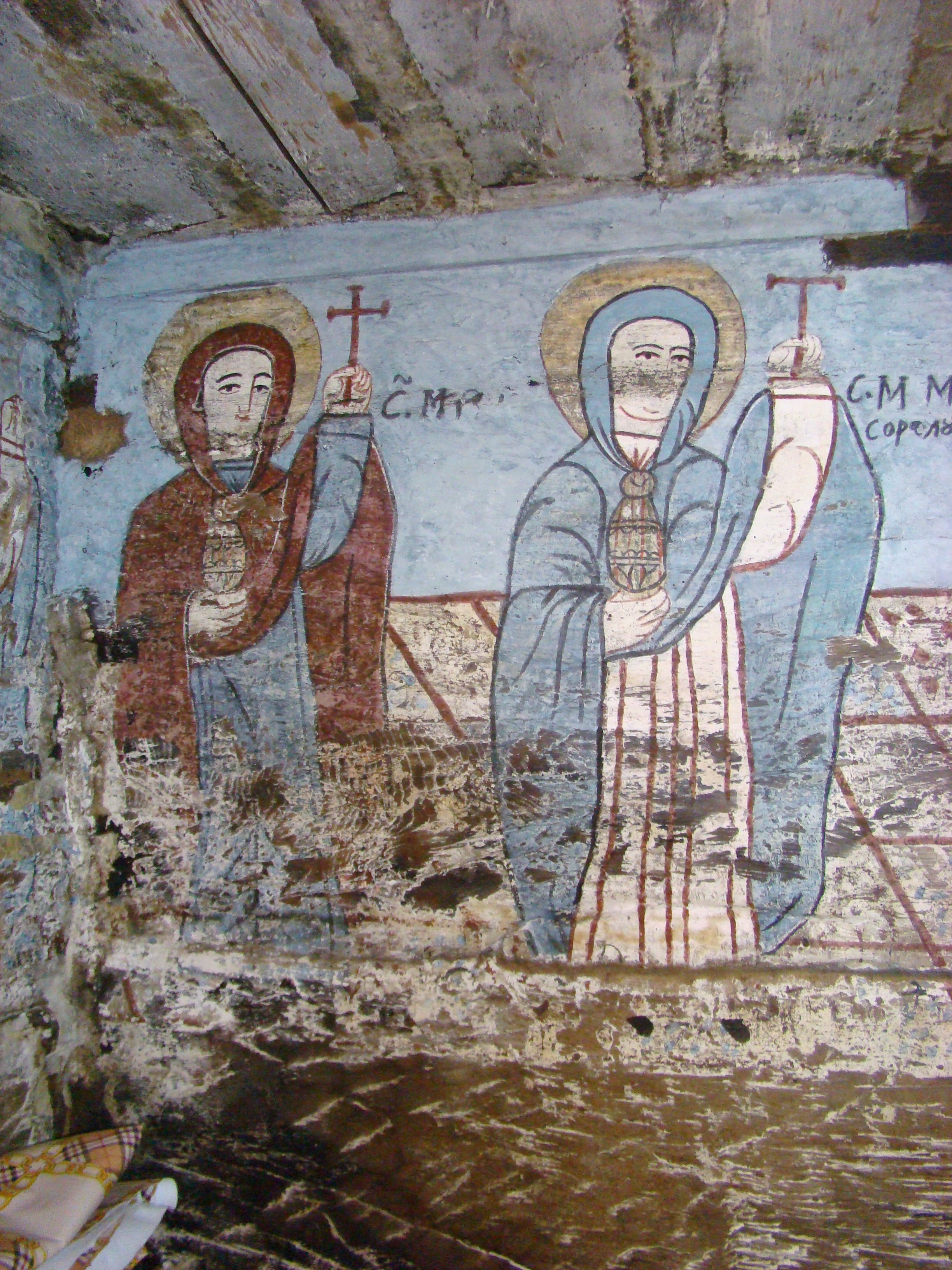
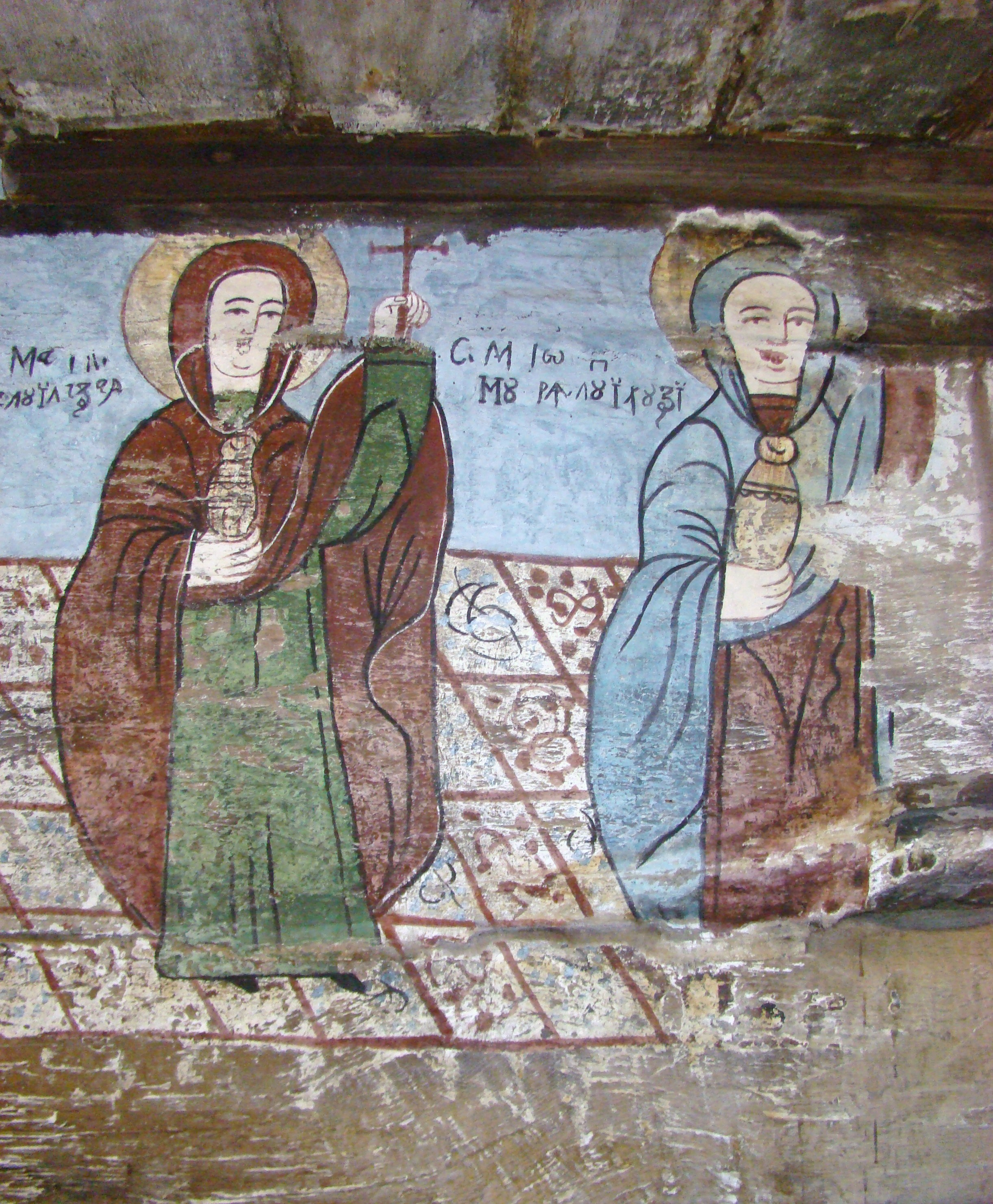
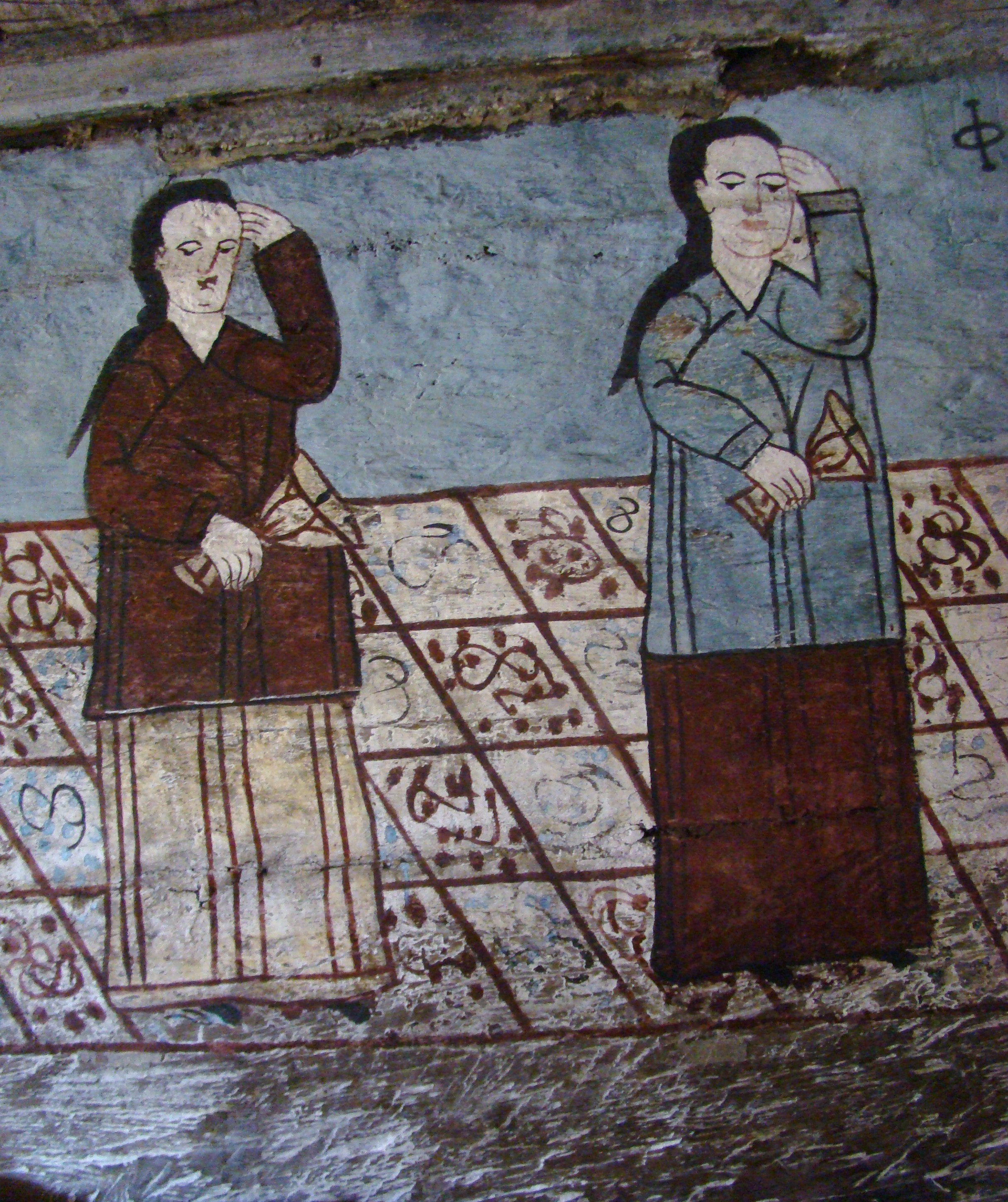
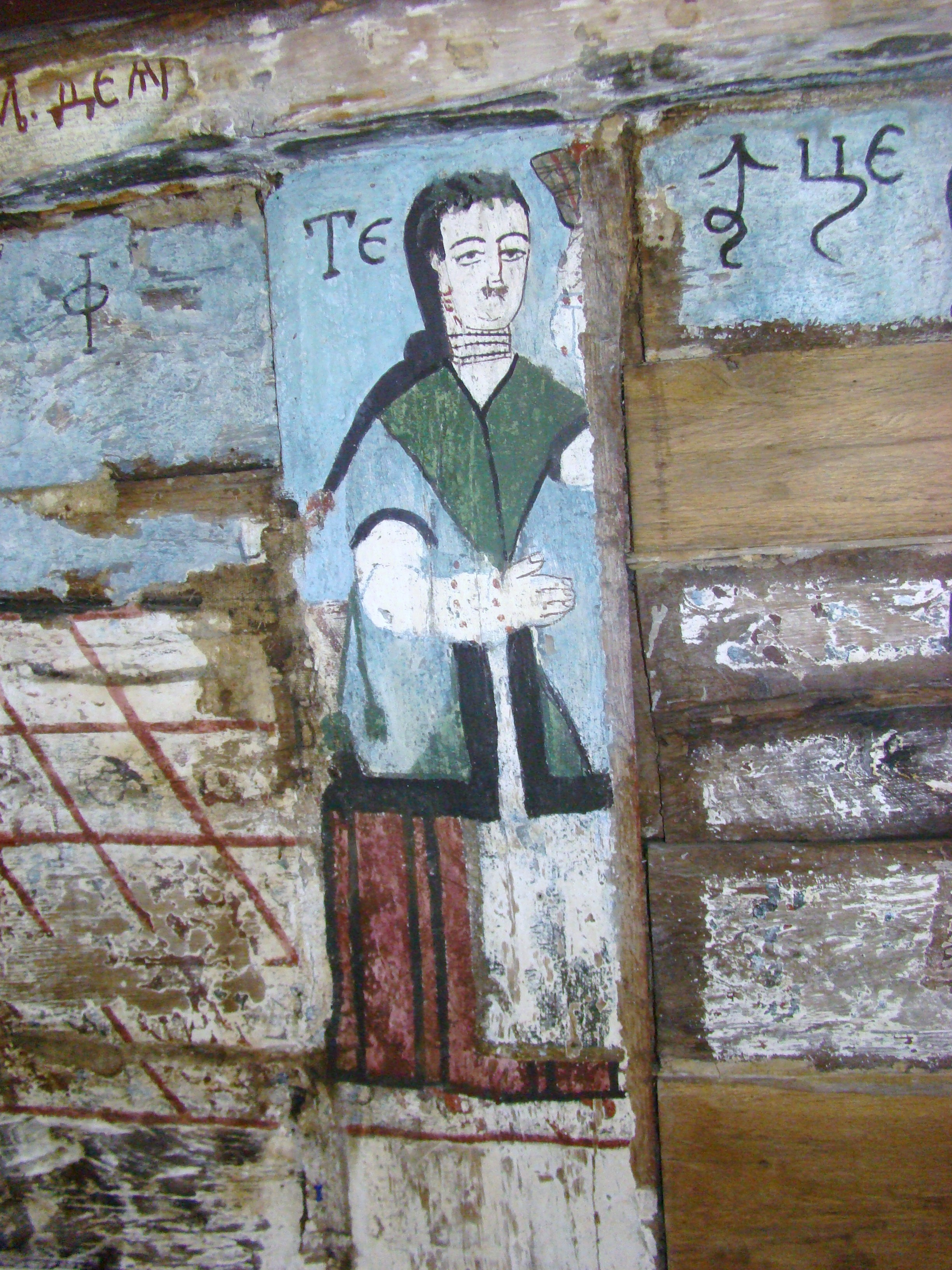
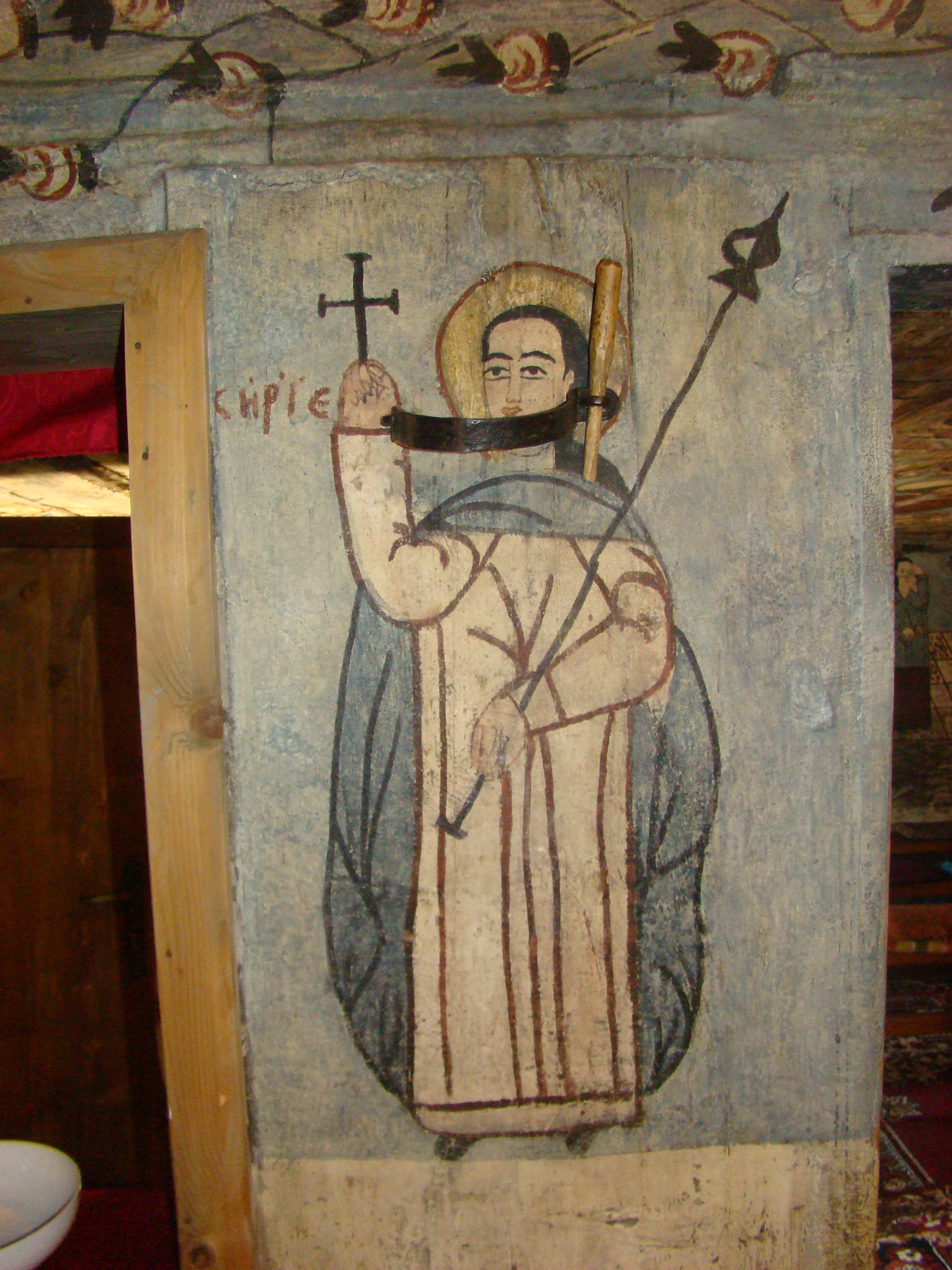
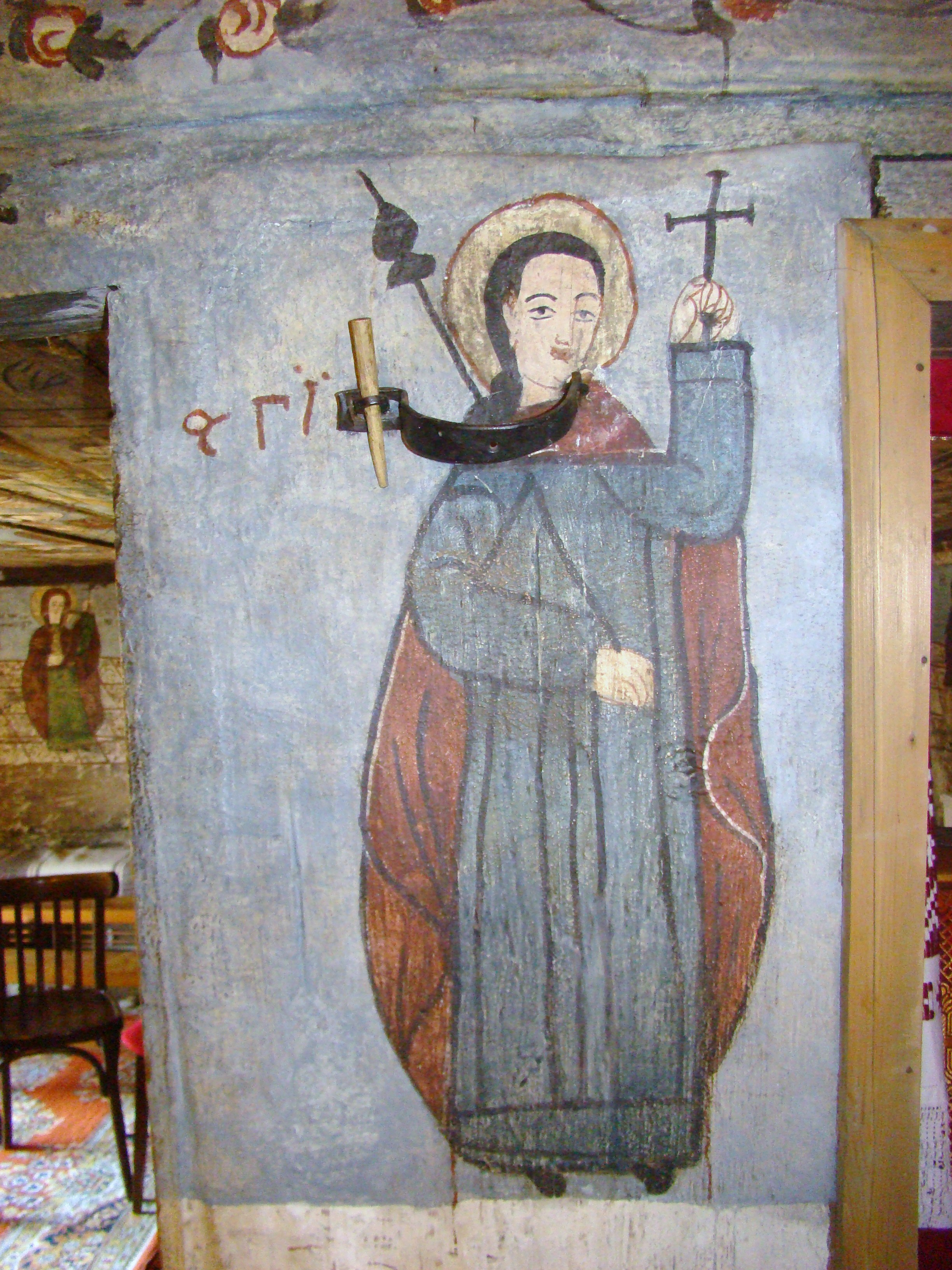
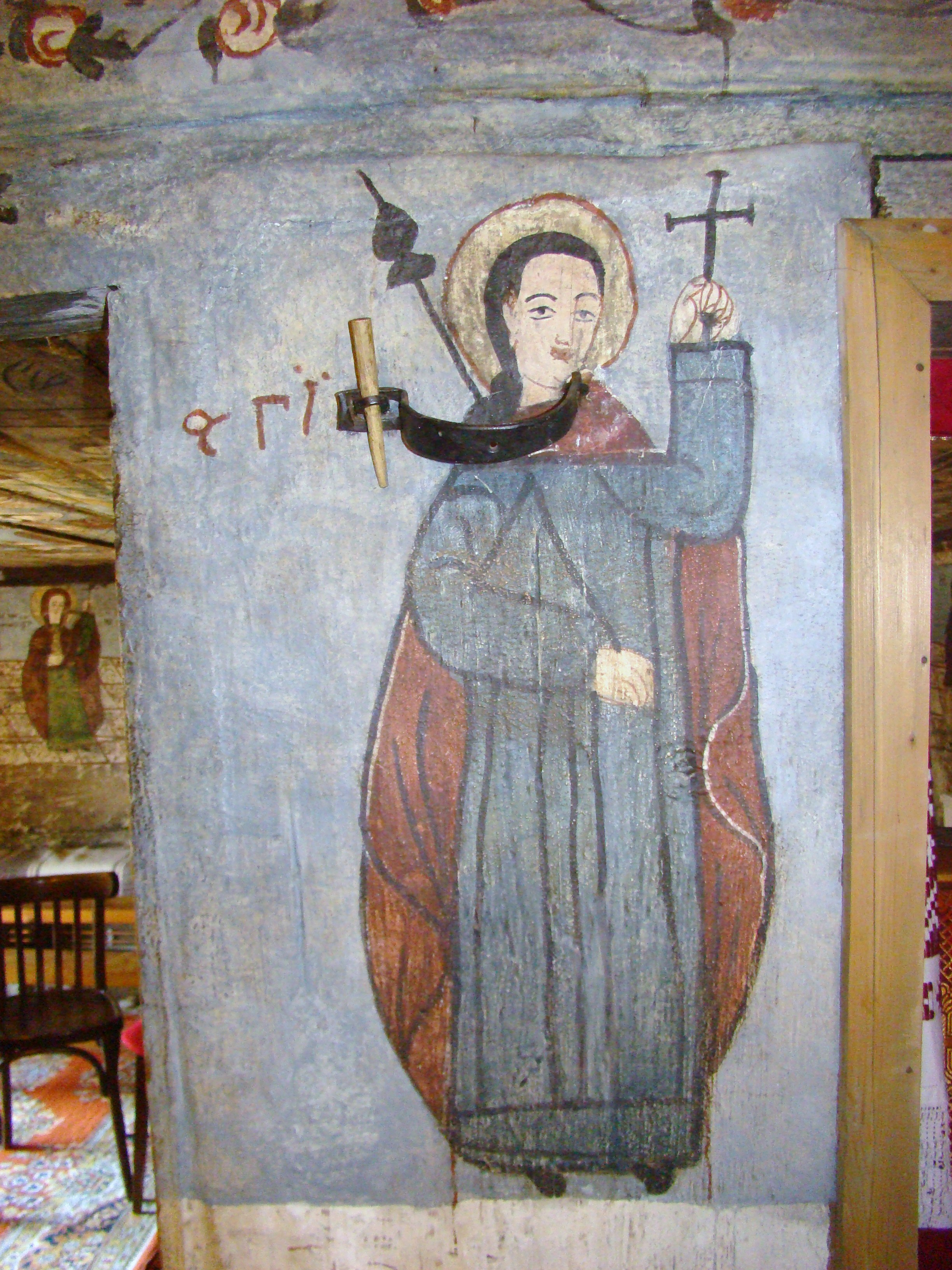
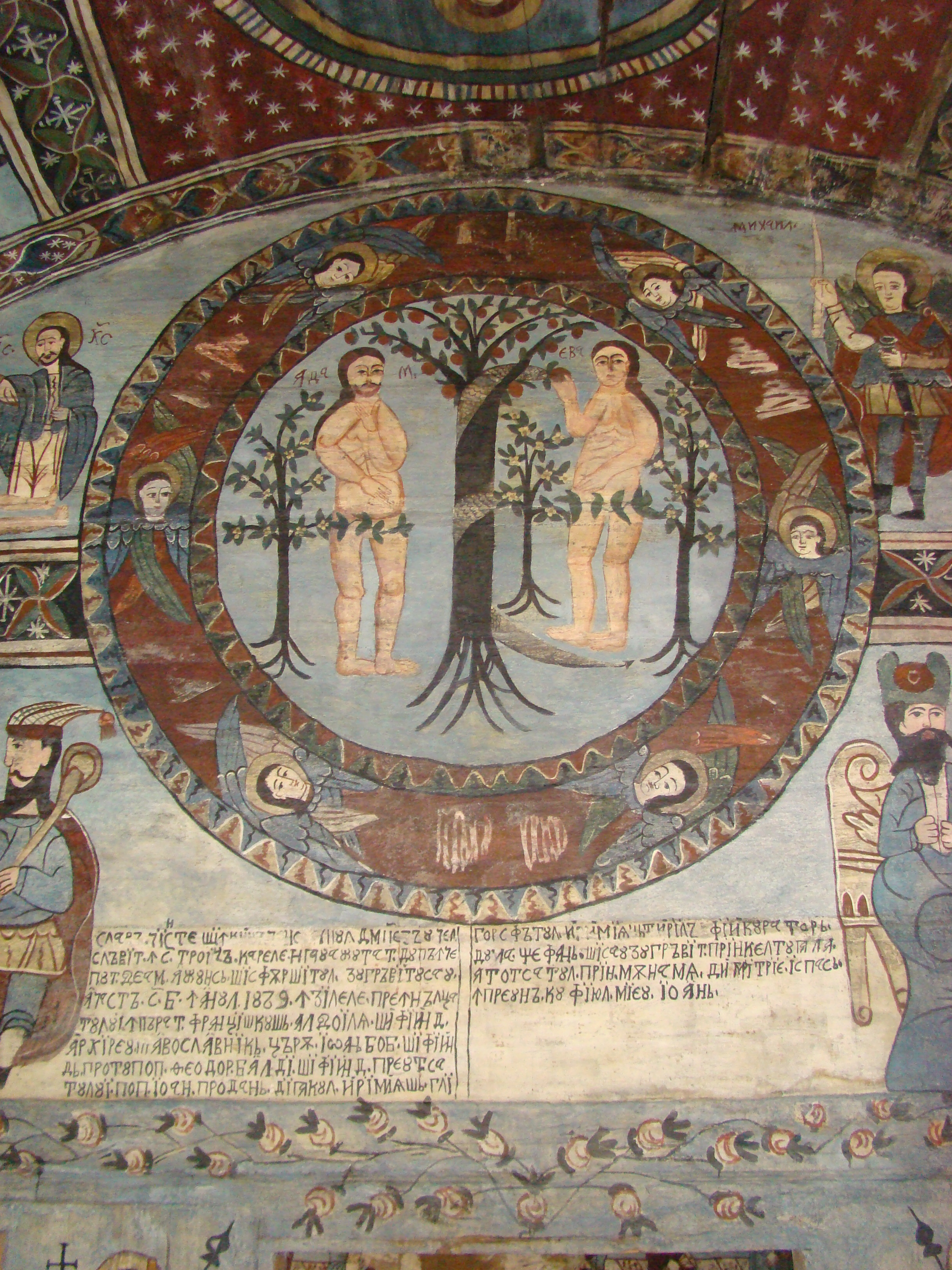
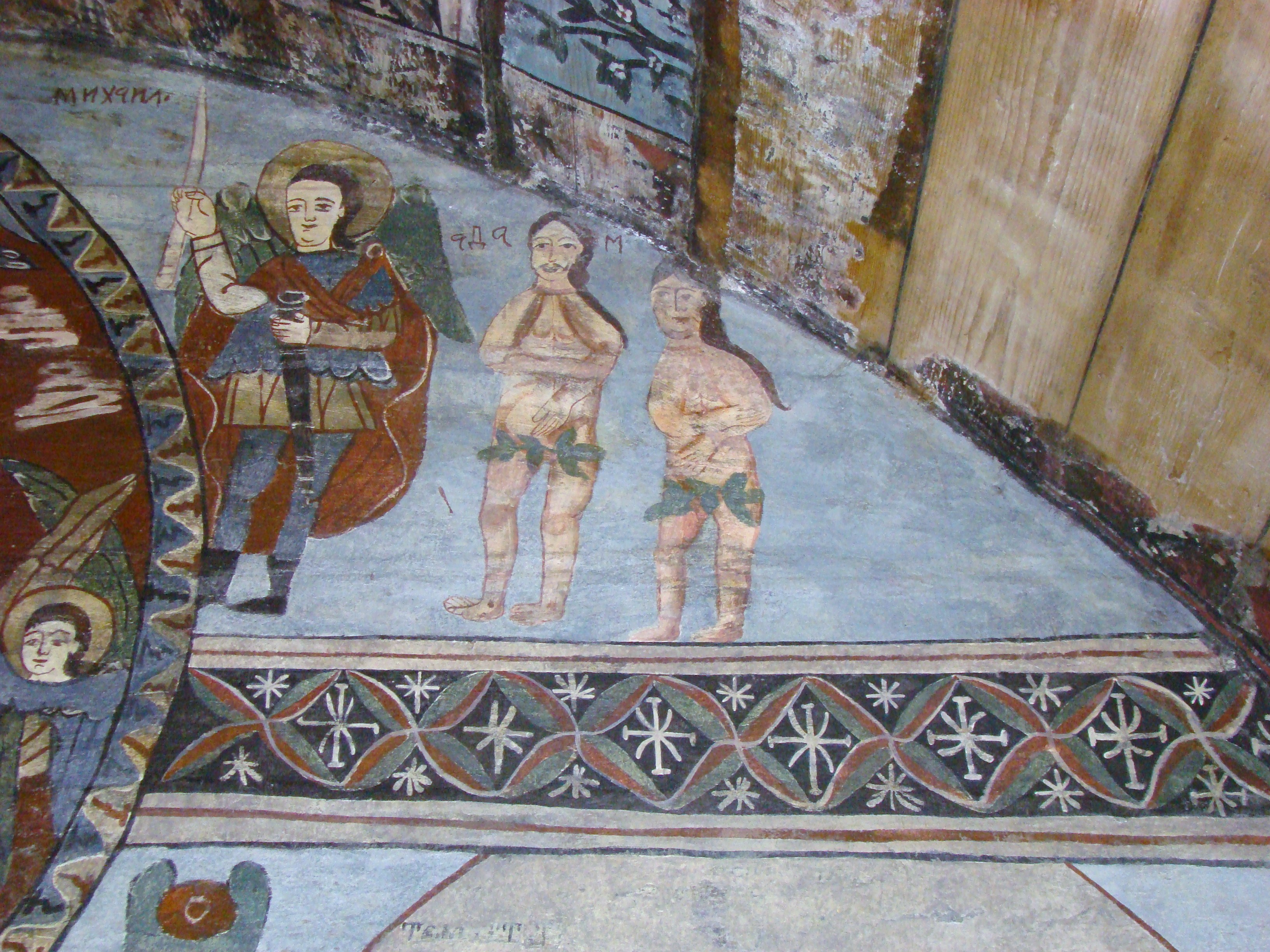
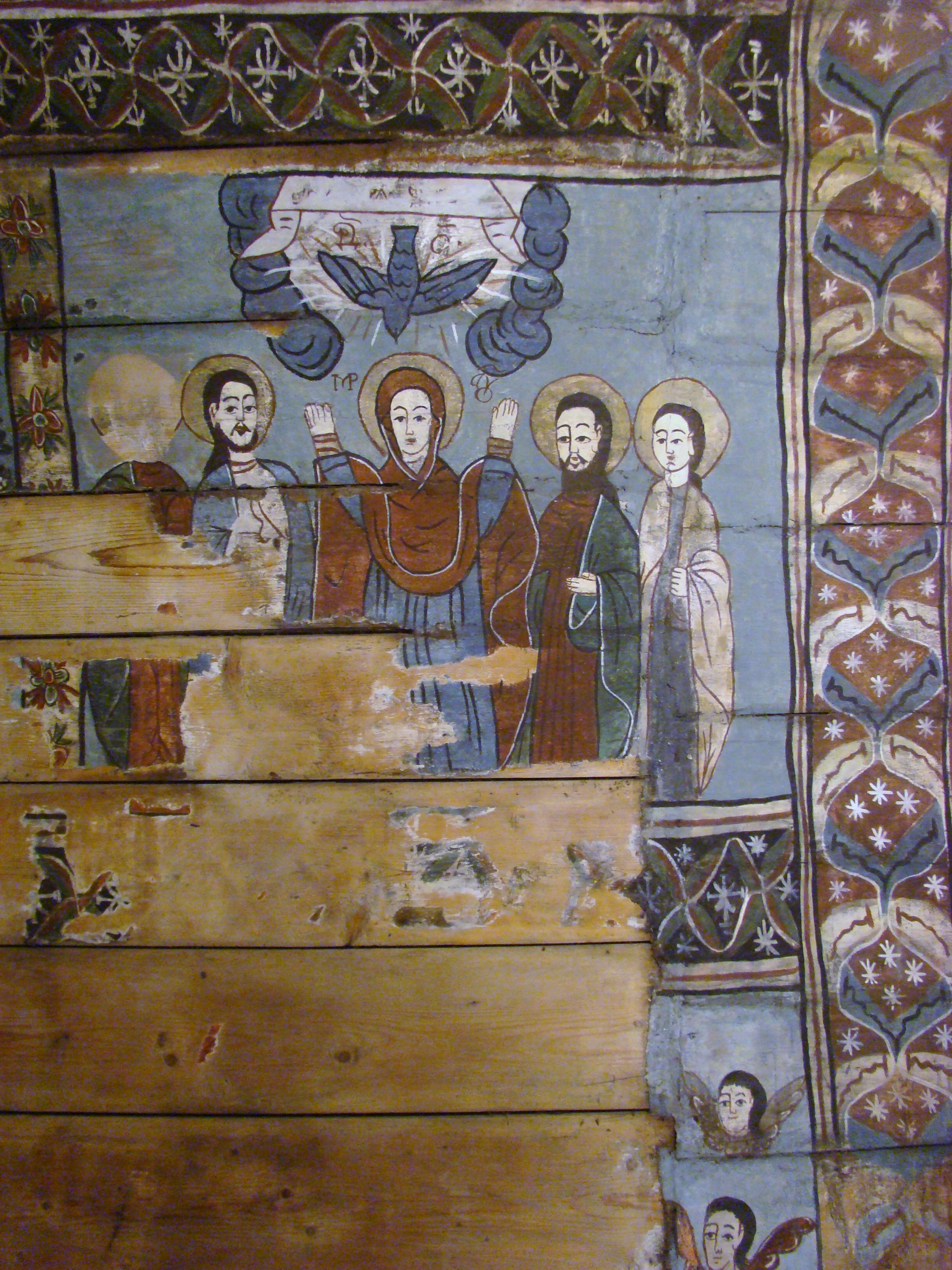
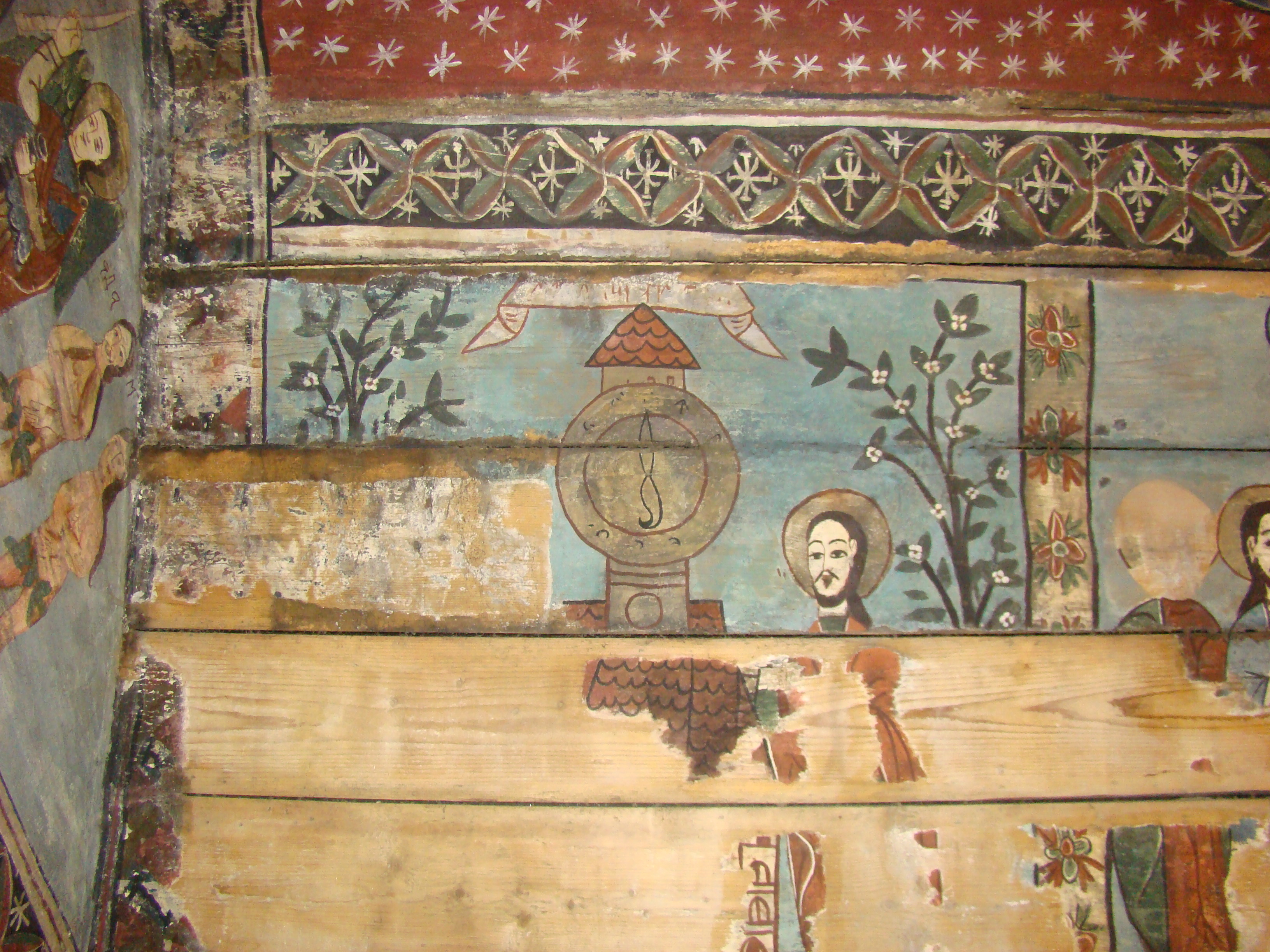
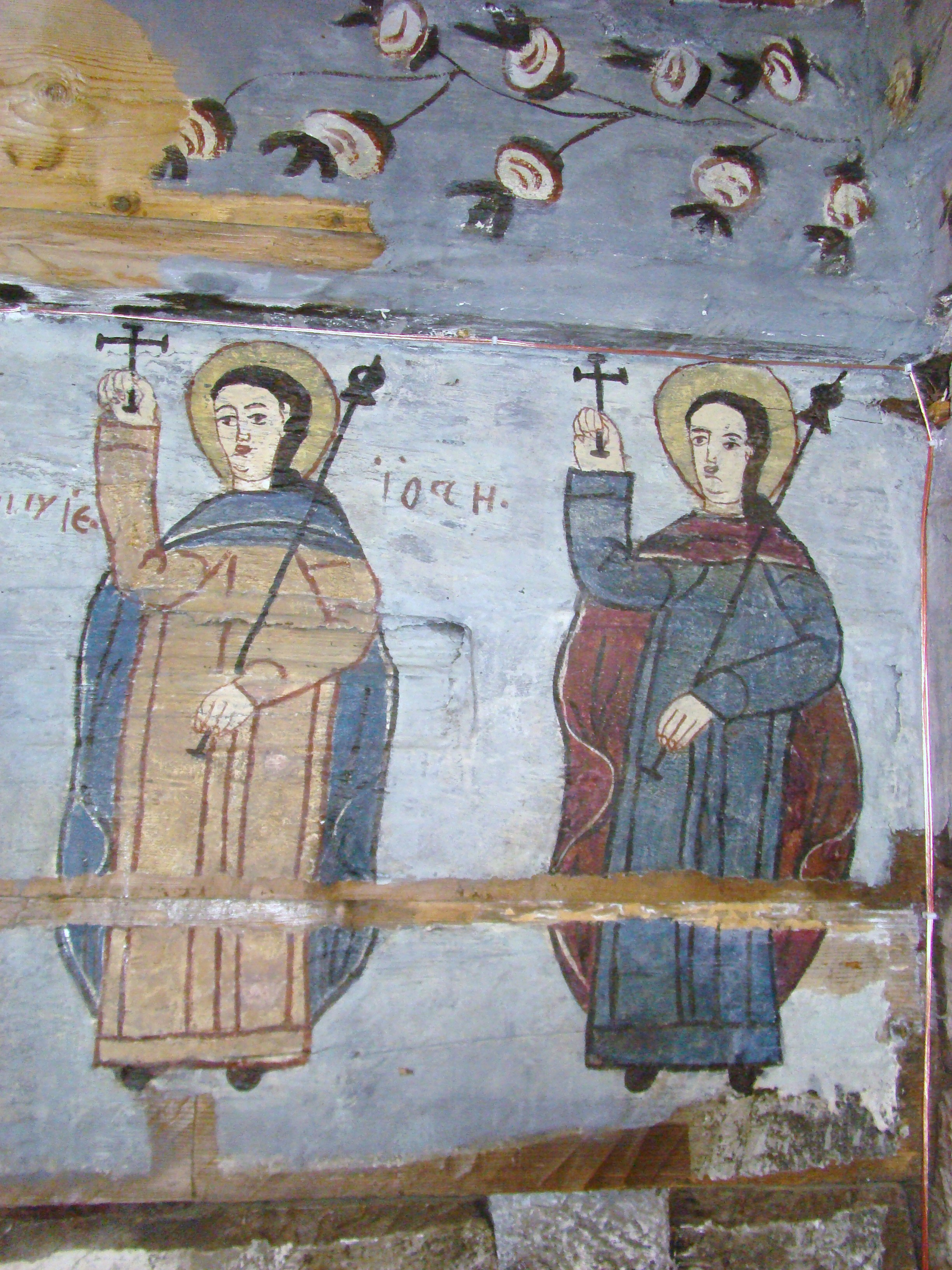
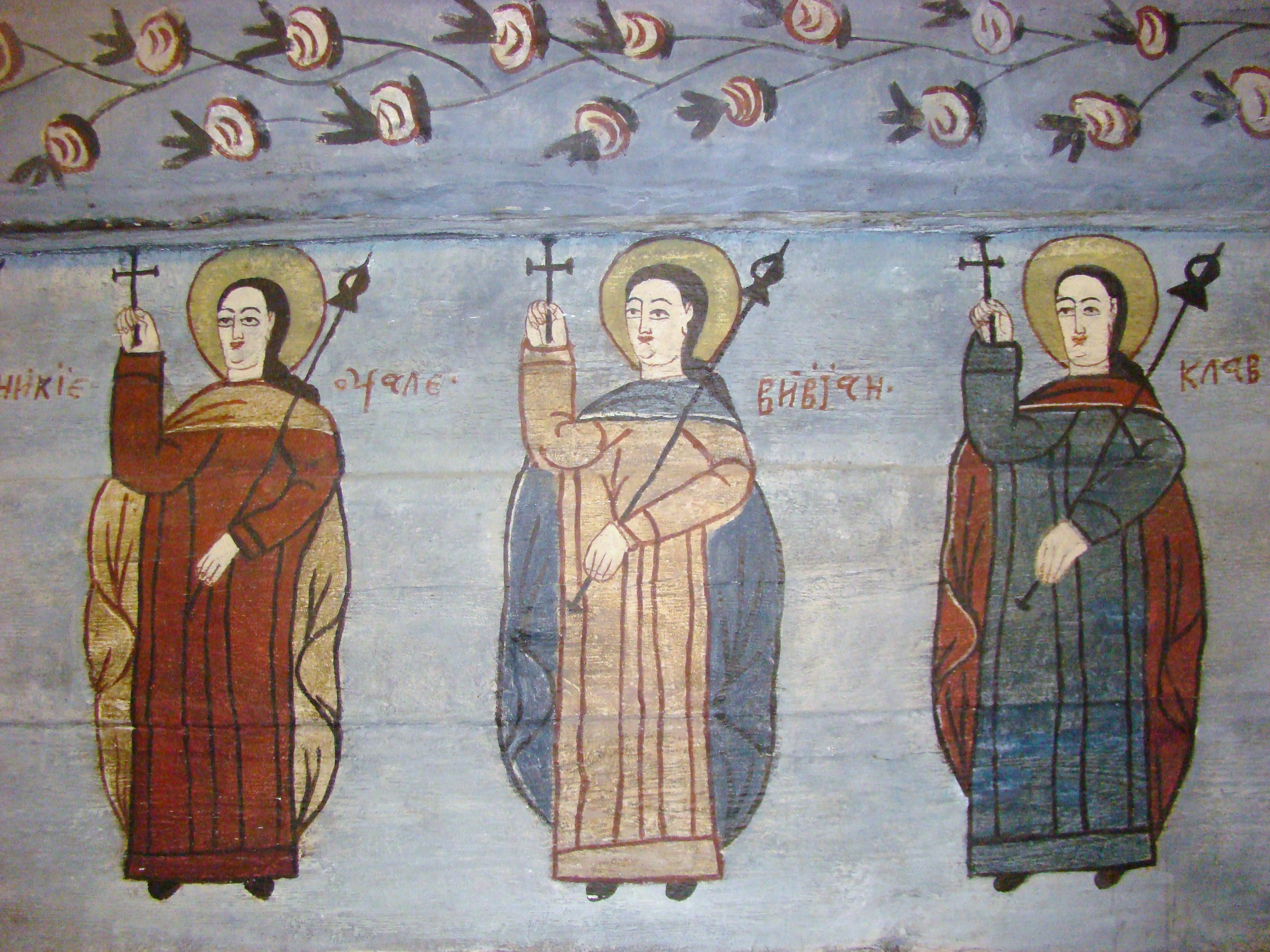
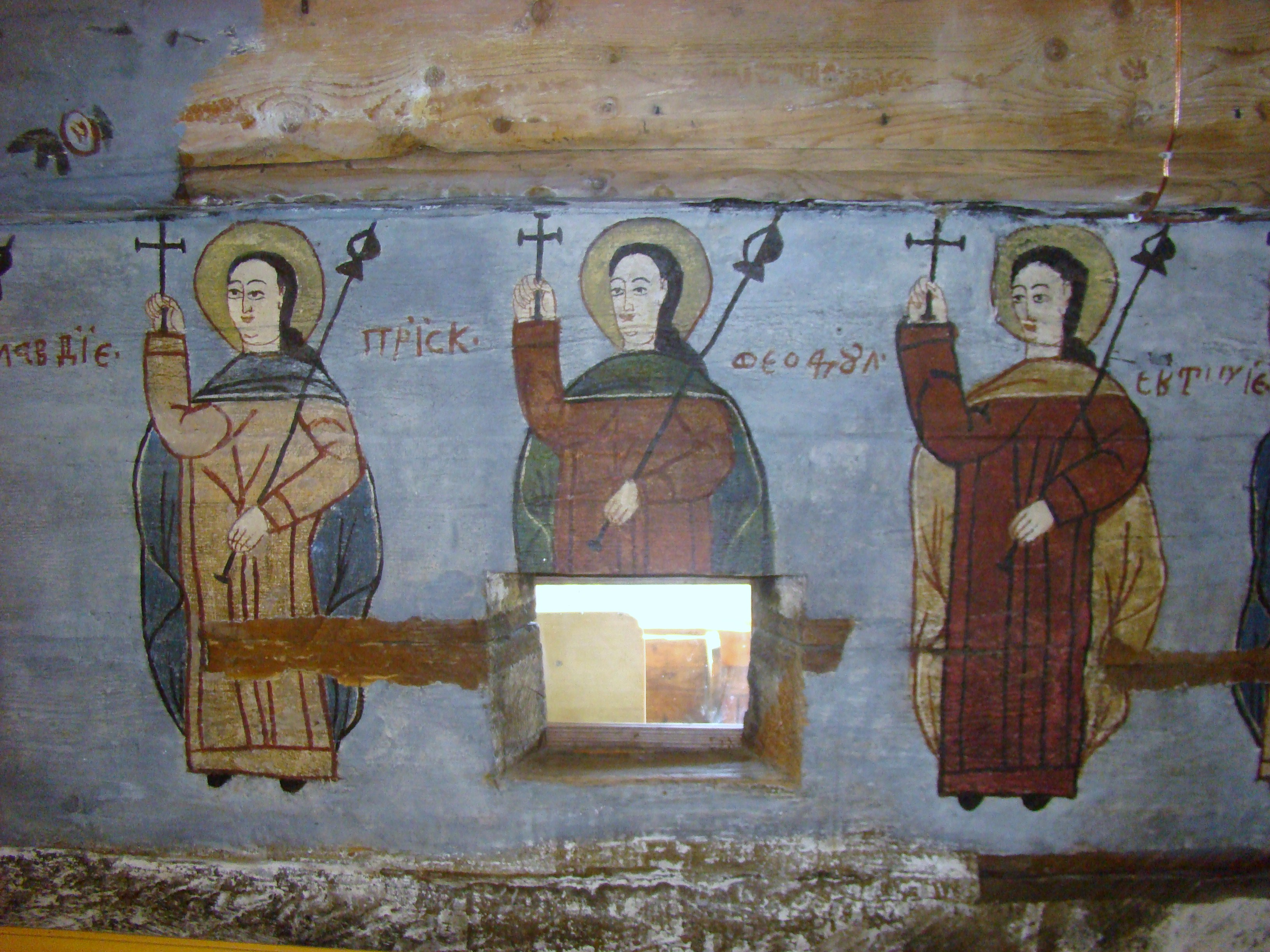
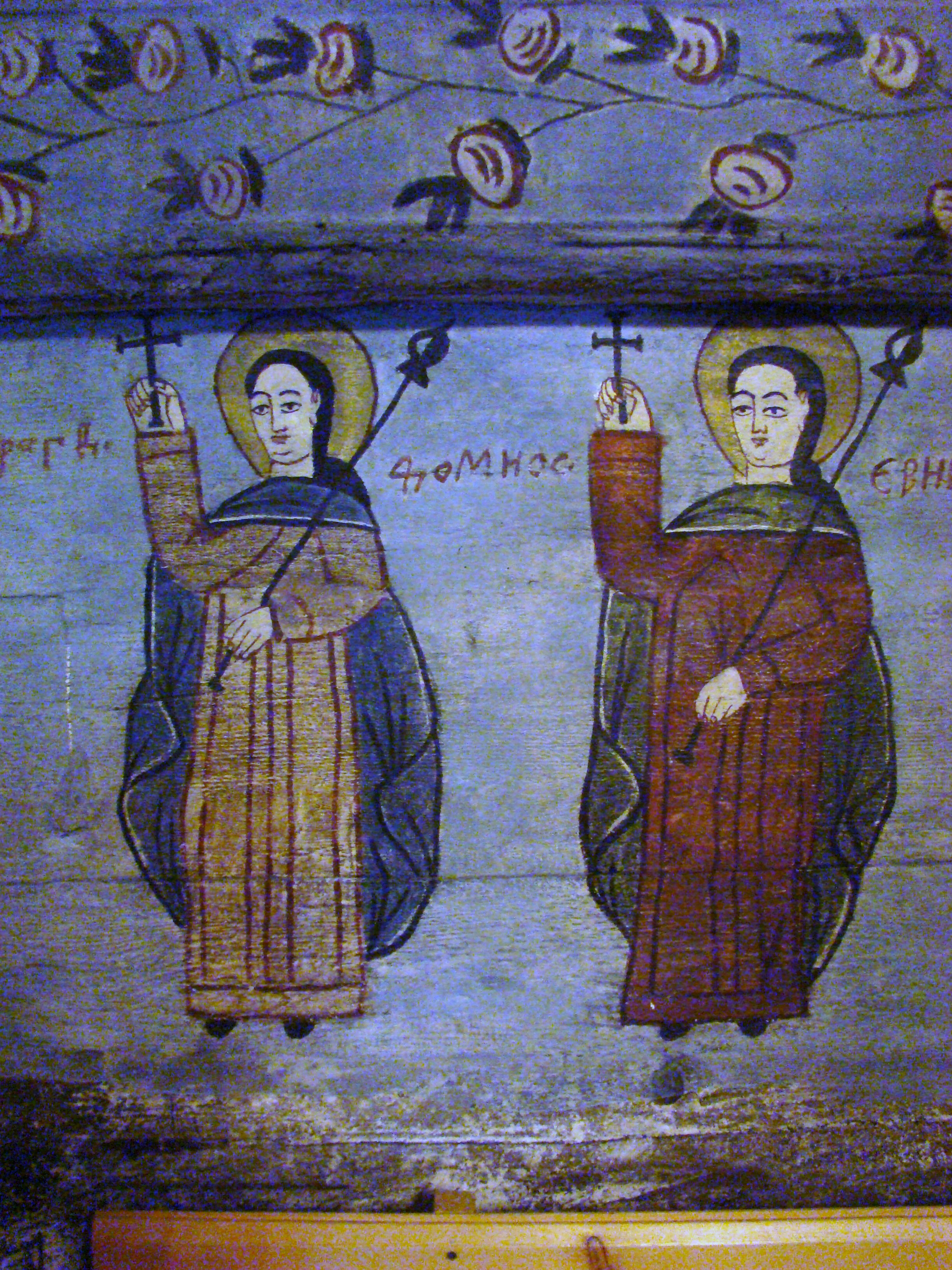
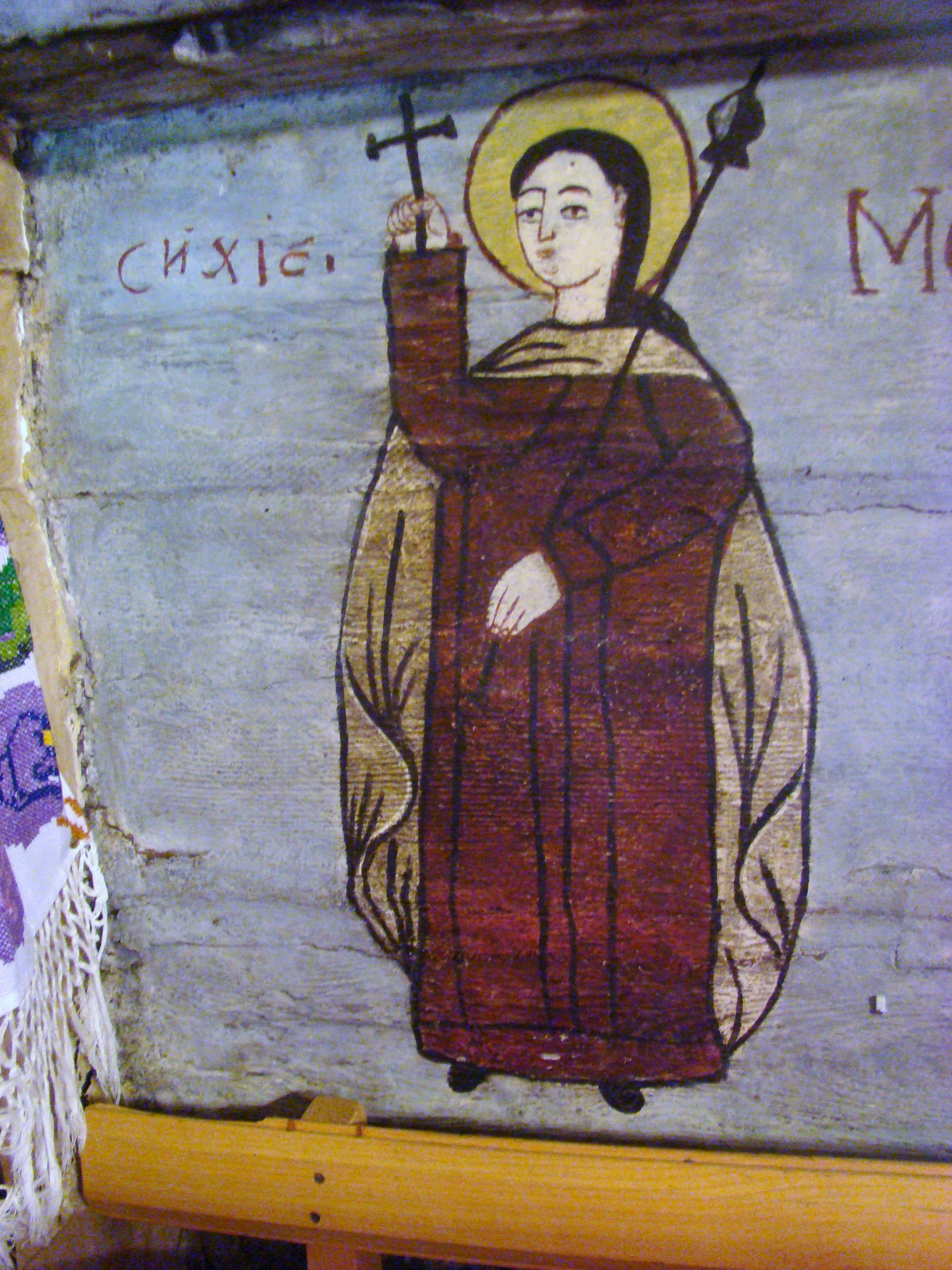
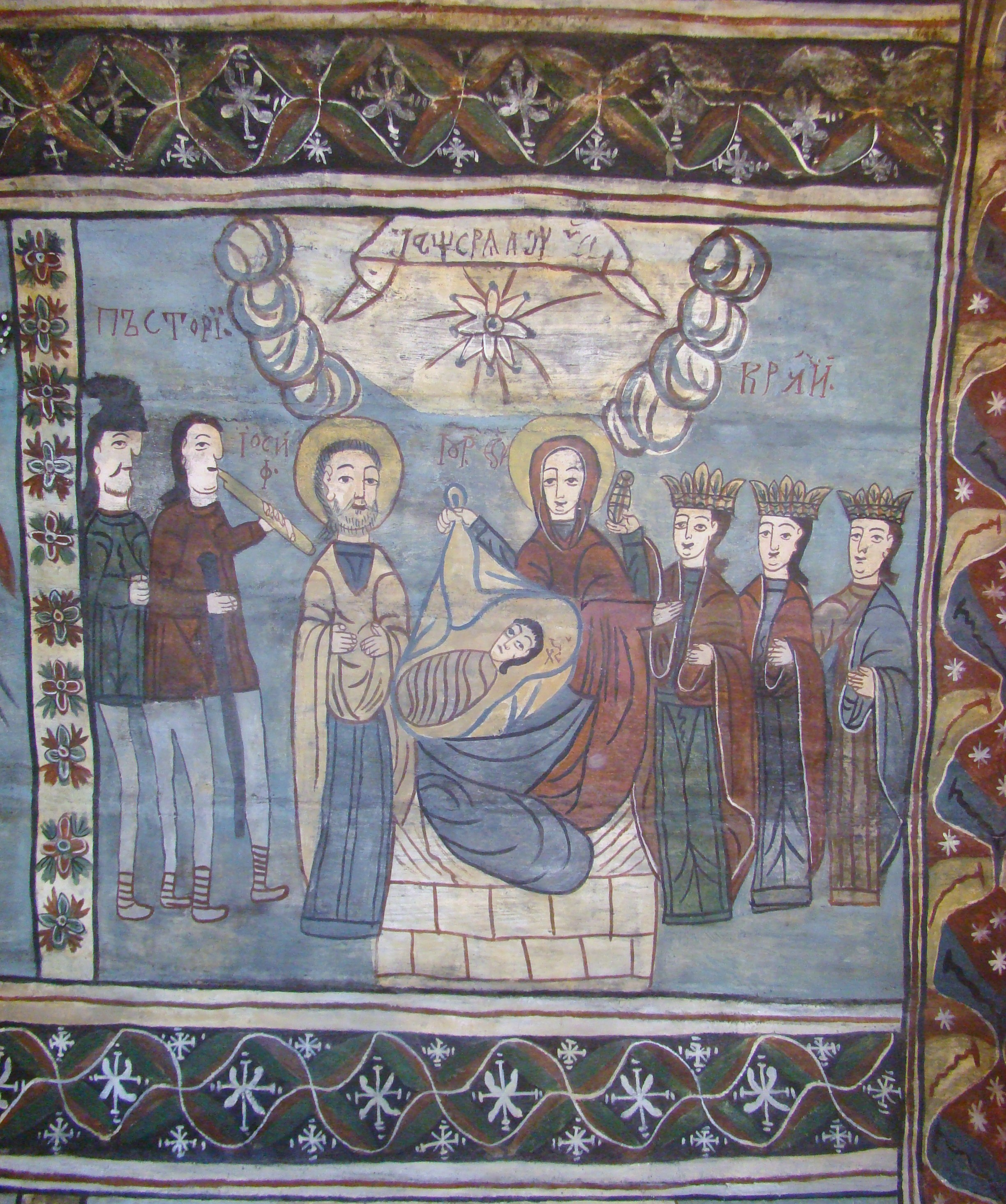
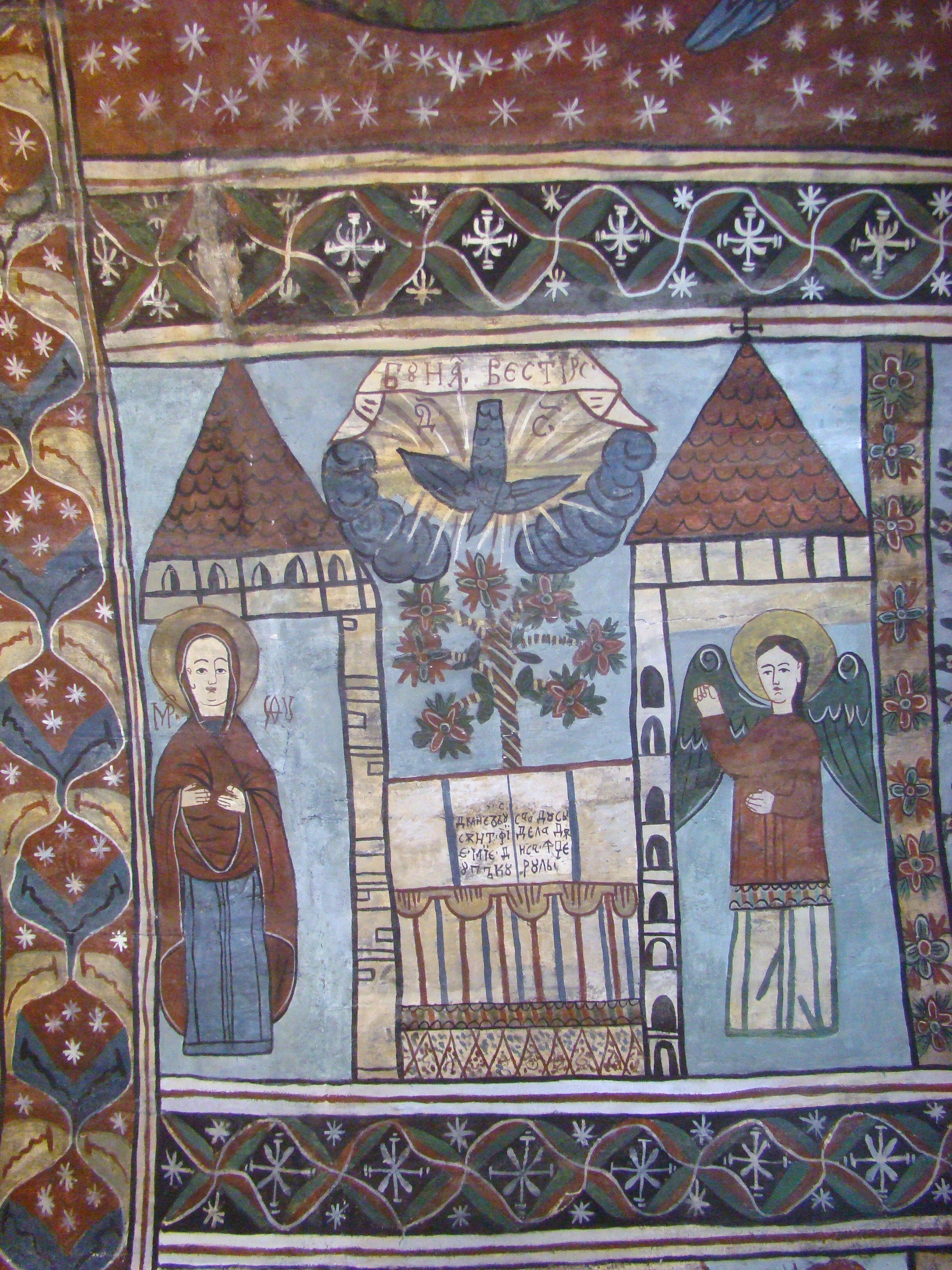
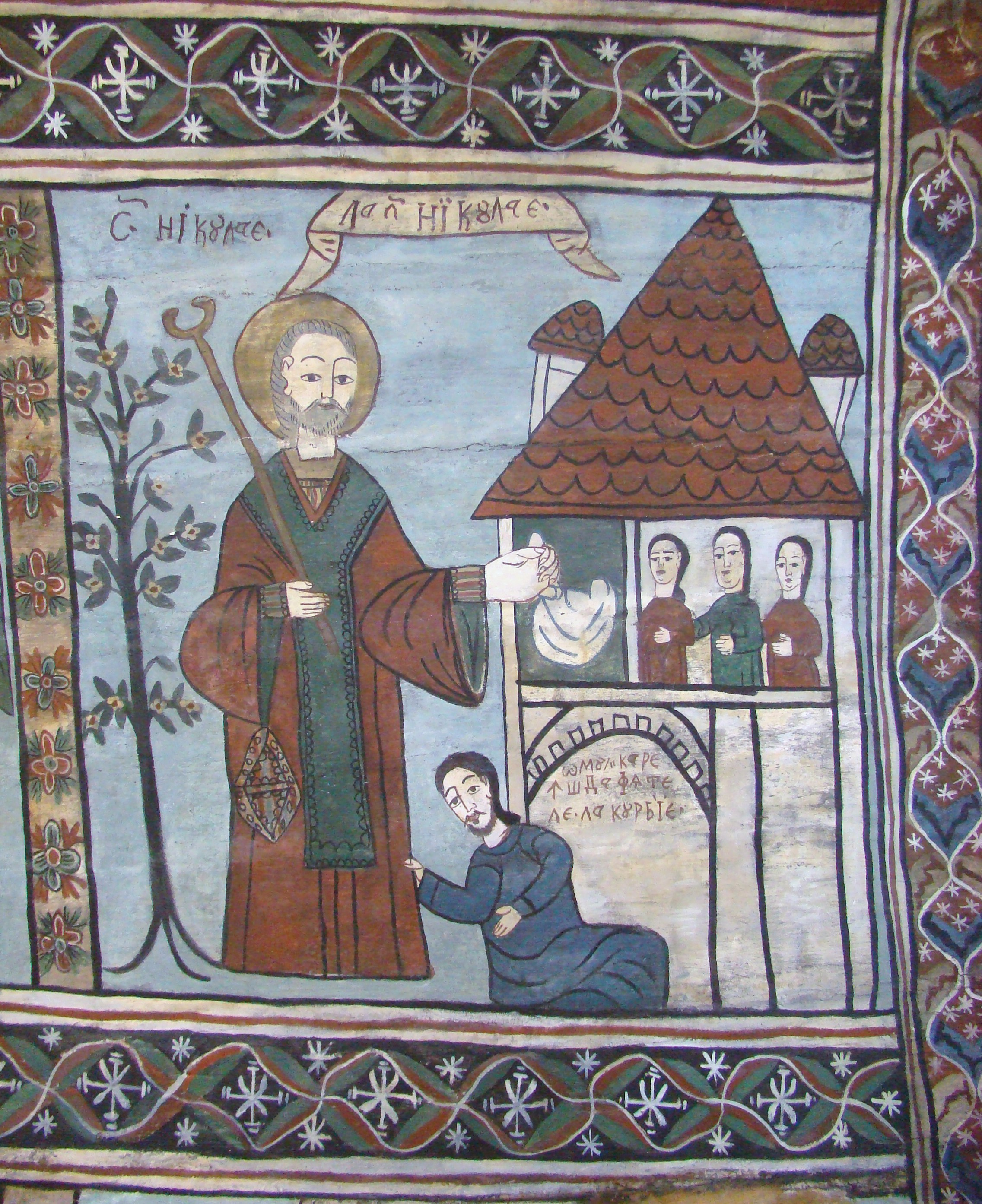
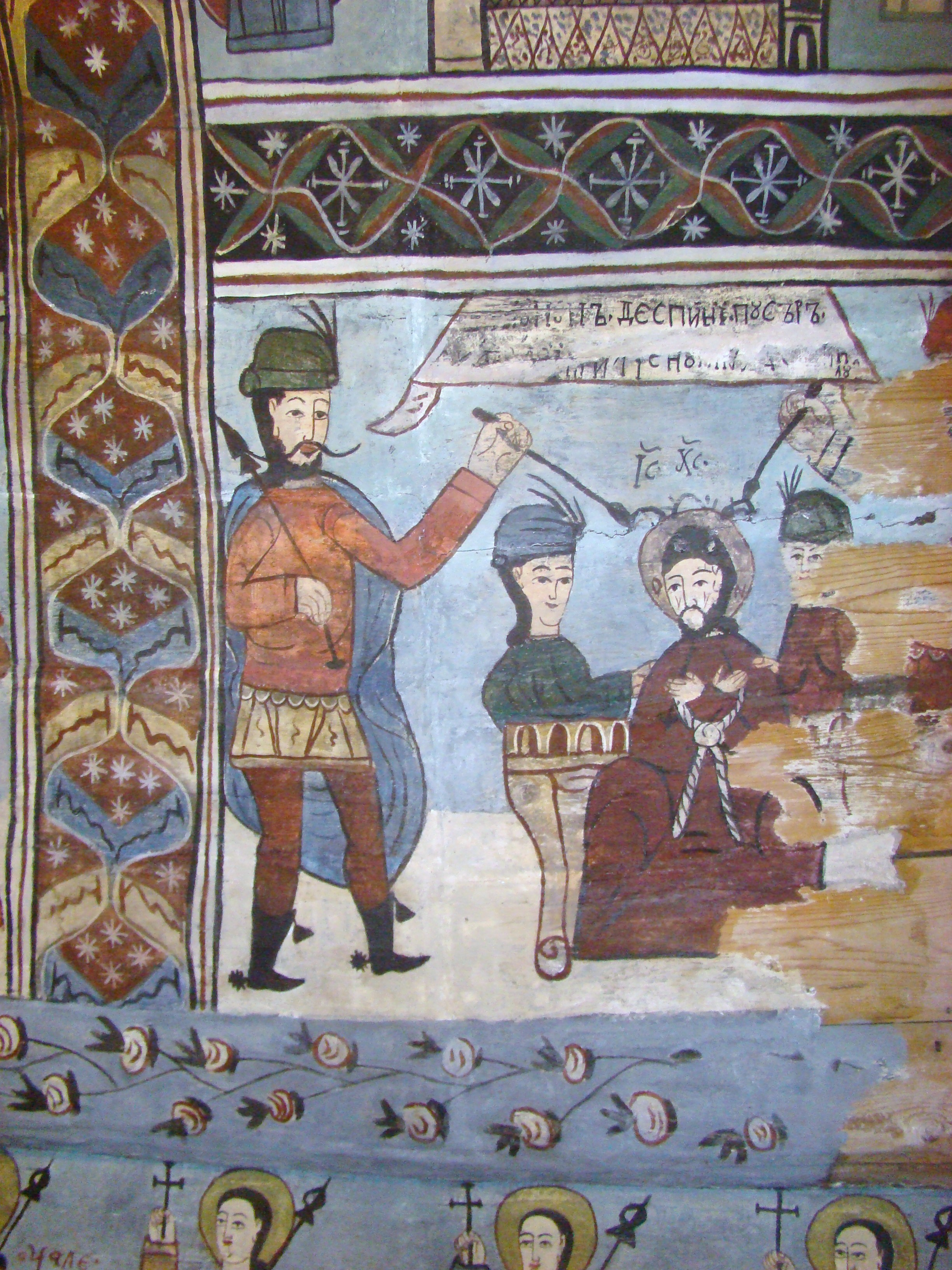
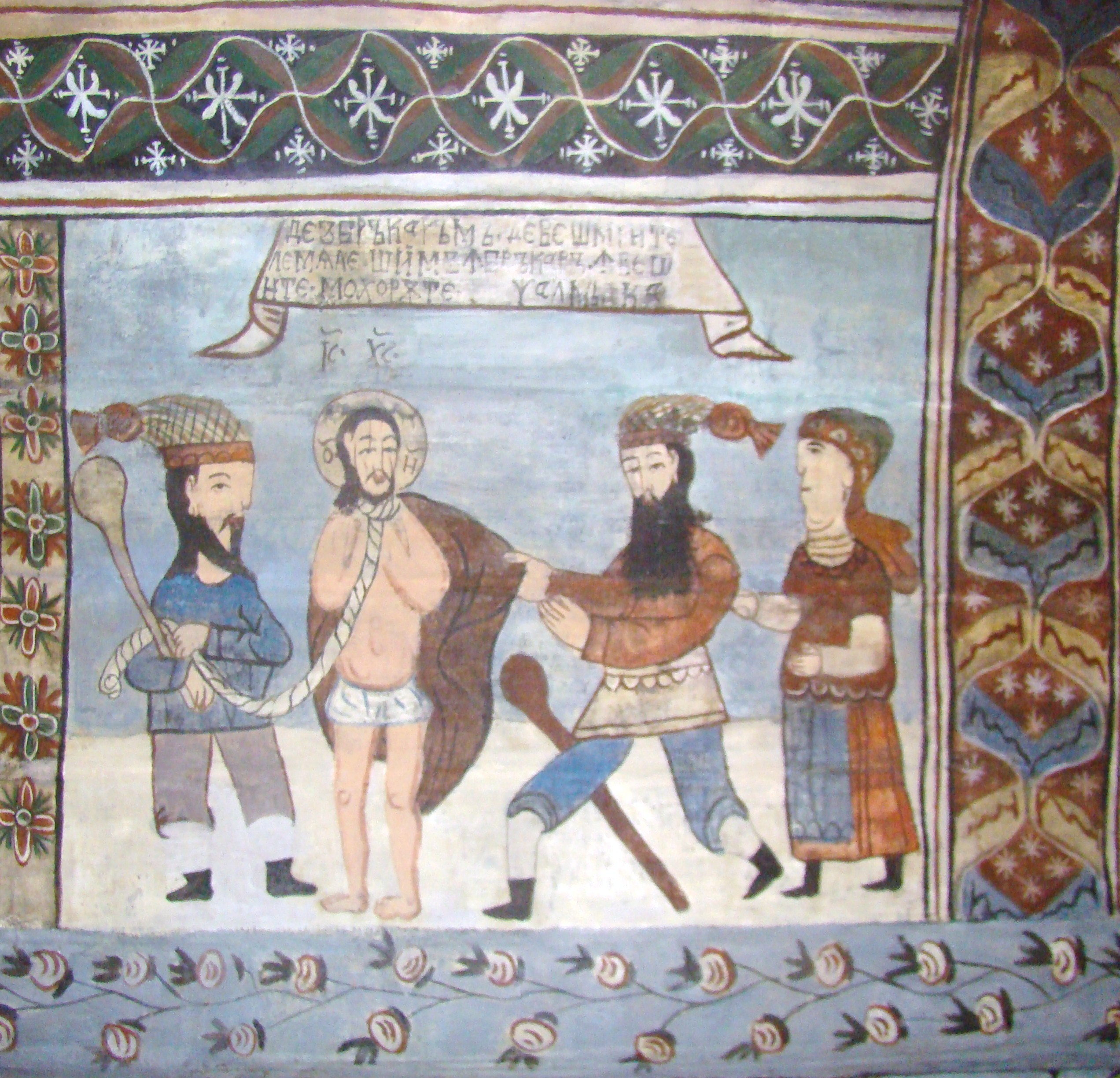
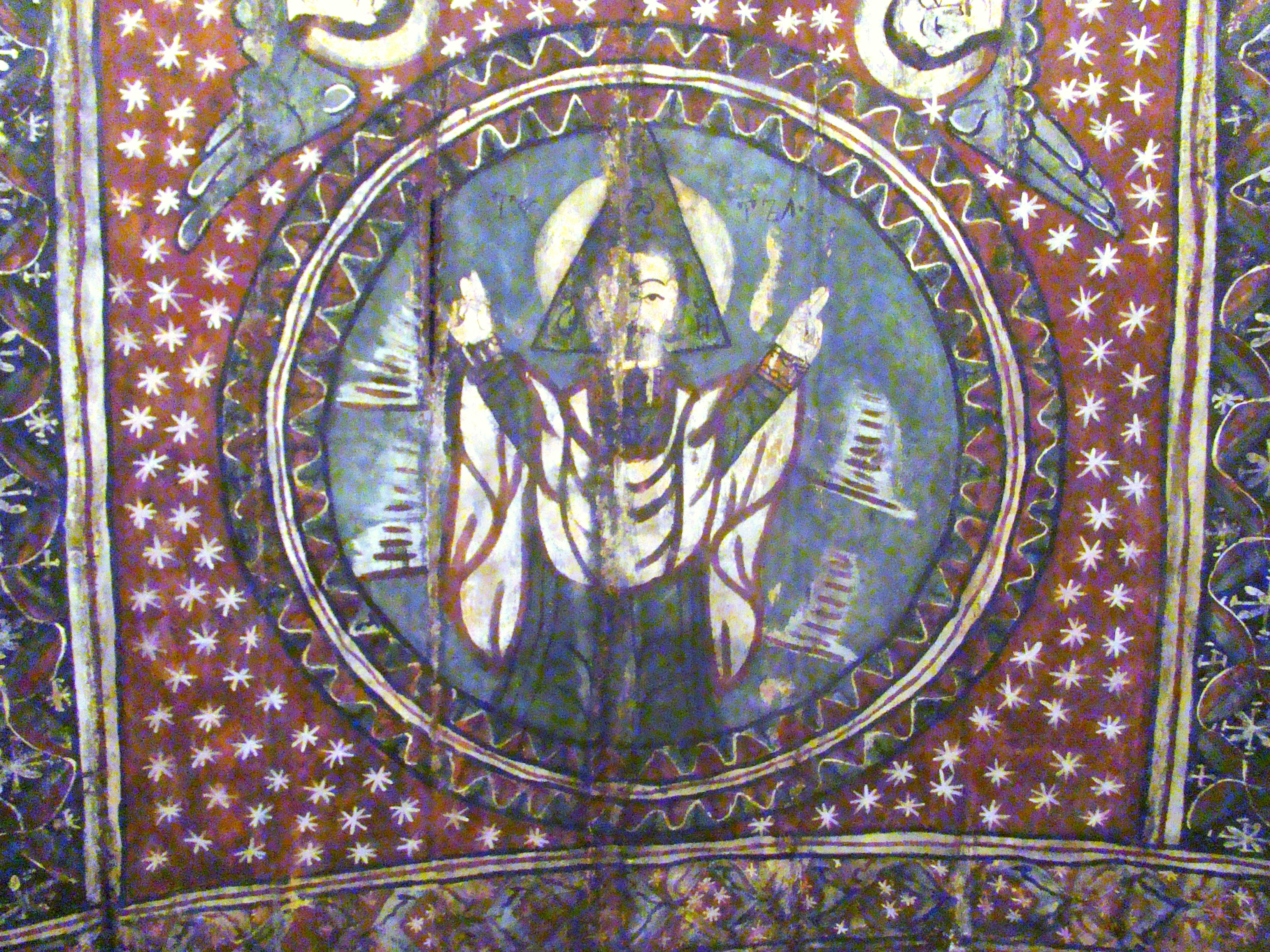
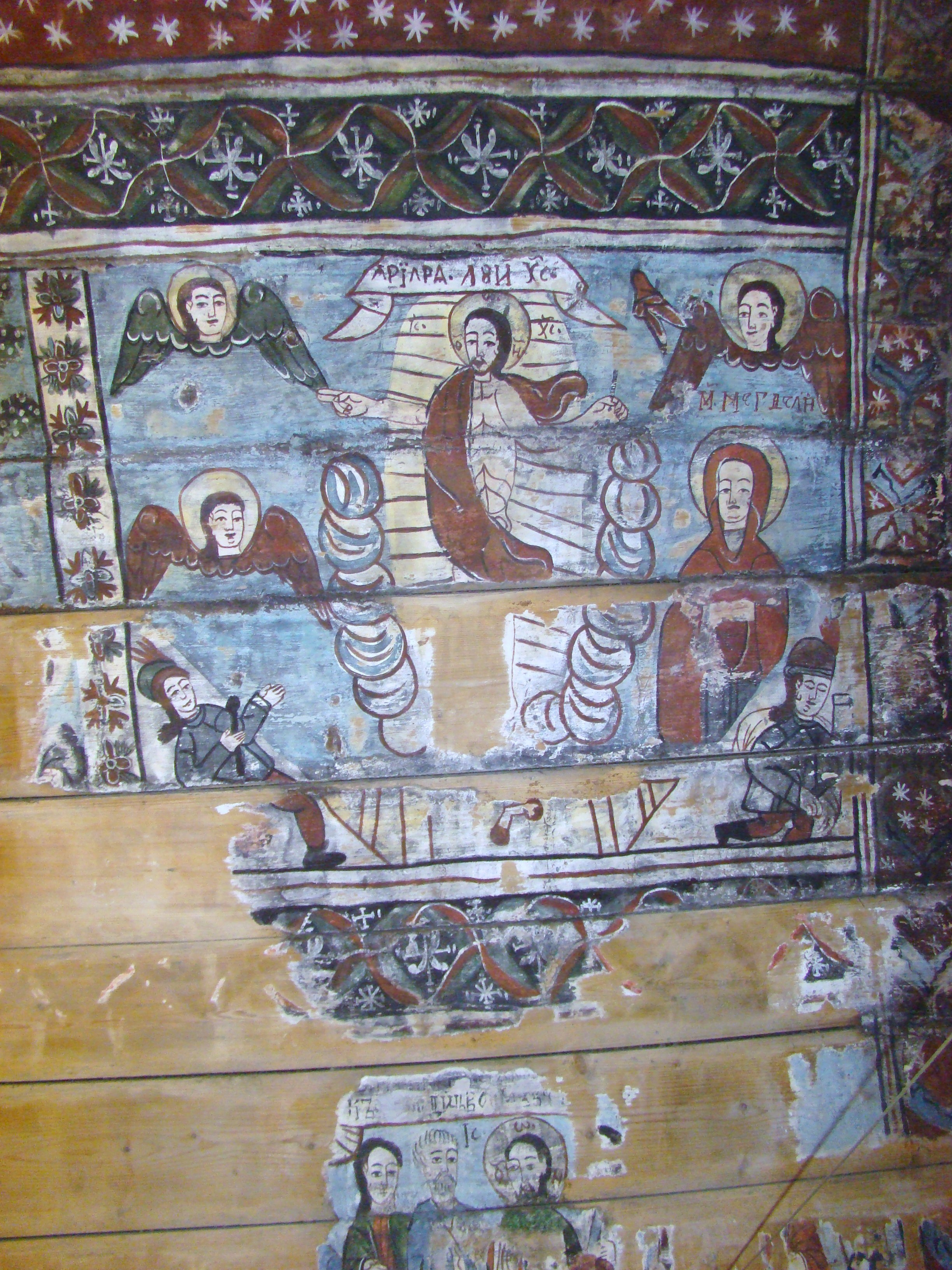
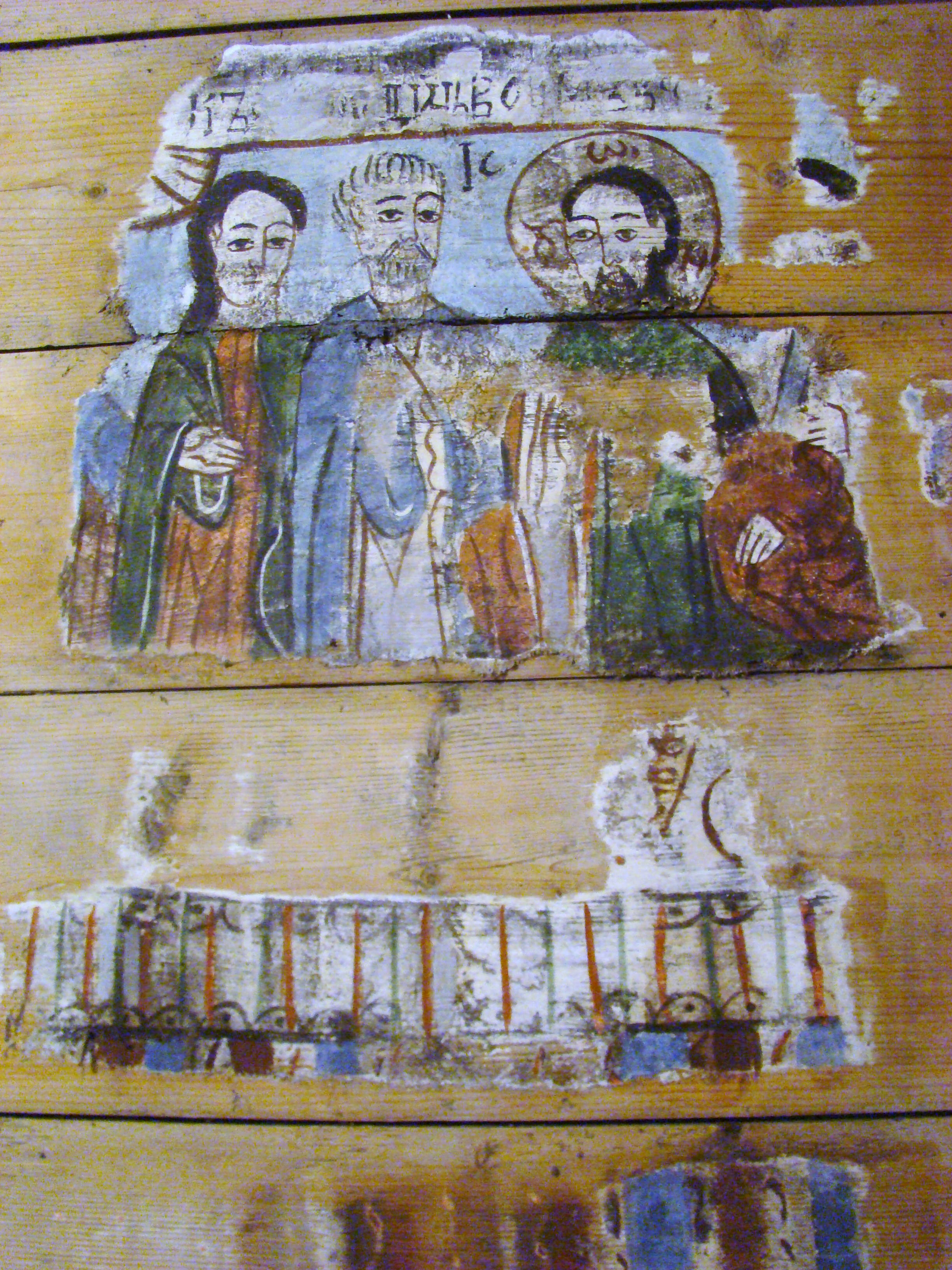
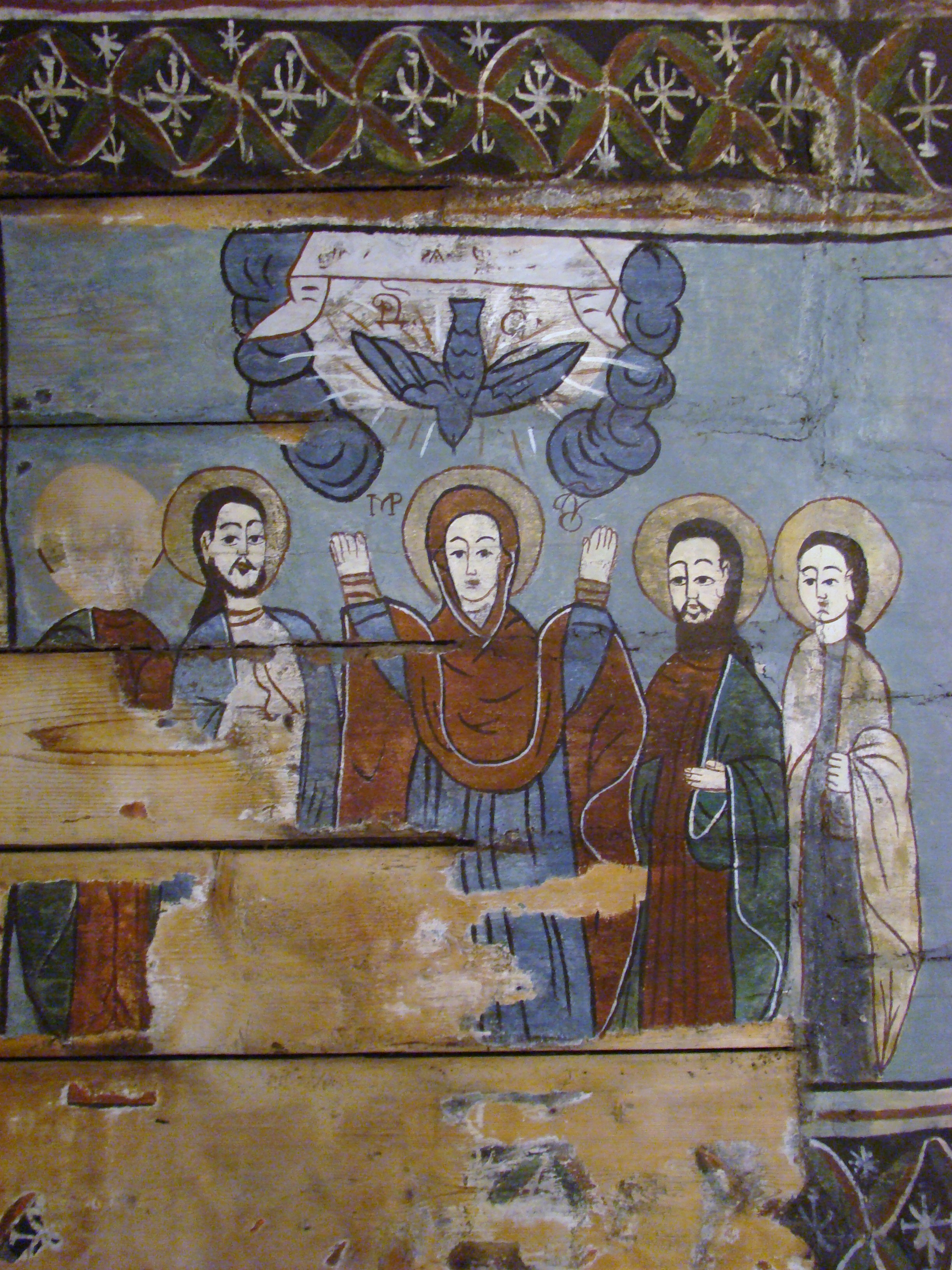
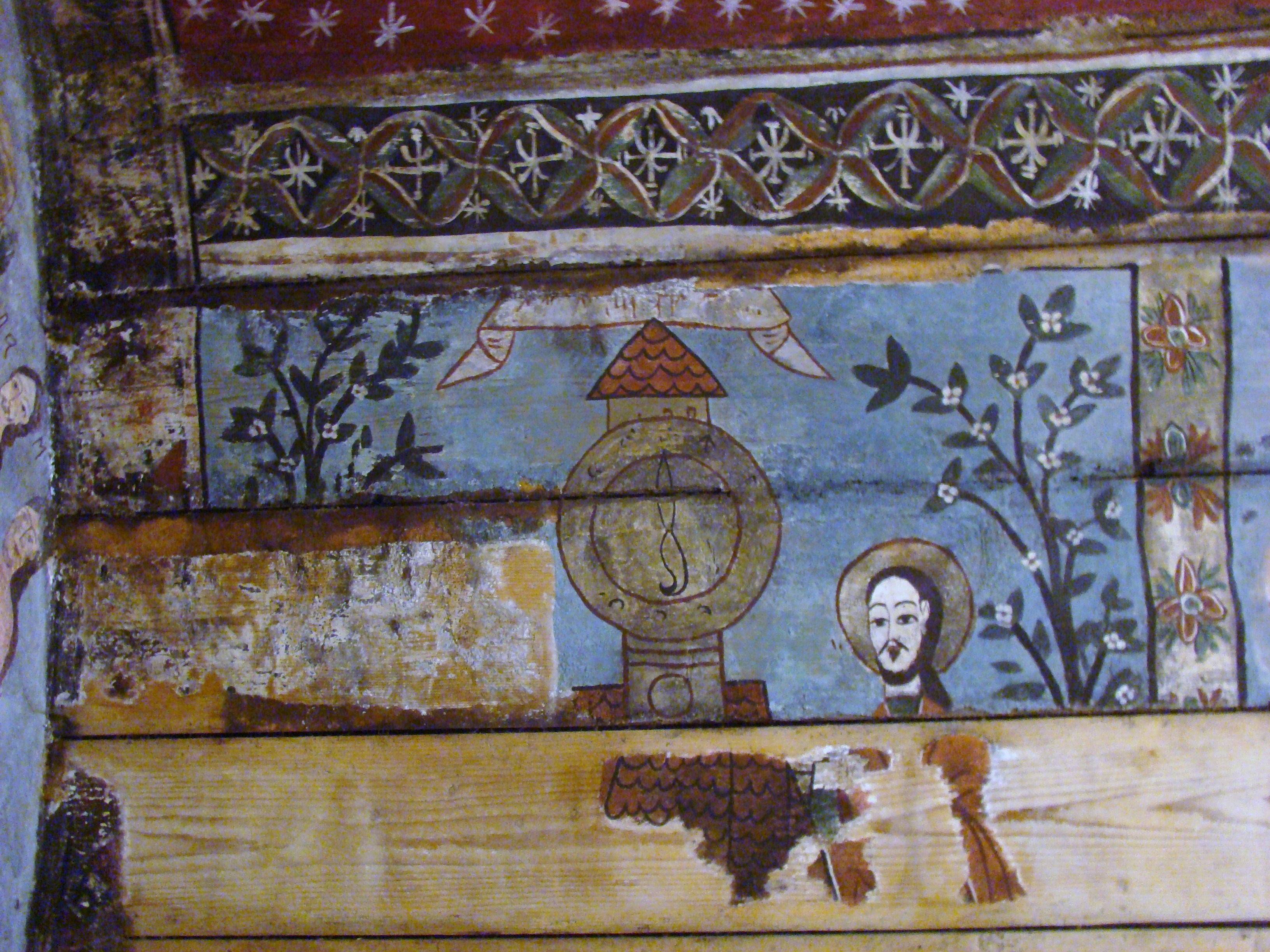
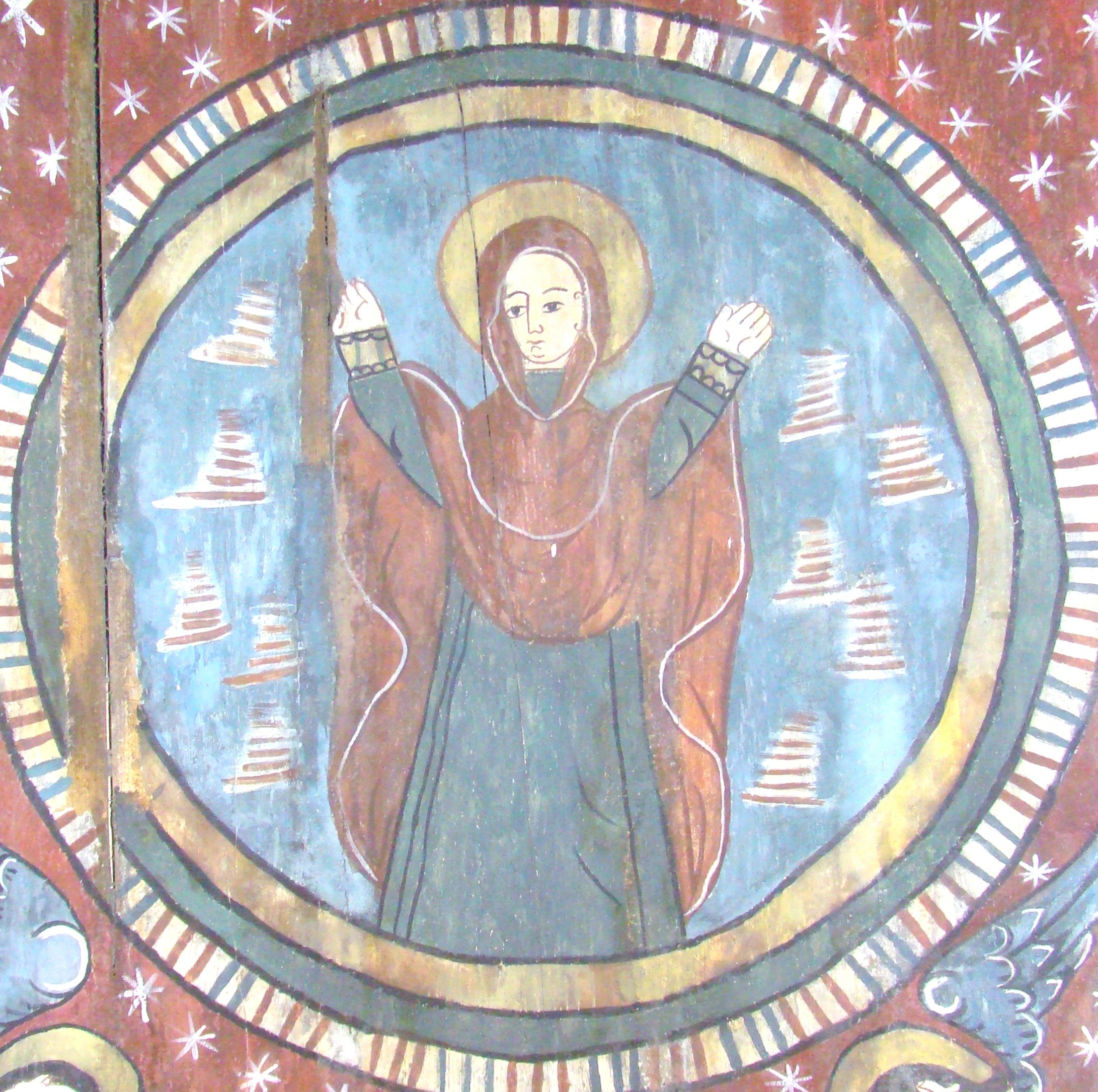
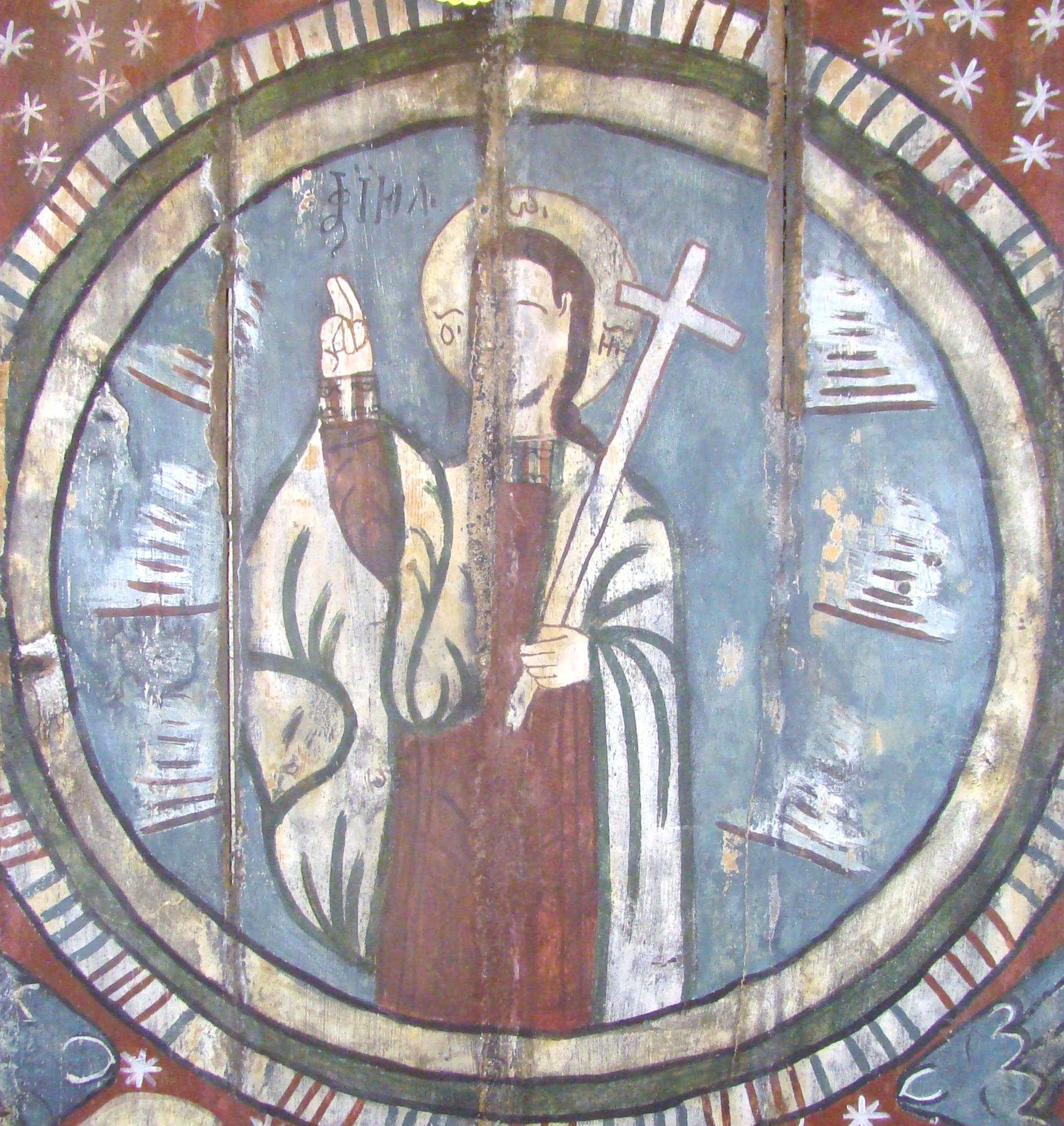
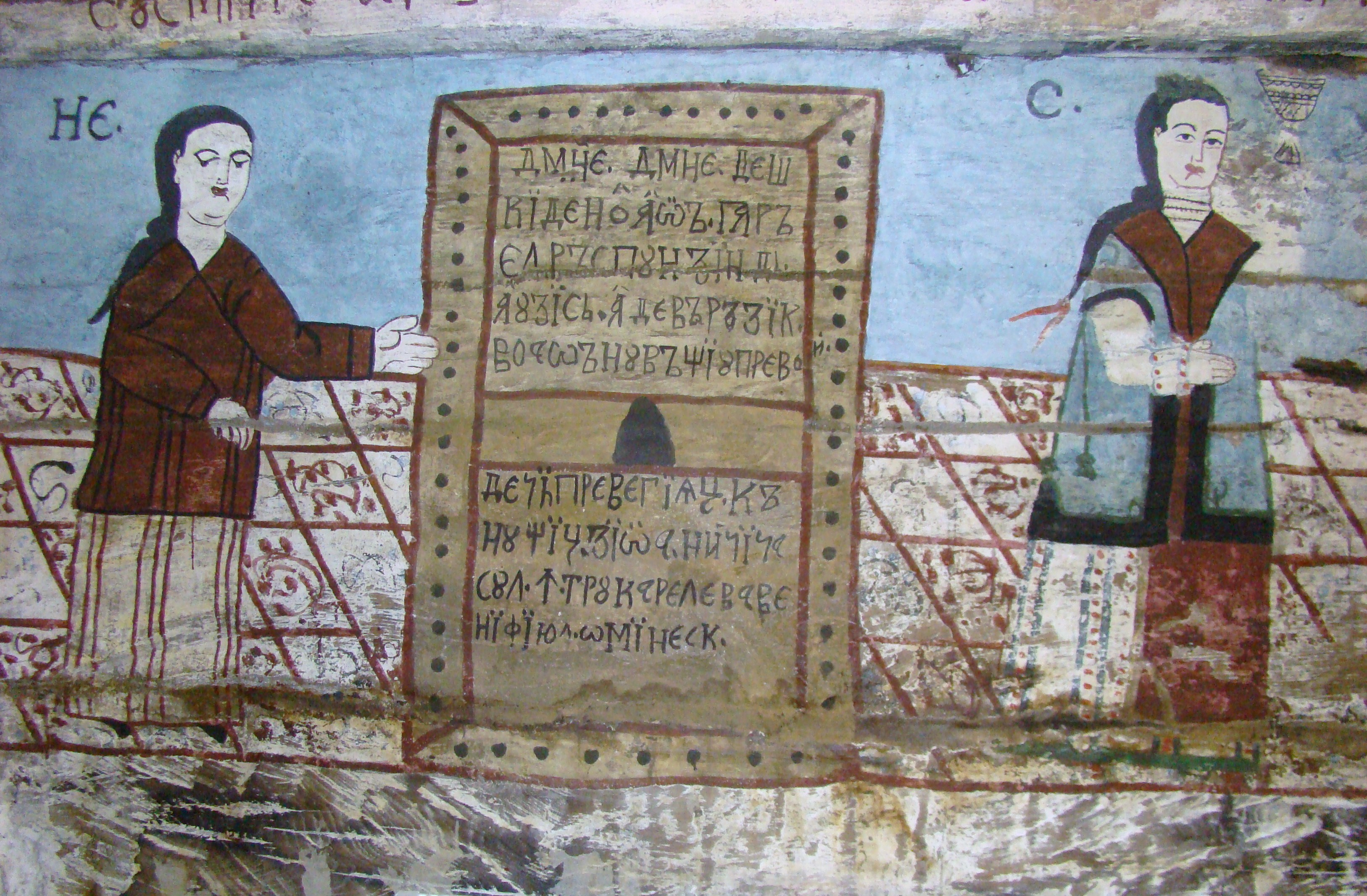
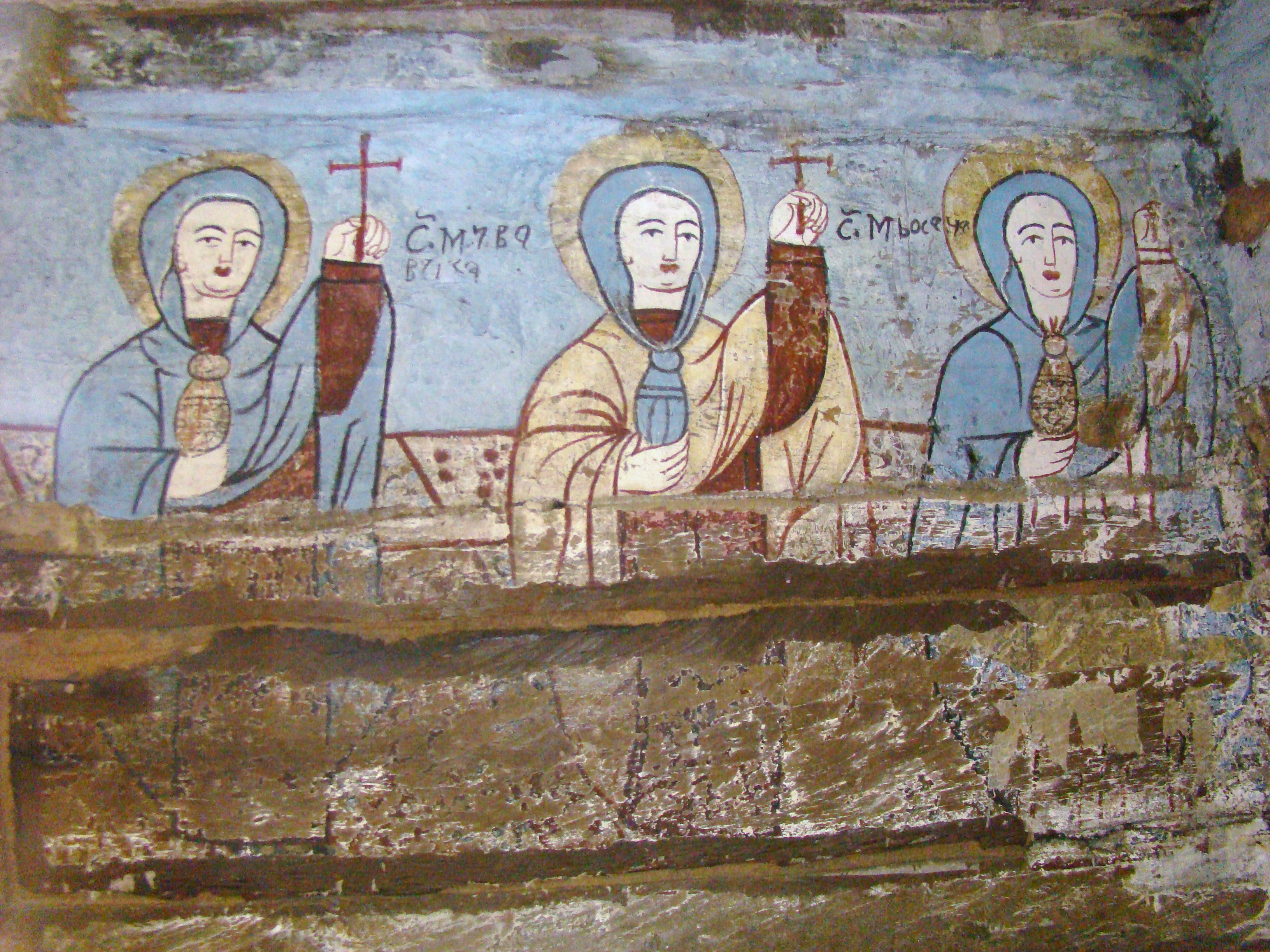
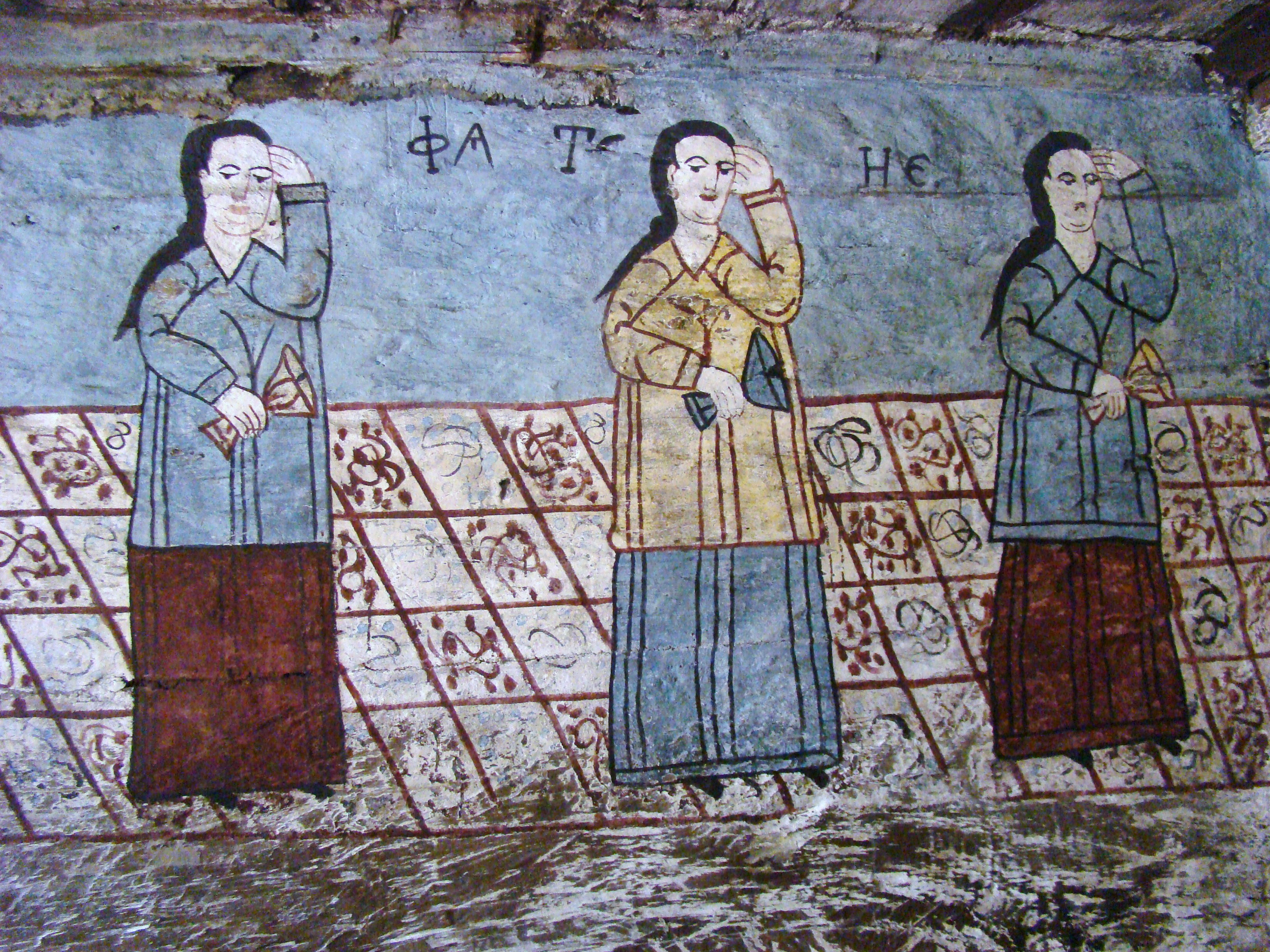
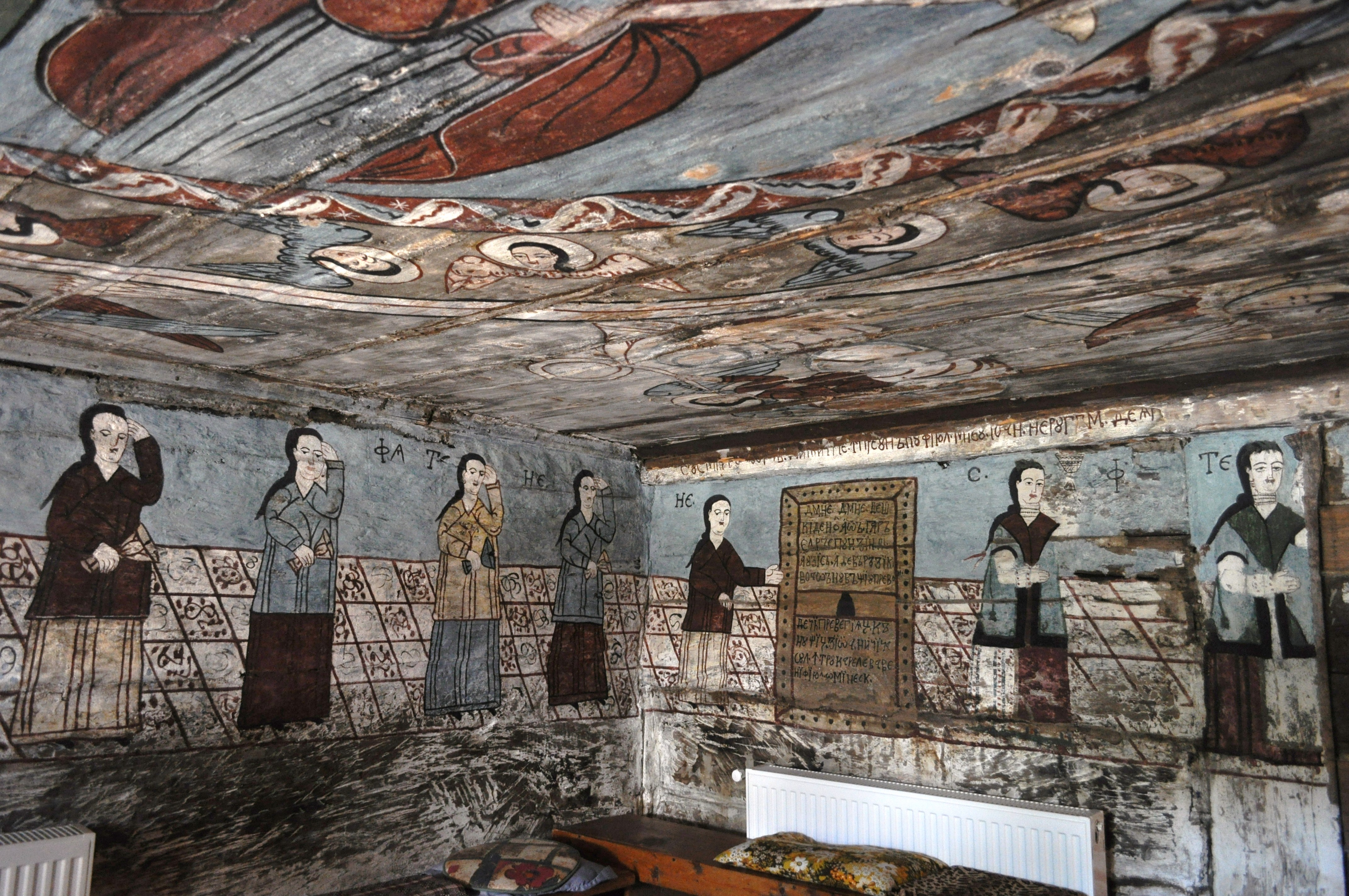
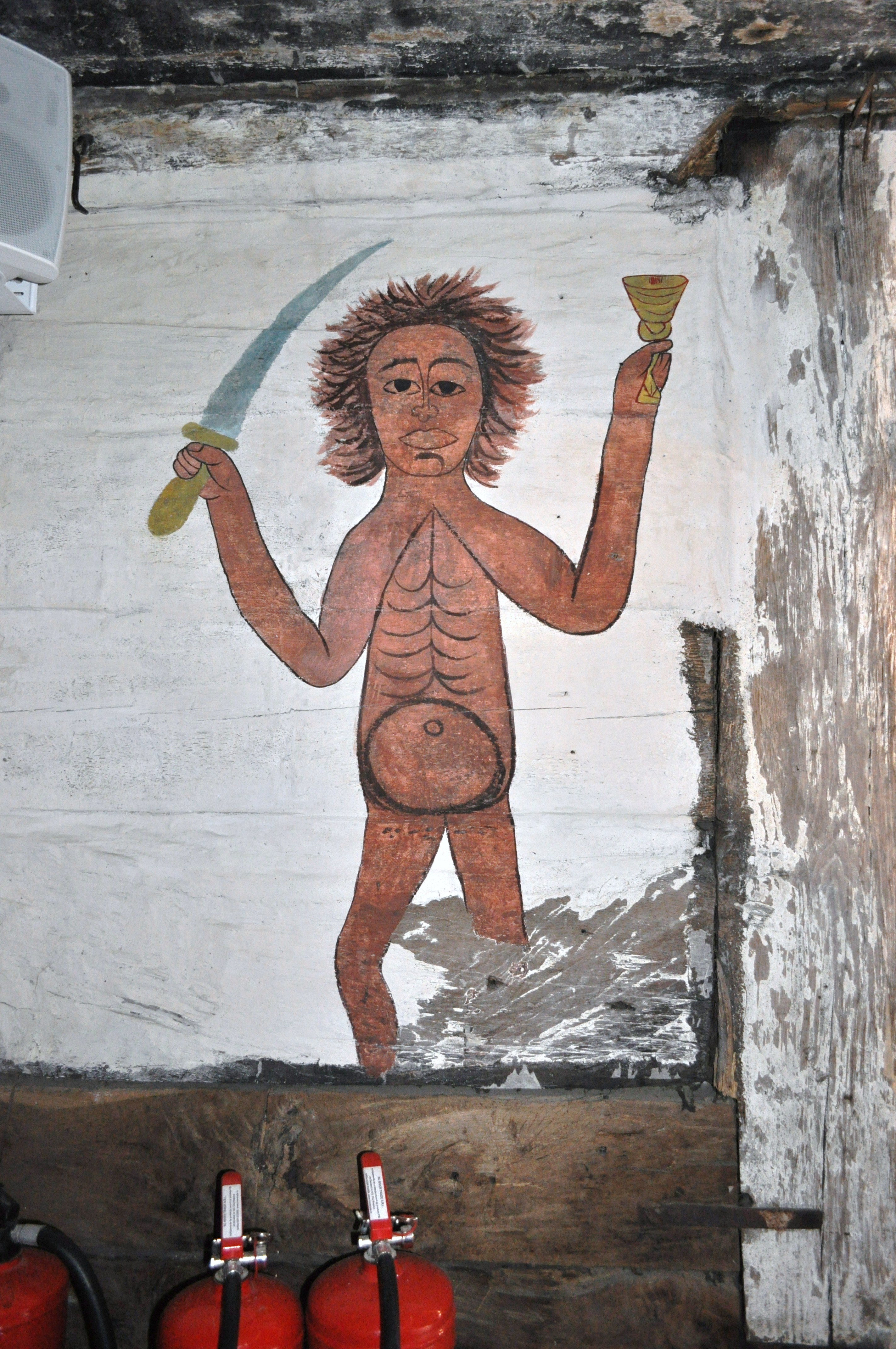